# Cathédrale Notre-Dame de Reims
Cette  cathédrale n’est pas la seule cathédrale Notre-Dame.

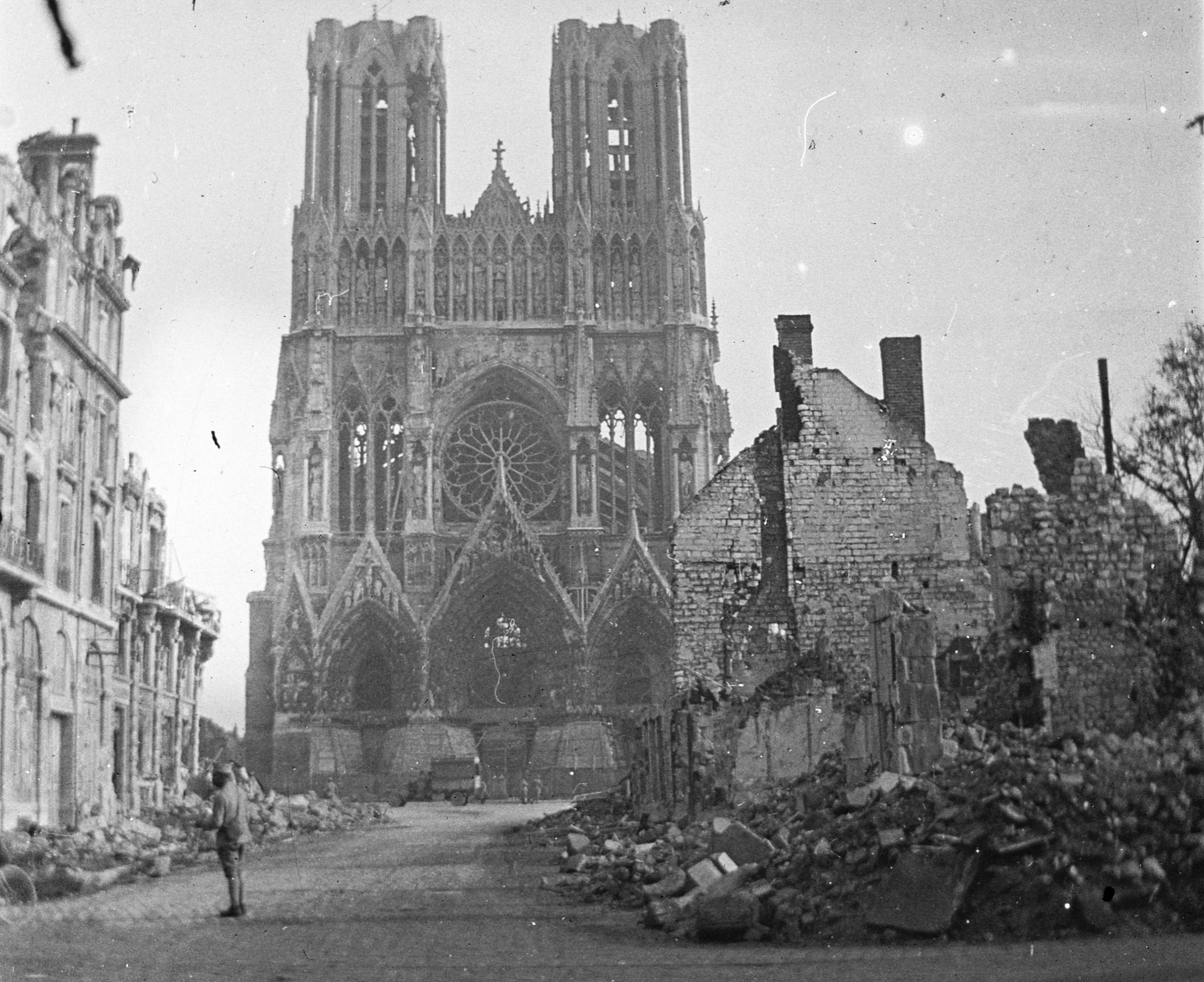
Cathédrale de Reims après les bombardements de 1914.

La cathédrale Notre-Dame de Reims est une cathédrale catholique romaine située à Reims, dans le département français de la Marne en région Grand Est. Elle est connue pour avoir été, à partir du XIe siècle, le lieu de la quasi-totalité des sacres des rois de France.
La construction de l'édifice actuel a commencé au début du XIIIe siècle. Elle est postérieure aux cathédrales Notre-Dame de Paris et Notre-Dame de Chartres, mais antérieure aux cathédrales Notre-Dame de Strasbourg, Notre-Dame d'Amiens et Saint-Pierre de Beauvais. Consacrée à la Vierge Marie, la cathédrale de Reims a été achevée au XIVe siècle. Elle a connu une destruction très importante à cause d'un incendie ravageur pendant la Première Guerre mondiale provoqué par un bombardement allemand.
Il s'agit de l'une des réalisations majeures de l'art gothique en France, tant pour son architecture que pour sa statuaire qui compte 2 303 statues. Elle est inscrite, à ce titre, au patrimoine mondial de l'UNESCO depuis 1991. Haut lieu du tourisme champenois, elle a accueilli 1 500 000 visiteurs en 2007.
Elle est le siège de l'archidiocèse de Reims et donc la cathédrale métropolitaine de la province ecclésiastique de Reims.

## Histoire

### Premières cathédrales rémoises
C’est dans les écrits de Flodoard, Nicaise, évêque de Reims, que les traces de la fondation de la première cathédrale rémoise au début du Ve siècle, probablement vers 401, sur d'anciens thermes gallo-romains, apparaissent. Elle se situe non loin de la basilique précédente, celle des Saints-Apôtres érigée sous Bétause. C'est devant la porte de sa cathédrale, déjà dédiée à la Vierge Marie, que Nicaise aurait été décapité par les Vandales en 407 ou par les Huns en 451. Le vocable de sainte-Marie laisse à penser que la seconde date est la bonne, puisque Sainte-Marie-Majeure, basilique de Rome, considérée comme la première église consacrée à Marie, date des années 430. Néanmoins, Patrick Demouy voit plutôt en Nicaise « un précurseur du culte marial ». L'édifice mesure alors environ 20 m sur 55 m. C'est là que se déroule le baptême de Clovis, par l'évêque Remi de Reims, un 25 décembre. L'année de cette célébration est sujette à débat et est située entre 496 et 499. Un baptistère est construit au VIe siècle, au nord de l'édifice actuel. Son plan était carré de l'extérieur et circulaire de l'intérieur.

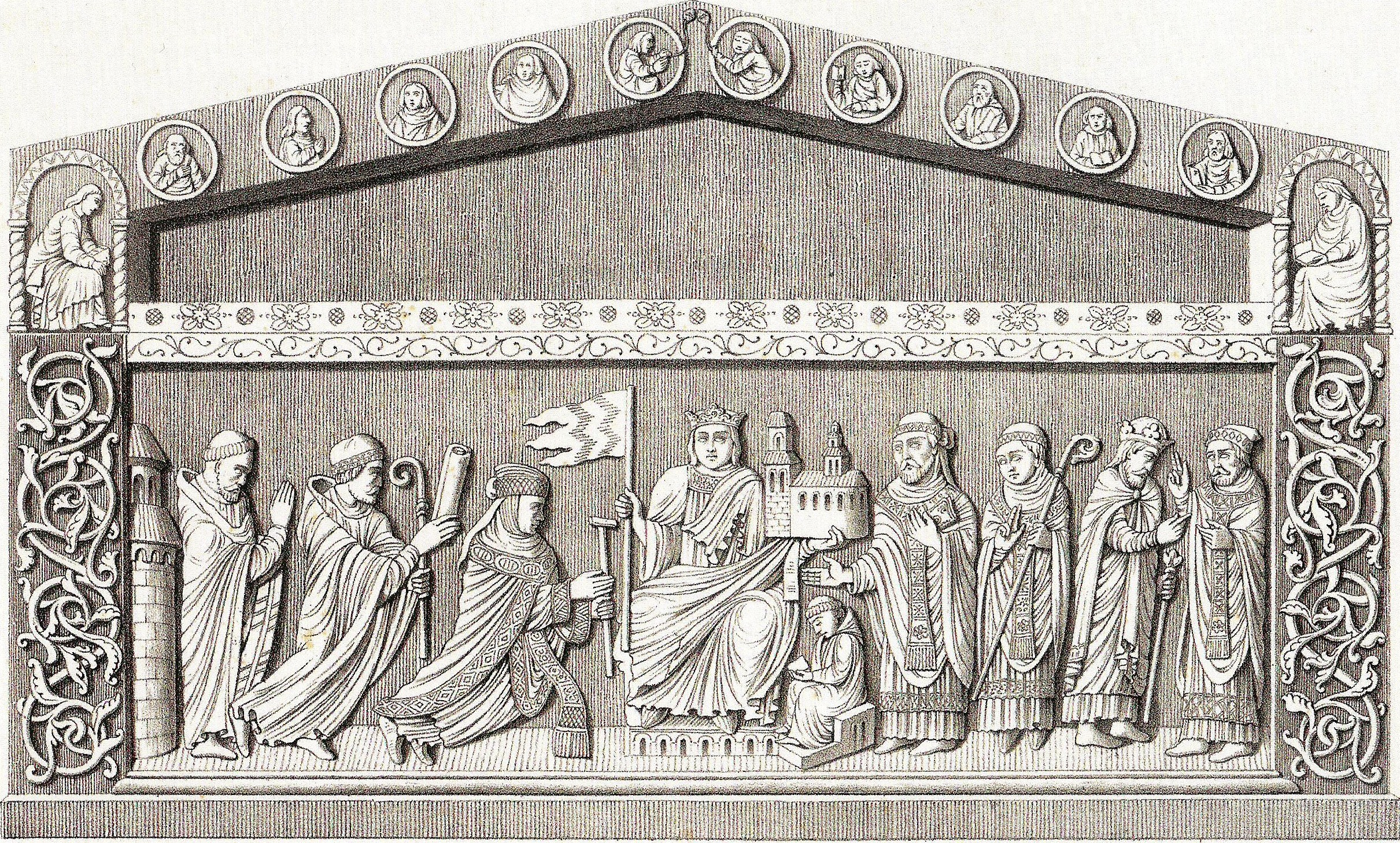
Représentation symbolique et simplifiée de la cathédrale au temps d'Hincmar.
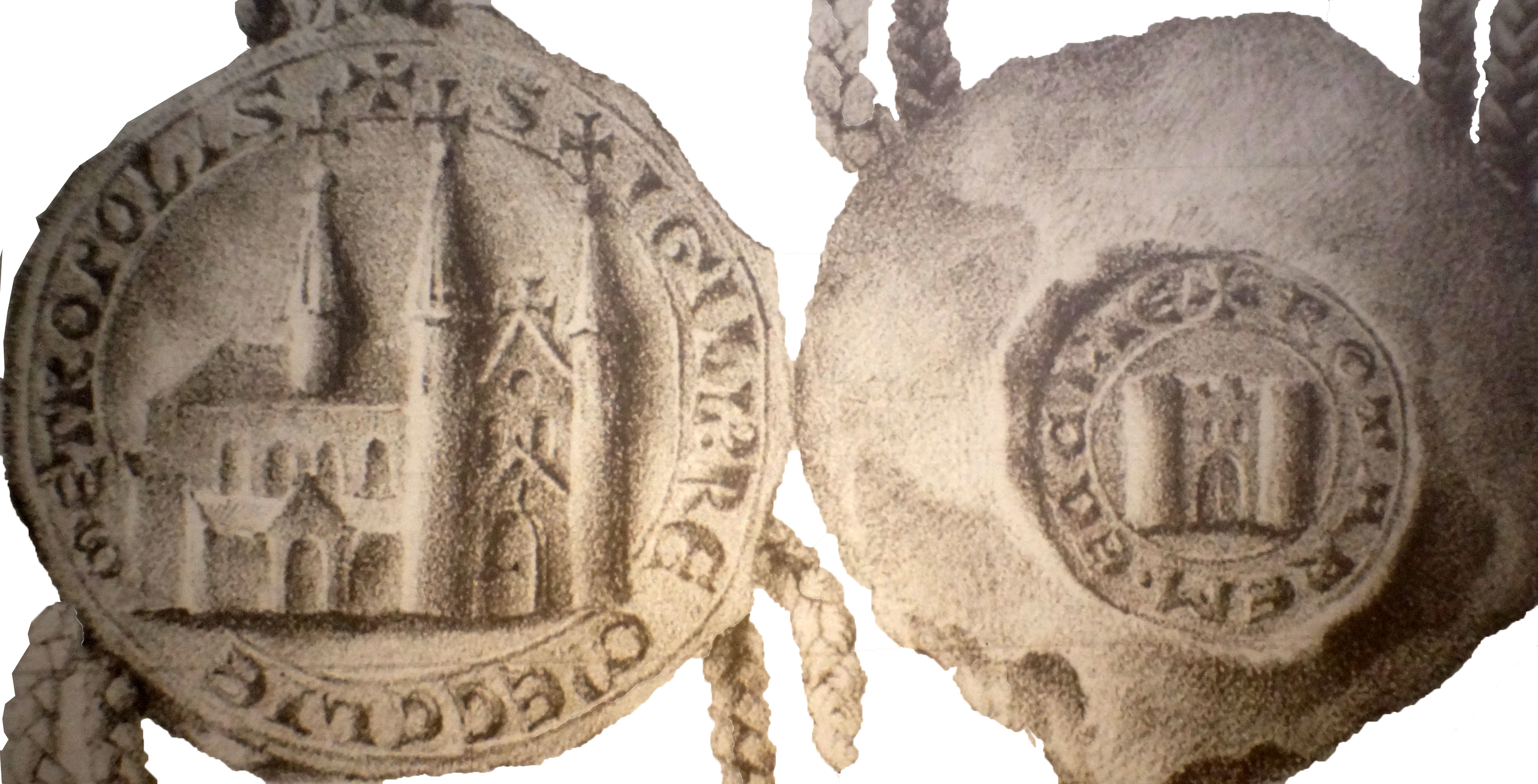
L'ancienne cathédrale et ses tours, représentation simplifiée du sceau de l'Église de Reims, XIIe siècle.

En 816, Louis le Pieux est le premier monarque français, couronné à Reims, par le pape Étienne IV. La célébration du sacre met en évidence le mauvais état de l'édifice, qui devient au même moment siège d'un archevêché. Dans les dix années qui suivent, l'archevêque Ebbon fait reconstruire en grande partie la cathédrale, sous la direction de l'architecte impérial Rumaud. Celui-ci poursuit ses travaux jusqu'en 846, sous l'épiscopat d'Hincmar. L'archevêque fait orner l'intérieur du bâtiment de dorures, de mosaïques, de peintures, de sculptures et de tapisseries. Il consacre cette seconde et nouvelle cathédrale le 18 octobre 862 en présence du roi, Charles le Chauve. Le nouveau bâtiment est long de 86 m et possède deux transepts. Sous l'archevêque Hervé, au début du Xe siècle, une ancienne crypte datant de la première cathédrale est redécouverte, désobstruée puis restaurée avant d'être consacrée à saint Remi. Cette crypte constitue le « noyau initial » à partir duquel chacune des cathédrales est bâtie ; ainsi l'autel se situe au même endroit depuis plus de quinze siècles.
À partir de 976, l'archévêque Adalbéron agrandit et illumine la cathédrale carolingienne. L'historien Richer de Reims, élève d'Adalbéron, donne une description très précise des travaux effectués par l'archevêque : « Il abattit entièrement les arcades qui, s'étendant depuis l'entrée jusqu'à près du quart de la basilique, la coupaient jusqu'en haut, en sorte que toute l'église, embellie, acquit plus d'étendue et une forme plus convenable (…). Il décora l'autel principal de croix d'or et l'enveloppa d'un treillis resplendissant (…). Il éclaira cette même église par des fenêtres où étaient représentées diverses histoires et la dota de cloches mugissantes à l'égal du tonnerre ». L'auteur nous rapporte qu'un autel est élevé par Adalbéron pour le corps du pape saint Calixte.
Au milieu du XIIe siècle, l'archevêque Samson fait démolir la façade ainsi que sa tour dans le but d'ériger une nouvelle façade, encadrée de deux tours, probablement sur le modèle de la basilique Saint-Denis. Quelques années plus tôt, Samson avait lui-même assisté à la consécration du chœur de cette église. En plus de ces travaux à l'ouest du bâtiment, un nouveau chœur ainsi que des chapelles commencent à être édifiés à l'est de la cathédrale. L'édifice mesure 110 mètres de long. À la fin du siècle, la nef et le transept sont de style carolingien tandis que le chevet en construction et la façade sont du premier art gothique.
Le futur saint Bruno y fut chanoine puis maître de l'enseignement.

### Construction de la cathédrale actuelle

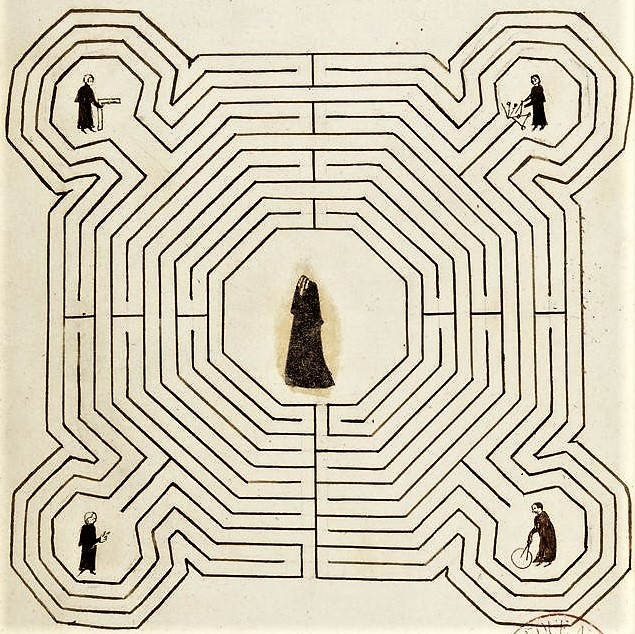
Dessin du labyrinthe par Jacques Cellier (1582-1587)
BnF Ms. Fr. 9152.

Les Annales de saint Nicaise rapportent qu'en 1210 « l'église de Reims a brûlé en la fête Saint-Jean-devant-la-Porte-latine », le 6 mai, le même jour qu'une éclipse de lune. Cependant, l'unique éclipse visible à Reims en ce début de XIIIe siècle est datée par Anne Prache du 28 février 1207. On sait toutefois que l'archevêque Albéric de Humbert pose la première pierre d'une nouvelle cathédrale le 6 mai 1211, l'incendie ayant détruit l'édifice précédent. Quatre architectes se succèdent sur le chantier d'après les inscriptions du labyrinthe qui a disparu en 1778 et connu par des relevés faits au XVIIe siècle : Jean d'Orbais, Jean-le-Loup, Gaucher de Reims et Bernard de Soissons. L'ordre de succession de ces architectes a été discuté.
D'après R. Branner, le triforium du chœur a été commencé en 1221, il est bâti jusqu'au tas de charge des voûtes en 1233. Des émeutes vont alors provoquer l'arrêt du chantier jusqu'en 1236. Les voûtes et les arcs-boutants sont montés entre 1236 et 1241. Le sanctuaire est livré au chapitre en 1241. L'archevêque Henri de Braine est inhumé le 6 juillet 1640 devant le maître-autel. Le 7 septembre 1241 le chapitre est entré dans son nouveau chœur.
Le transept devait être aussi avancé que le chœur en 1233 sans pouvoir affirmer qu'il était voûté en 1241. Pour Francis Salet, cela doit être le cas pour le bras sud du transept. Pour R. Branner et F. Salet, la nef carolingienne a été réparée après l'incendie et conservée jusqu'en 1230 avec un mur la séparant de la croisée, et continué à servir pour les offices en permettant d'y célébrer les couronnements de Louis VIII, en 1223, et Louis IX, en 1226. Les travées 10 à 5 de la nef ont dû être montées entre 1241 et 1250-1255. Bernard de Soissons a élevé les quatre travées occidentales et la façade.
La date du début de construction de la façade occidentale a été précisée par Jean-Pierre Ravaux à partir de deux chartes. La première, de 1230, concerne des maisons situées près de la façade de la cathédrale romane que l'Hôtel-Dieu donne à bail en précisant que s'il est nécessaire de les détruire pour construire la nouvelle façade, les occupants doivent être dédommagés. Le 8 avril 1252, les maîtres de l'Hôtel-Dieu font vidimer les baux de 1230. Les maisons sont encore debout et on envisage de les démolir. Les fouilles entreprises par Henri Deneux ont trouvé les fondations de la façade romane au milieu de la seconde travée. Les travaux de la façade occidentale ont commencé après la démolition des maisons, c'est-à-dire après le 8 avril 1252.
Pour Jean-Pierre Ravaux, les travaux de gros œuvre ne sont pas terminés en 1274, au moment de la procession des Rameaux. Il propose alors de fixer la fin des travaux de gros œuvre vers 1275. Il fait remarquer que le 25 septembre 1299, le chapitre obtient de l'archevêque le prêt d'un terrain entre le coin du pilier de la façade et le contrefort qui regarde la rouelle de Saint-Nicaise (6e travée de la nef), au sud. La même année, le roi Philippe le Bel a exempté de péage le plomb destiné à la couverture de la cathédrale. C'est donc cette année-là que la couverture définitive de la cathédrale a été posée en remplacement d'une toiture provisoire.
Le 24 juillet 1481, un nouvel incendie, né de la négligence d'ouvriers travaillant à la toiture de l'édifice, prend dans les combles de la cathédrale. Il détruit la charpente, puis le grand clocher central ainsi que les galeries à la base du toit. Le plomb coulant de la toiture achève de détériorer le monument. Le chantier reprend néanmoins rapidement. Les rois Charles VIII puis Louis XII, sacrés dans la cathédrale, apportent un soutien financier à la reconstruction, à la différence de leur prédécesseur Louis XI. Ils accordent en particulier un octroi royal, correspondant à une partie de la gabelle. En remerciement, le nouveau toit est surmonté de fleurs de lys et les armoiries royales sont « apposées en haut du chevet ». Ce bénéfice est néanmoins suspendu en 1516, les travaux sont arrêtés avant l'achèvement des flèches.

### Lieu du sacre des rois de France

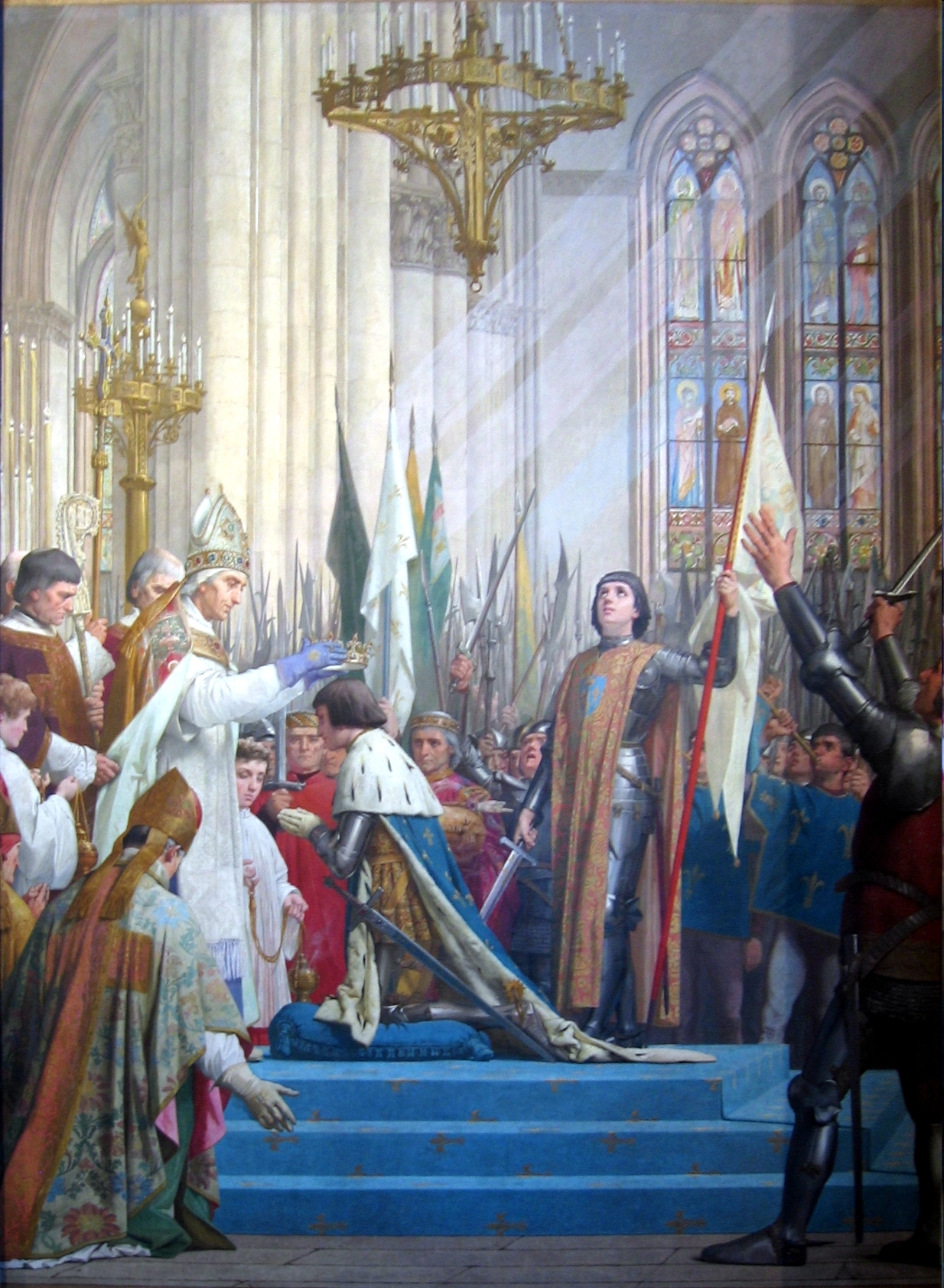
Sacre à Reims de Charles VII.

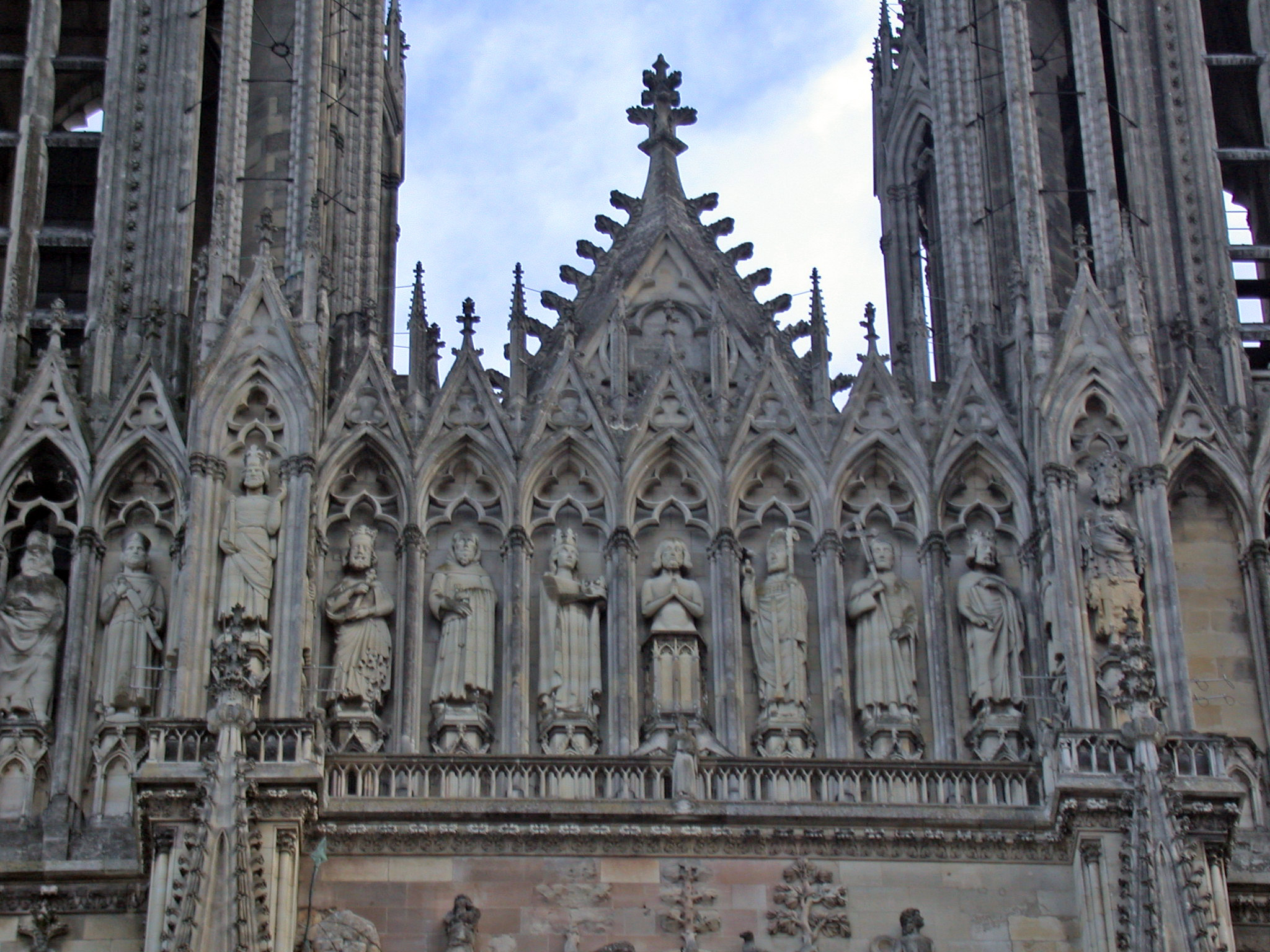
Partie de la galerie des Rois.

Le prestige de la Sainte Ampoule et la puissance politique des archevêques de Reims aboutirent à partir d'Henri Ier (1027) à fixer définitivement le lieu du sacre à Reims. Tous les rois de France capétiens se sont fait sacrer dans la cité rémoise, à l'exception de sept d'entre eux :
- Hugues Capet à la cathédrale Notre-Dame de Noyon ou à la cathédrale Notre-Dame de Reims en 987 par Adalbéron, archevêque de Reims ;
- Robert II à la cathédrale Sainte-Croix d'Orléans en 987 par Adalbéron, archevêque de Reims ;
- Louis VI à la cathédrale Sainte-Croix d'Orléans en 1108 par Daimbert, archevêque de Sens ;
- Jean Ier (meurt tout de suite après sa naissance) ;
- Henri IV à la cathédrale Notre-Dame de Chartres en 1594 par Nicolas de Thou, évêque de Chartres ;
- Louis XVIII (n'a pas été sacré) ;
- Louis-Philippe Ier (roi des Français, ne se fait pas sacrer).

Lorsque Louis IX se fait couronner en 1226, la cathédrale telle qu'on la connaît aujourd'hui est encore en construction.
Le sacre de Charles VII en 1429 revêt une importance toute particulière, en cela qu'il inverse le cours de la guerre de Cent Ans grâce à la ténacité de Jeanne d'Arc dont une statue trône sur le parvis de la cathédrale.
La cathédrale glorifie la royauté. Sur la façade, au centre de la galerie des rois composée de 56 statues d'une hauteur de 4,5 mètres, Clovis trône entouré de sa femme Clotilde et de Remi.

#### Chronologie des sacres de monarques français en la cathédrale de Reims
- 1027 : Henri Ier par Ebles Ier de Roucy.
- 1059 : Philippe Ier par Gervais de Belleme.

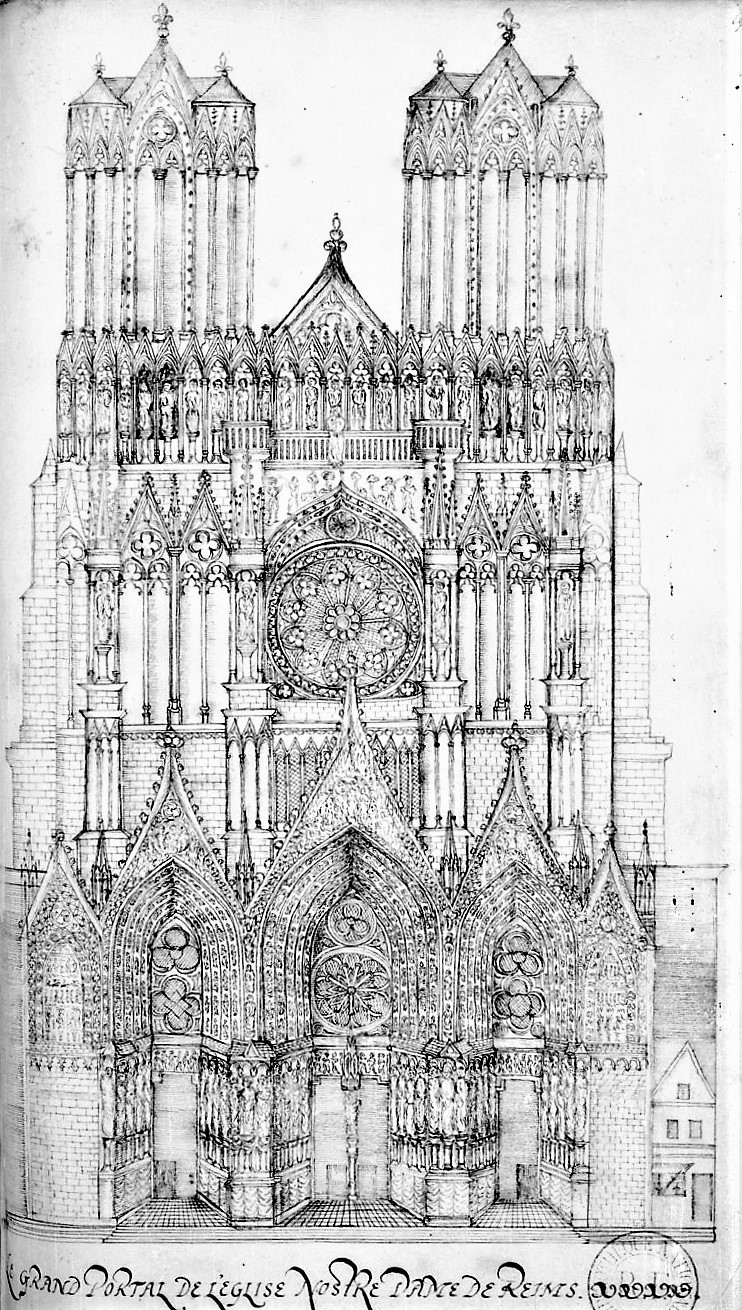
Façade occidentale de la cathédrale entre 1583 et 1587
Dessin de Jacques Cellier
BnF : Ms. fr. 9152.

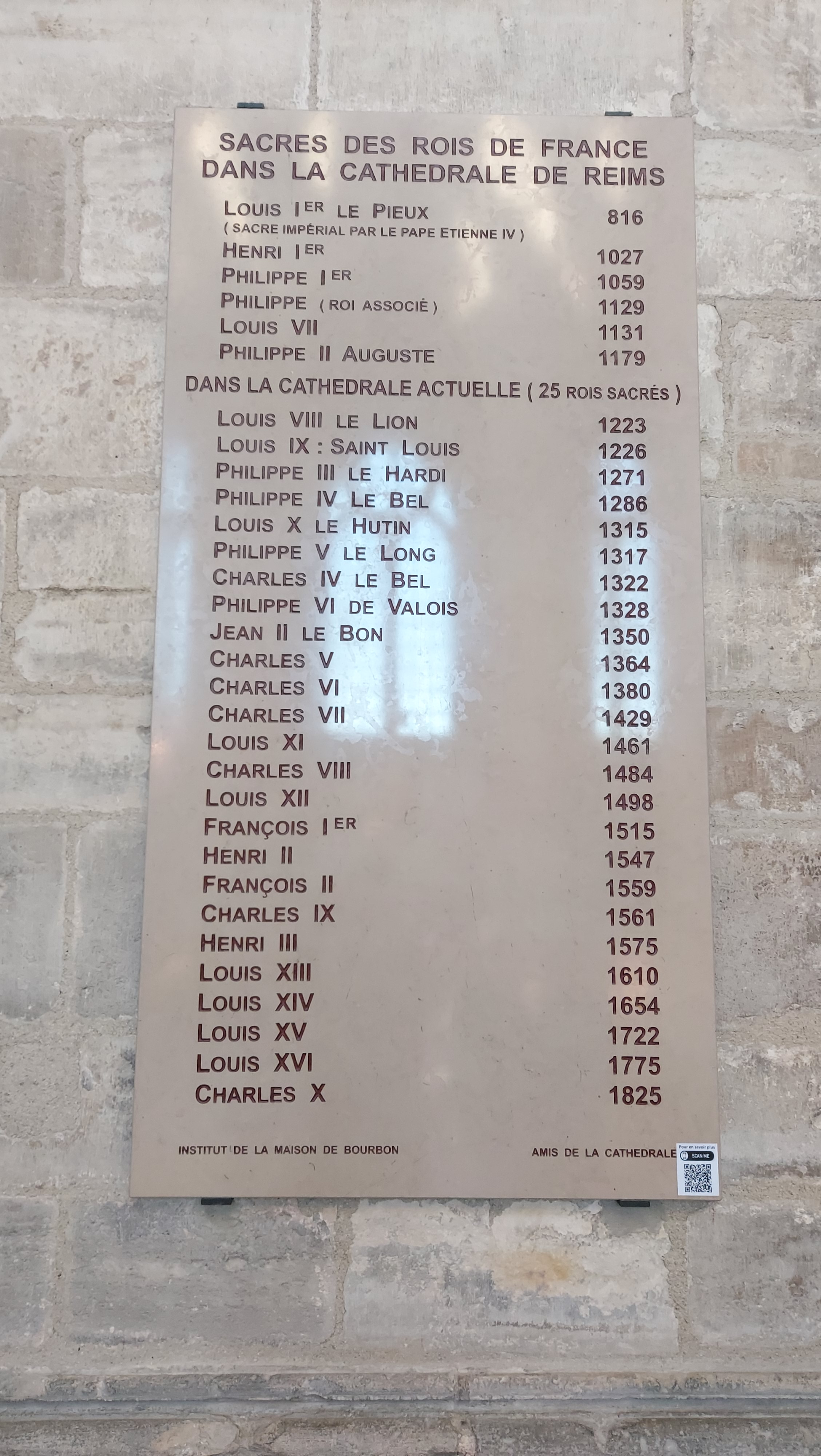
Plaque présentant la liste des rois sacrés dans la cathédrale de Reims.

- 1129 : Philippe de France par Renaud II.
- 1131 : Louis VII par Innocent II.
- 1179 : Philippe II par Guillaume aux Blanches Mains.
- 1223 : Louis VIII par Guillaume de Joinville.
- 1226 : Louis IX par Jacques de Bazoches.
- 1271 : Philippe III par Milon de Bazoches.
- 1286 : Philippe IV par Pierre Barbet.
- 1315 : Louis X par Robert de Courtenay-Champignelles.
- 1317 : Philippe V par Robert de Courtenay-Champignelles.
- 1322 : Charles IV par Robert de Courtenay-Champignelles.
- 1328 : Philippe VI par Guillaume de Trie.
- 1350 : Jean II par Jean II de Vienne.
- 1364 : Charles V par Jean III de Craon.
- 1380 : Charles VI par Richard Picque.
- 1429 : Charles VII par Regnault de Chartres.
- 1461 : Louis XI par Jean II Jouvenel des Ursins.
- 1484 : Charles VIII par Pierre de Laval.
- 1498 : Louis XII par Guillaume Briçonnet.
- 1515 : François Ier par Robert de Lenoncourt.
- 1547 : Henri II par Charles de Lorraine.
- 1559 : François II par Charles de Lorraine.
- 1561 : Charles IX par Charles de Lorraine.
- 1575 : Henri III par Louis I de Guise.
- 1610 : Louis XIII par François de Joyeuse.
- 1654 : Louis XIV par Simon Legras.
- 1722 : Louis XV par Armand Jules de Rohan-Guémené.
- 1775 : Louis XVI par Charles Antoine de La Roche-Aymon.
- 1825 : Charles X par Jean-Baptiste de Latil.

Le 8 octobre 2016, une plaque avec les noms des trente-et-un rois sacrés à Reims est mise en place dans la cathédrale en présence de Mgr Thierry Jordan, archevêque de Reims, et du prince Louis de Bourbon, l'un des actuels prétendants au trône de France.

### Au cours des siècles
Bien que Reims soit le symbole du pouvoir royal puisque les rois s'y font sacrer, les troubles de la Révolution française n'ont pas atteint l'ampleur que l'on a pu constater ailleurs comme à Chartres où la structure-même de la cathédrale s'est trouvée menacée. Certaines statues sont cassées, des portails arrachés, le sceptre et la main de justice brûlés. La cathédrale est transformée en magasin à fourrage et le projet de la raser est rapidement abandonné.
En 1860, Eugène Viollet-le-Duc dirige les travaux de restauration de la cathédrale de Reims.

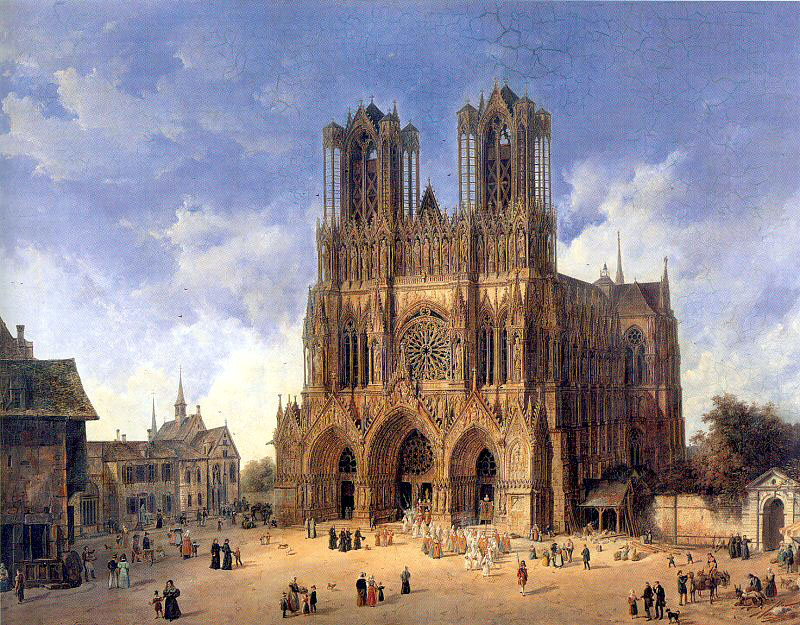
Cathédrale de Reims - Domenico Quaglio (1787–1837).
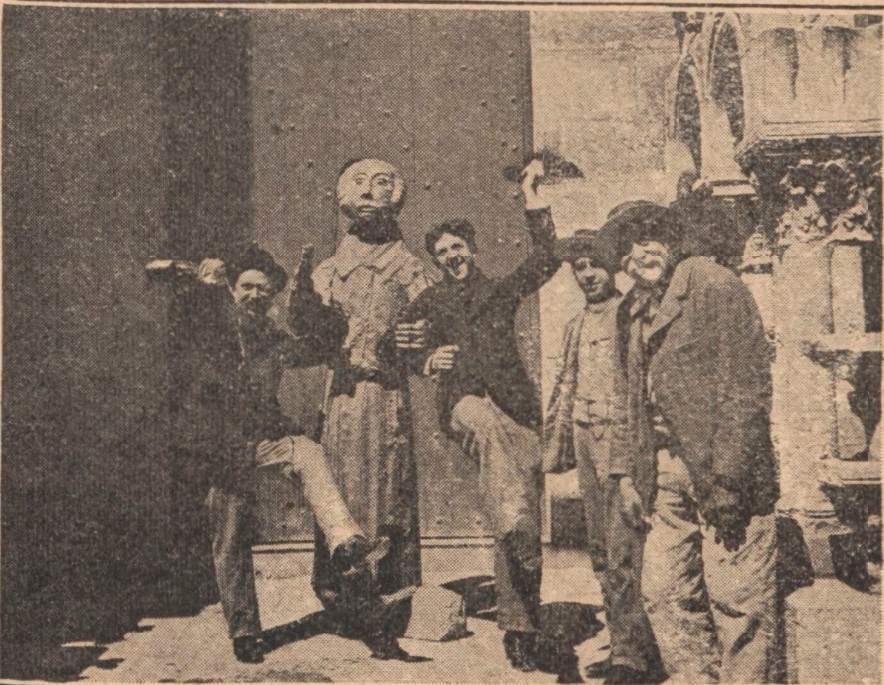
Auguste Coutin, Eugène Bourgoin, Fivet et le Père Doucet, 6 août 1898.
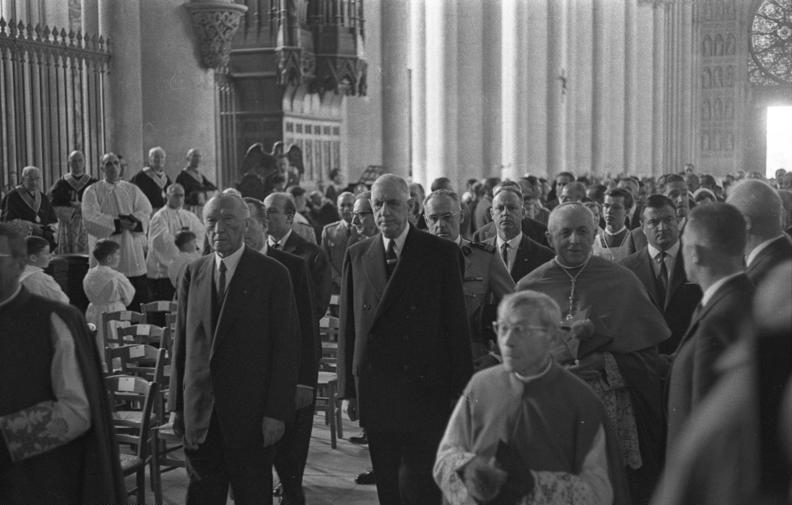
Charles de Gaulle et Konrad Adenauer.

La réconciliation franco-allemande est symboliquement officialisée en juillet 1962 par Charles de Gaulle et Konrad Adenauer sous les voûtes de la cathédrale de Reims qui fut bombardée intentionnellement en 1914 par l'armée allemande dans le but de briser le moral français,.
Le pape Jean-Paul II, lors de sa visite pastorale en France, vient à la cathédrale de Reims le 22 septembre 1996 pour célébrer le 1 500e anniversaire du baptême de Clovis.

#### Cathédrale martyre

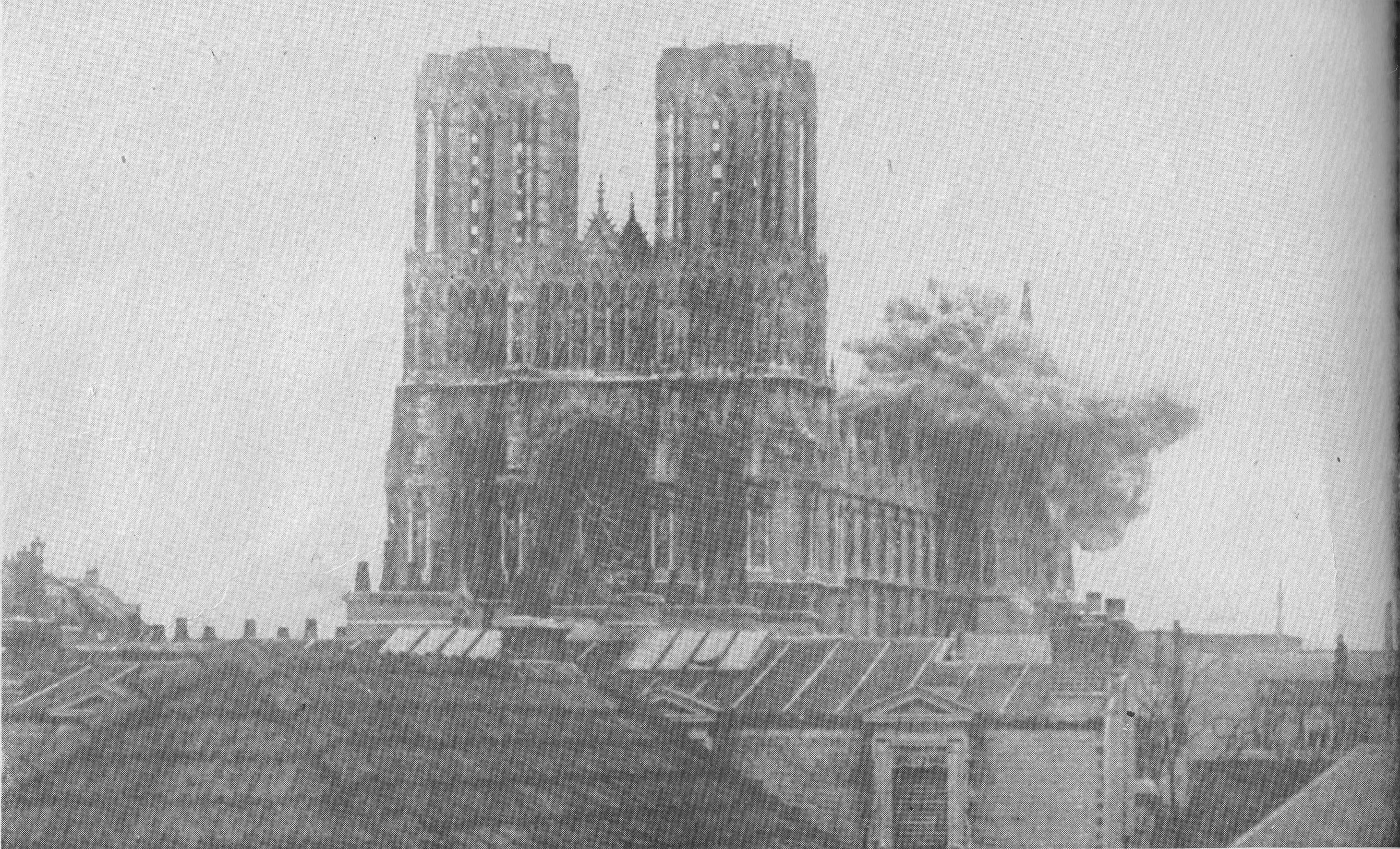
Bombardement de la cathédrale en 1914.

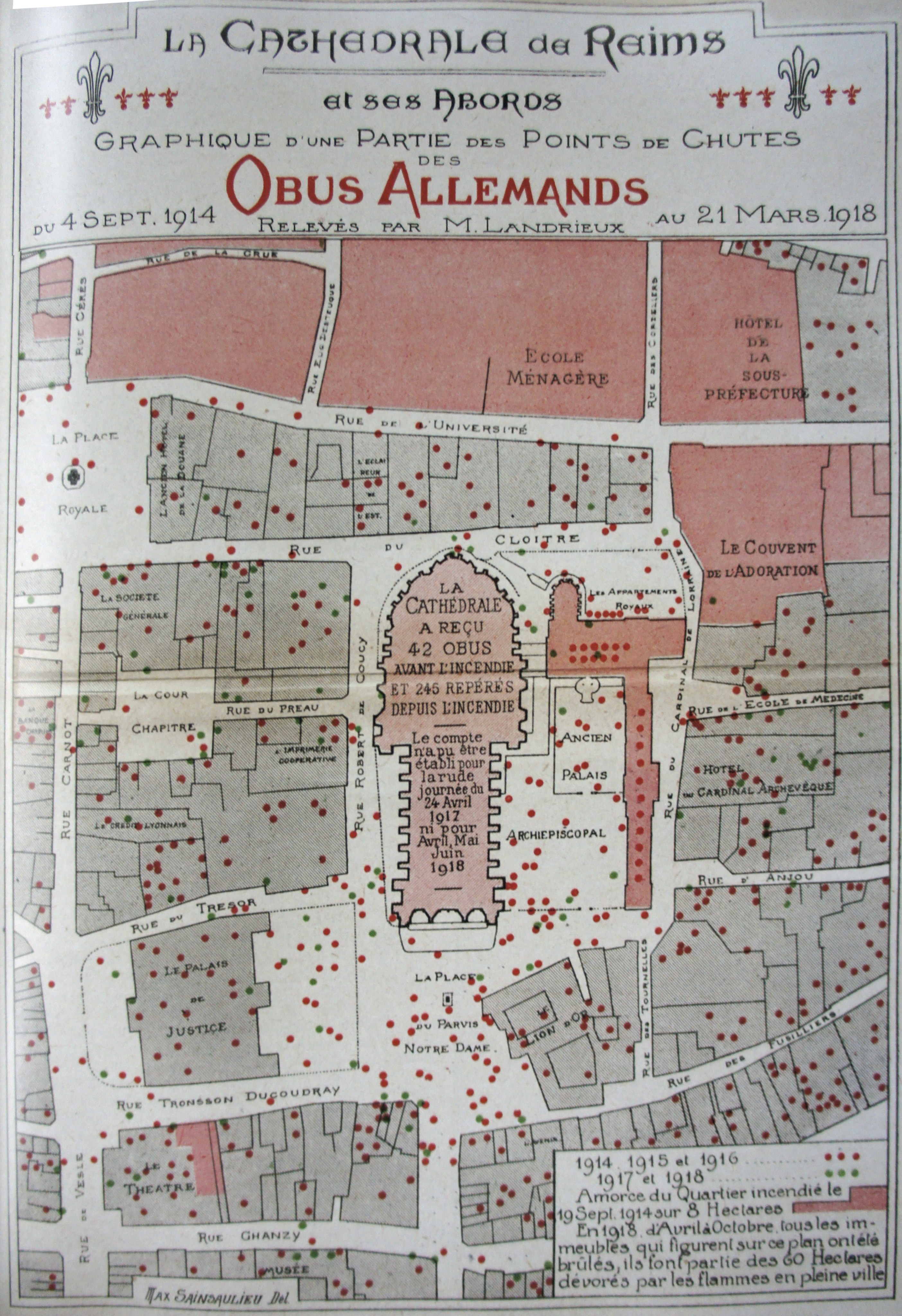
Bombardement de la cathédrale et du quartier.

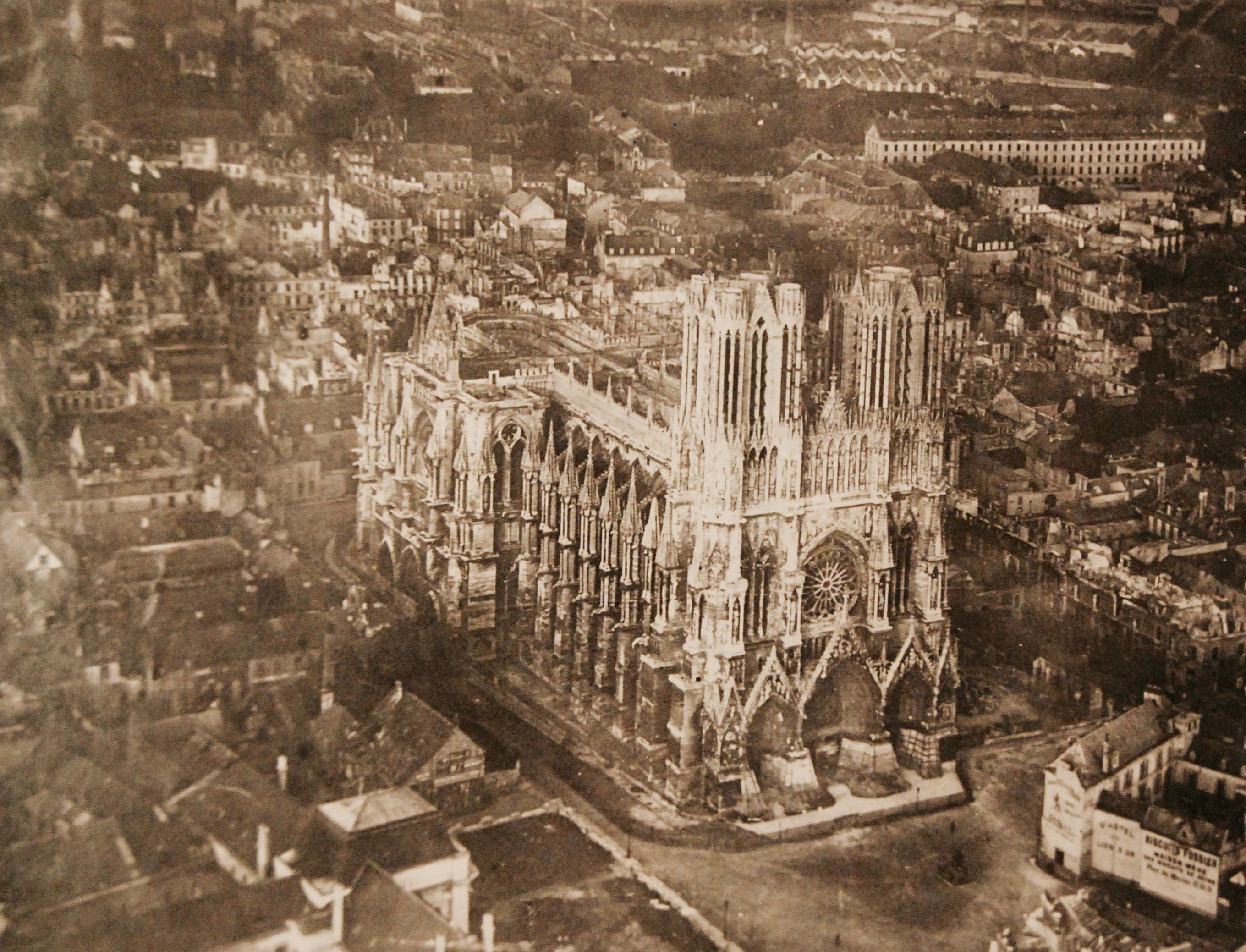
En 1916 par William Mitchell, Bibliothèque du Congrès.

La cathédrale de Reims a été qualifiée de « cathédrale martyre » car, en 1914, peu après le début des hostilités, elle commence à être bombardée par les Allemands. Les premiers obus tombent sur la ville de Reims et sur la cathédrale le 4 septembre 1914, juste avant l'entrée dans la ville des troupes allemandes. En urgence, les abbés Jules Thinot et Maurice Landrieux installent un drapeau blanc pour faire cesser les bombardements.
Le 13 septembre, l'armée française reprend la ville, mais les Allemands se sont solidement retranchés aux environs immédiats de Reims et les bombardements reprennent le 14.
Le 19 septembre 1914, vingt-cinq obus touchent la cathédrale. Un échafaudage resté en place sur la tour nord prend feu vers 15 h. Parti des échafaudages en bois posés sur la tour nord, l'incendie est relayé par les bottes de paille entreposées dans la nef alors transformée en hôpital, faisant éclater pierres et statues, exploser les vitraux de la grande rose centrale et effondrer la charpente de bois. Le plomb de la toiture fond et se déverse par les gargouilles, détruisant la résidence des archevêques : le palais du Tau. Par la suite, les riverains le ramassèrent et le restituèrent à l'issue du conflit. La destruction du monument entraîne une forte vague d'émotion à travers le pays. Plusieurs prisonniers blessés allemands réfugiés dans la cathédrale sont tués. La cathédrale a reçu 288 obus pendant la guerre dans une ville détruite à 85 %,.
La cathédrale est restaurée sous la direction d'Henri Deneux, natif de Reims et architecte en chef des monuments historiques, avec l'aide précieuse de mécènes américains (notamment la famille Rockefeller) et de la société des « Amis de la cathédrale », grâce aux nombreuses photographies de l'édifice prises dans les années 1880, aux débuts de la photographie. Le chantier débute en 1919, Deneux s'inspirant d'un ingénieux système inventé par l'architecte Philibert Delorme au XVIe siècle : la charpente de chêne, détruite, est remplacée par une structure moderne, plus légère et ininflammable, constituée de petits éléments préfabriqués en béton armé, reliés par des clavettes en chêne pour garantir la souplesse de l'ensemble. Son faible encombrement a permis le dégagement d'un vaste espace, formant une véritable nef, au-dessus du voûtement. Le chantier dure encore de nos jours[Quand ?].
La restauration complète et pérenne de la façade occidentale et de ses sculptures est réalisée par tranches de travaux successives : galerie des rois, portail central (1989 - 1994 et 1996 - 1998), portail sud (2001 - 2005), portail nord (2007 - 2011), étage de la rose avec sa statuaire (2013 - 2016, pour un budget de 3,3 millions d’euros),. Elle a été achevée par le nettoyage des sculptures du portail central, où un échafaudage fut installé de fin février 2017 à 2019. Cette restauration s'est divisée en deux phases : de mars à juin 2017 furent dépoussiérées les 81 statues des voussures. Puis la seconde phase porta sur les statues des ébrasements (en bas), érodées et qui nécessitent une attention toute particulière. En effet, en raison de l'existence d'anciennes polychromies visibles sur la pierre à cet endroit, un chantier école fut mené en collaboration avec l'INP. Une stratigraphie permit de déceler combien de couches de badigeon sont présentes et de les dater, puis une fois la cartographie des peintures réalisée, une décision fut prise quant à l'orientation du chantier : quelles traces de polychromie conserver et comment. Cette étude préliminaire a eu lieu fin juin 2017 pendant une dizaine de jours et fut visible du public, en direct sur site. Le budget de ce chantier s'élève à 800 000 €.
De nos jours[Quand ?], les clochers ne possèdent plus que deux cloches : Marie (7,5 tonnes) et Charlotte (onze tonnes). Ces deux bourdons ne sont aujourd'hui que très rarement utilisés, pour ne pas  aggraver par les vibrations engendrées par le son des cloches l'état fragile auquel est encore soumis la structure. Cela dit, on a pu les entendre dernièrement[Quand ?] lors des célébrations des 800 ans de la cathédrale, mais aussi lors de la messe d'installation de l'actuel archevêque de Reims, ainsi qu'au moment des vérifications faites sur les mécanismes électriques les actionnant. La tour nord est aujourd'hui dépourvue de cloches et de beffroi, n'abritant plus que quelques copies anciennes de statues et les vestiges des anciennes cloches fondues dans l'incendie de 1914. Notons enfin que l'ensemble campanaire de l'édifice est complété aujourd'hui par la présence, dans la partie haute du transept nord, de trois cloches de volée (dont deux qui ont survécu à l'incendie de 1914), installées ici pendant les restaurations postérieures à la Grande Guerre.

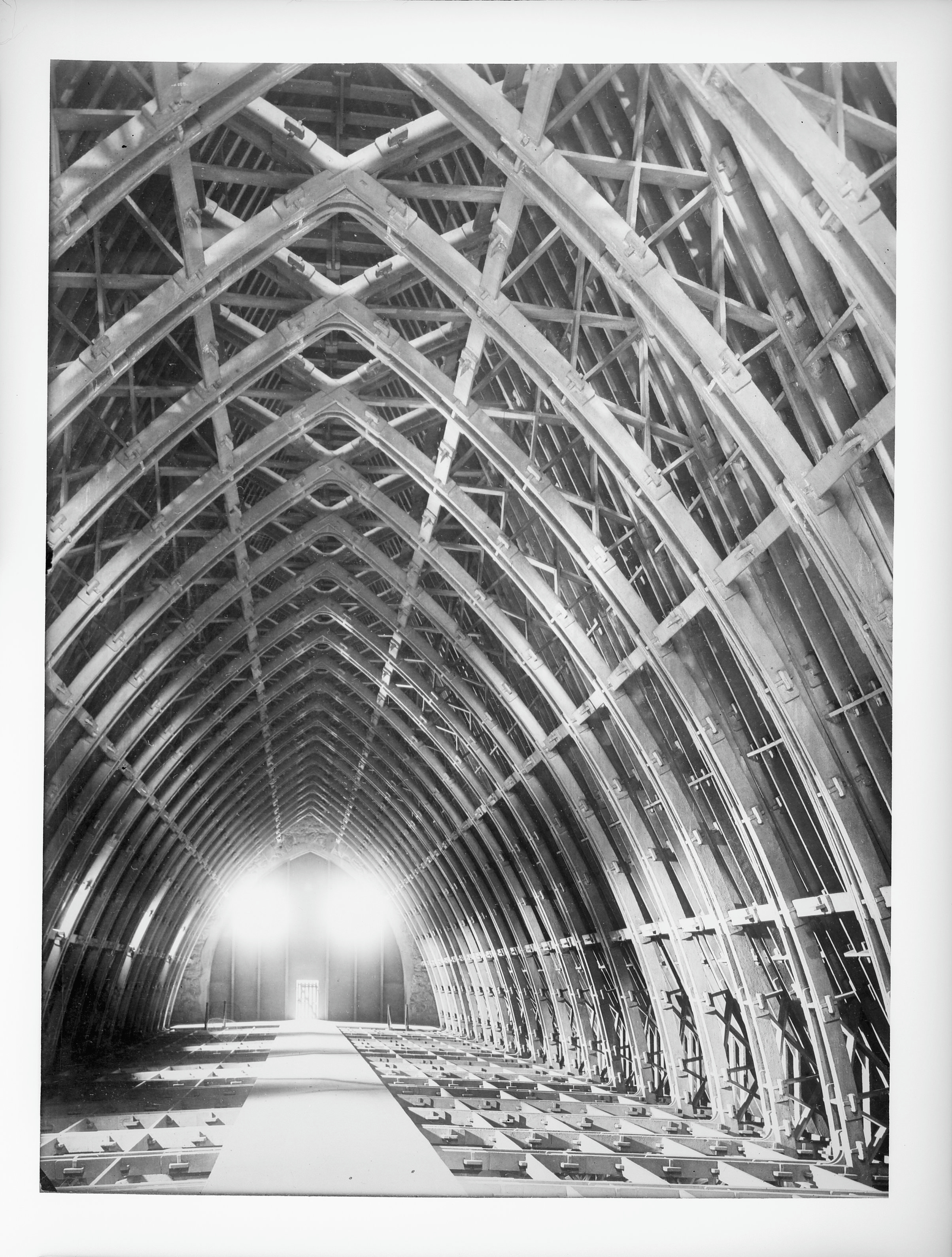
La charpente restaurée.

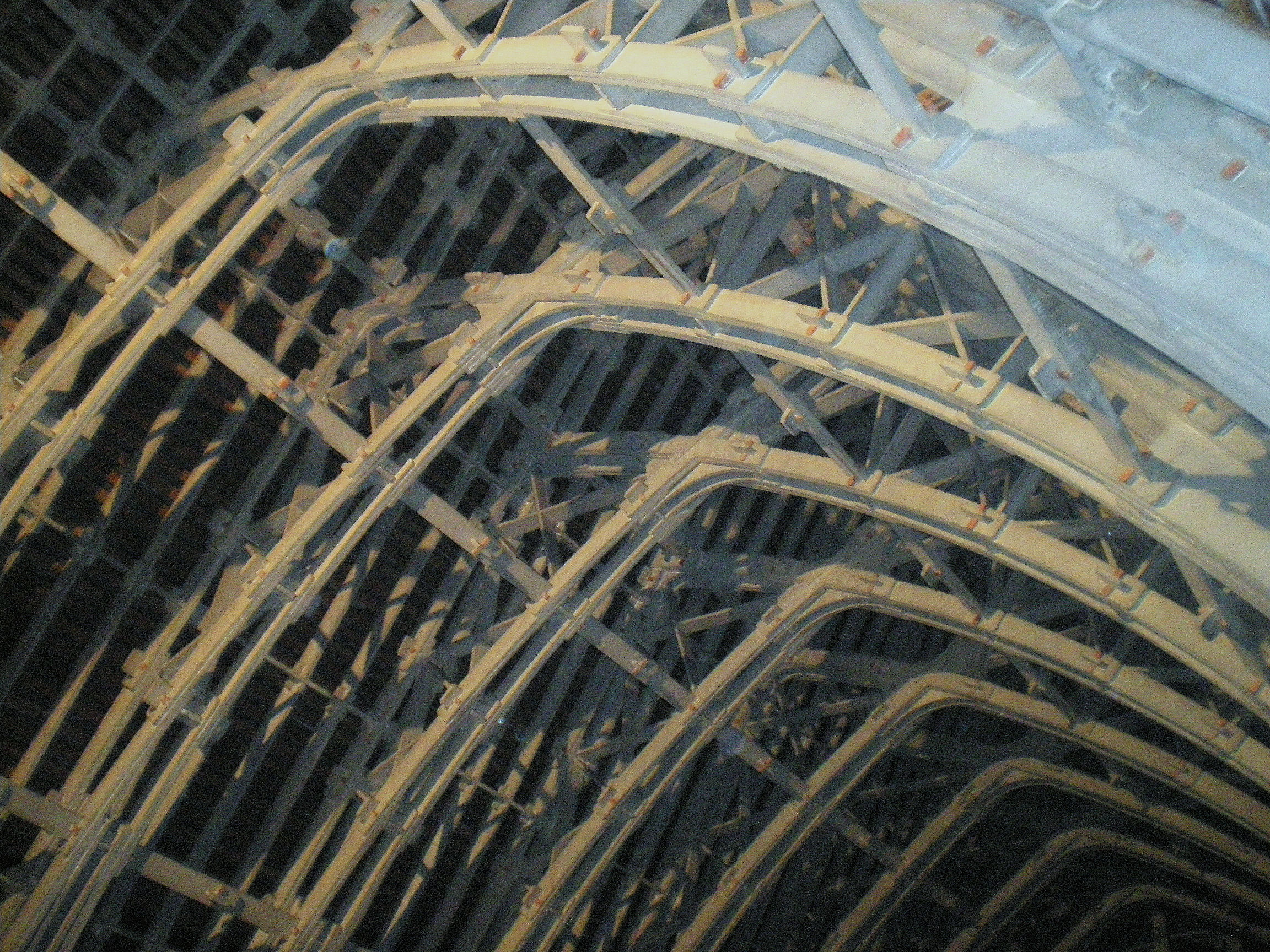
Charpente (détail).

Le bombardement de la cathédrale de Reims en 1914 est à l'origine du premier reportage signé par le journaliste Albert Londres, qui en dit à l'époque : « Elle n'est plus qu'une plaie maintenant, la toiture est détruite, par la bouche des gargouilles, coule du plomb fondu ».

## Structures

Plan de la cathédrale de Reims.

- longueur totale hors œuvre : 149,17 m (contre 130 m pour Notre-Dame de Paris et 145 m pour Notre-Dame d'Amiens)
- longueur intérieure : 138 m
- hauteur de la nef : 38 m (33 m à Paris, 42 m à Notre-Dame d'Amiens et 48 m à Saint-Pierre de Beauvais)
- hauteur des collatéraux de la nef : 16,5 m
- largeur de la nef :14,65 m (15,25 m pour Saint-Étienne de Sens et 12 m pour Notre-Dame de Paris)
- longueur du transept : 61 m
- largeur du transept : 30,70 m
- hauteur des deux tours de façade : 81,50 m (69 m à Paris) (88 m à Sainte-Croix d'Orléans)
- hauteur du clocher (tour à l'Ange) : 87 m
- largeur de la façade occidentale : 48,80 m (61,60 m à Notre-Dame de Rouen)
- surface du bâtiment : 6 650 mètres carrés
- rosaces
  - diamètre de la rosace ouest : 12,5 m (13,1 m pour les deux rosaces du transept de Notre-Dame de Paris)
  - diamètre de la rosace nord : 9,65 m
  - diamètre de la rosace sud : 9,65 m

## Description
La hauteur de la nef sous voûte, de 38 mètres, est bien inférieure à celle de la Notre-Dame d'Amiens (42,30 m) et à celle de Saint-Pierre de Beauvais (46,77 m). Cependant, la relative étroitesse de la nef accentue l'impression de hauteur. Depuis l'extérieur, l'impression est, comme pour toutes les églises gothiques, celle d'un grand élan vers le ciel. Les deux tours occidentales sont dépourvues de flèches mais culminent tout de même à près de 82 mètres de hauteur.
Le point le plus élevé est l'ange du clocher situé au-dessus de l'abside, à 87 mètres de hauteur. L’orientation de la cathédrale suit un axe sud-ouest - nord-est. La cathédrale est donc orientée non pas vers l'Orient, mais dans l’axe du solstice d'été.

### Matériaux
La pierre utilisée pour la construction est majoritairement du calcaire lutétien provenant de carrières situées dans les collines datant du Tertiaire à environ 10 km au nord-ouest de Reims. Cette pierre noble est nettement préférée à Reims pour la construction des grands monuments depuis l'époque gallo-romaine, par rapport à la craie de mauvaise qualité sur laquelle est sise la ville de Reims dans la plaine de Champagne crayeuse. La reconstruction des parties hautes dans les années 1920 a utilisé un calcaire lutétien semblable, mais provenant de Saint-Maximin dans l'Oise ; celui-ci est aujourd'hui reconnaissable à sa patine plus grise qui se démarque vis-à-vis des anciennes pierres. De nos jours on utilise pour les restaurations le calcaire de Courville, à 25 km au nord-ouest de Reims, car la « pierre de Courville » est un calcaire lutétien qui prend une patine plus jaune comme la pierre originelle,.

### Intérieur
La cathédrale de Reims est construite sur un plan en croix latine un peu adapté : la nef à trois vaisseaux est croisée par un transept, lui aussi à trois vaisseaux ; cependant, le chevet conserve la largeur du transept. Cela permet le placement de deux chapelles orientées en parallèle de la travée droite de chœur, dont elles sont séparées par un déambulatoire. Celui-ci ouvre sur cinq chapelles rayonnantes, la chapelle d'axe étant un peu plus profonde que les quatre autres. Des voûtes d'ogives quadripartites couvrent l'ensemble du bâtiment.

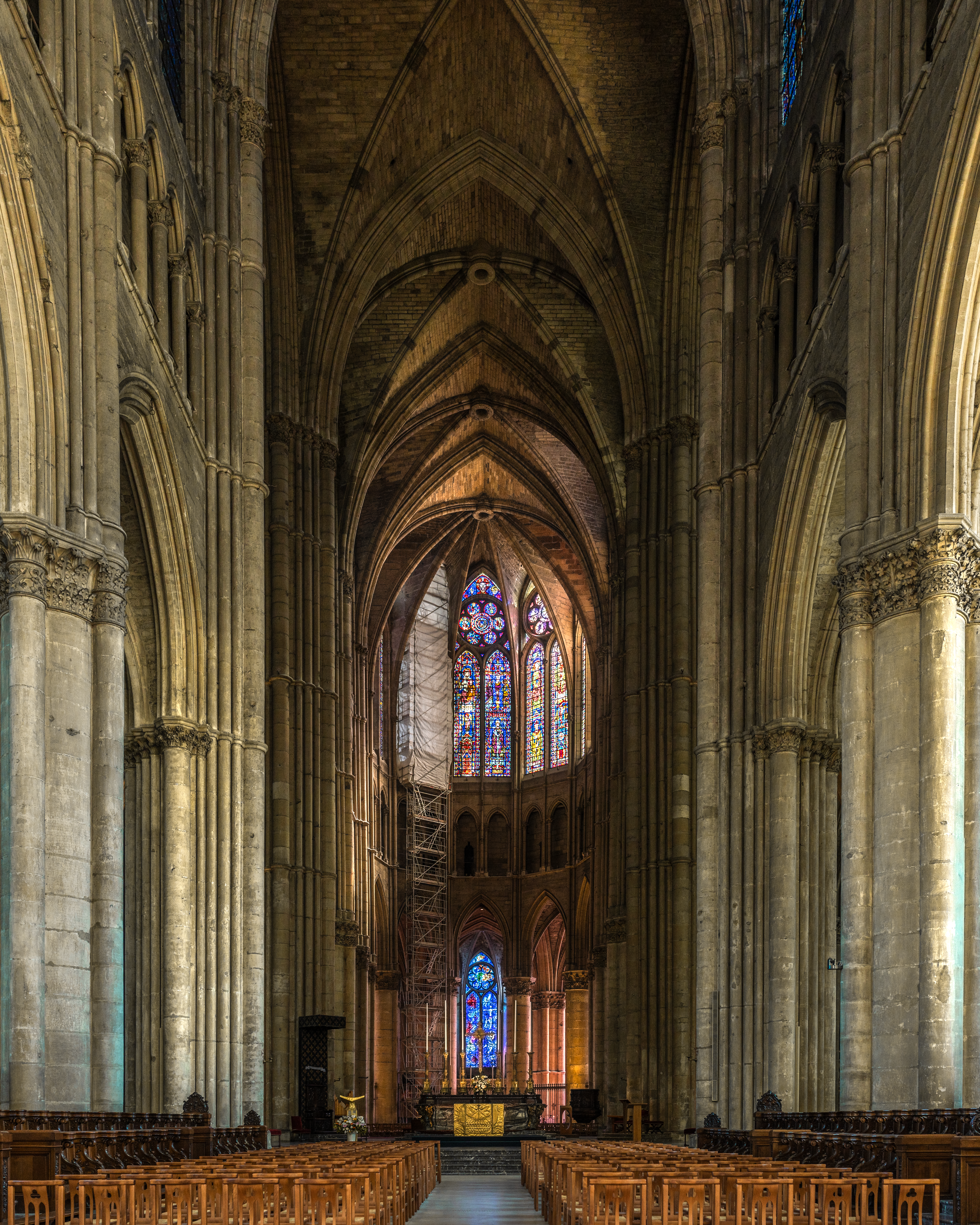
Vue intérieure de la cathédrale de Reims
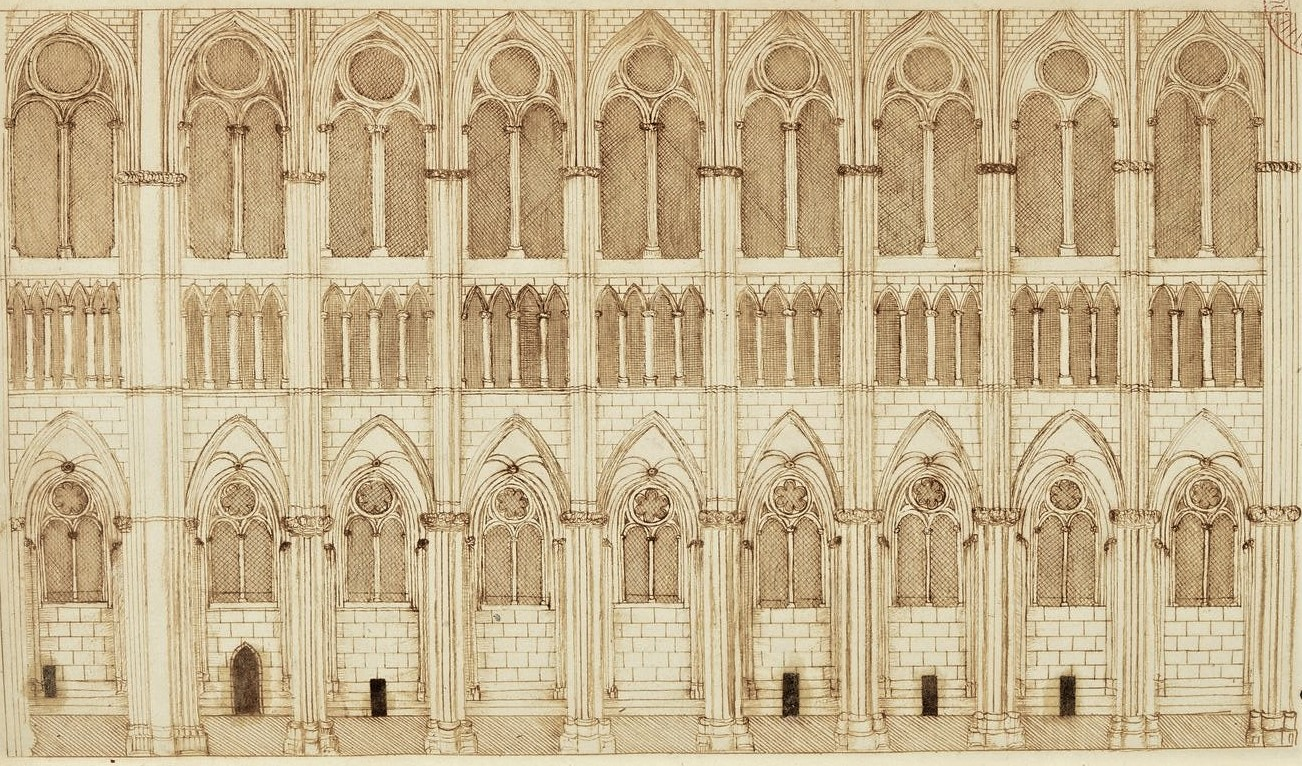
Élévation de la nef Dessin de Jacques Cellier (1583-1587 BnF Ms. Fr. 9152.
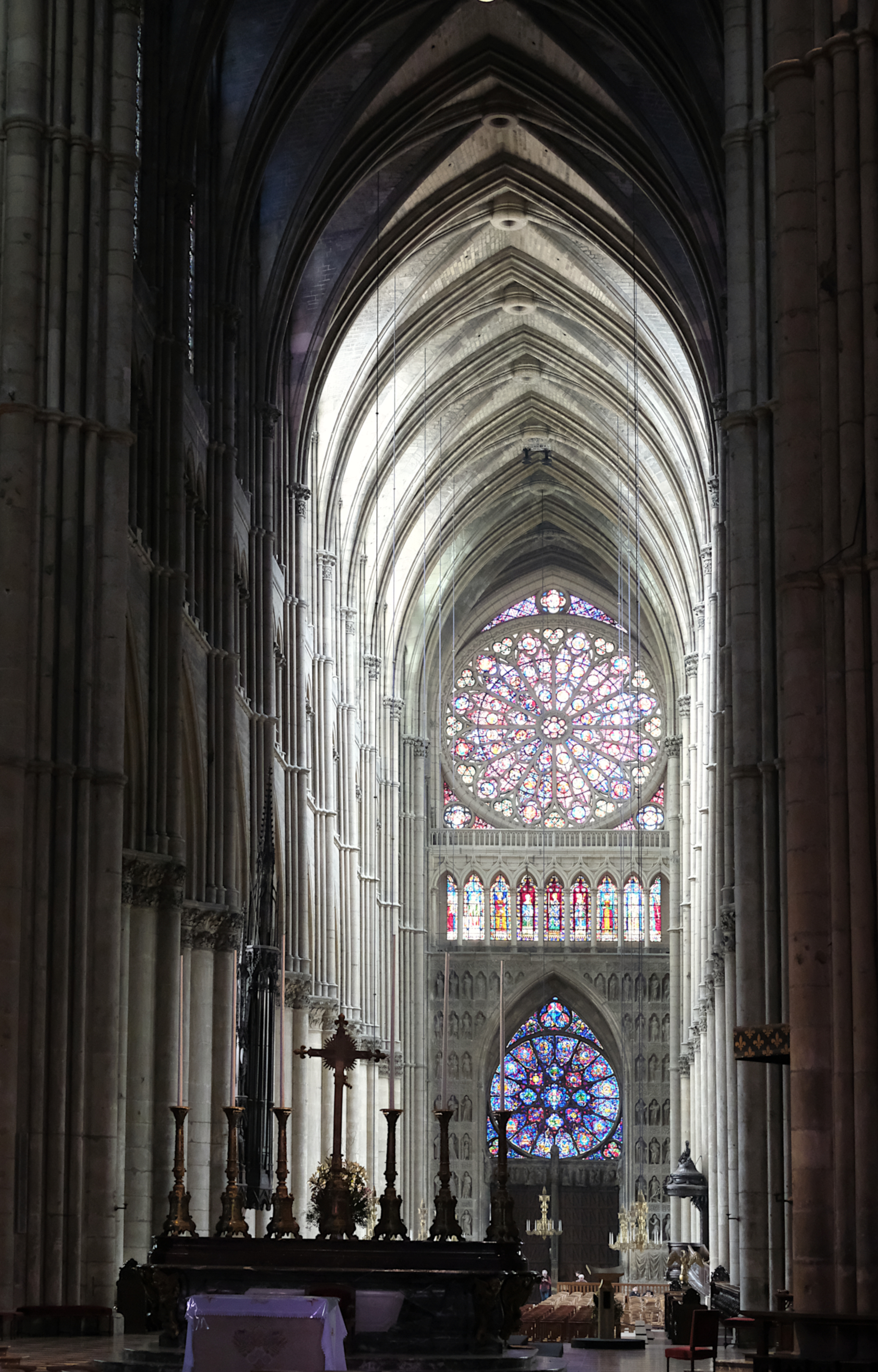
Nef principale vue de l'autel.
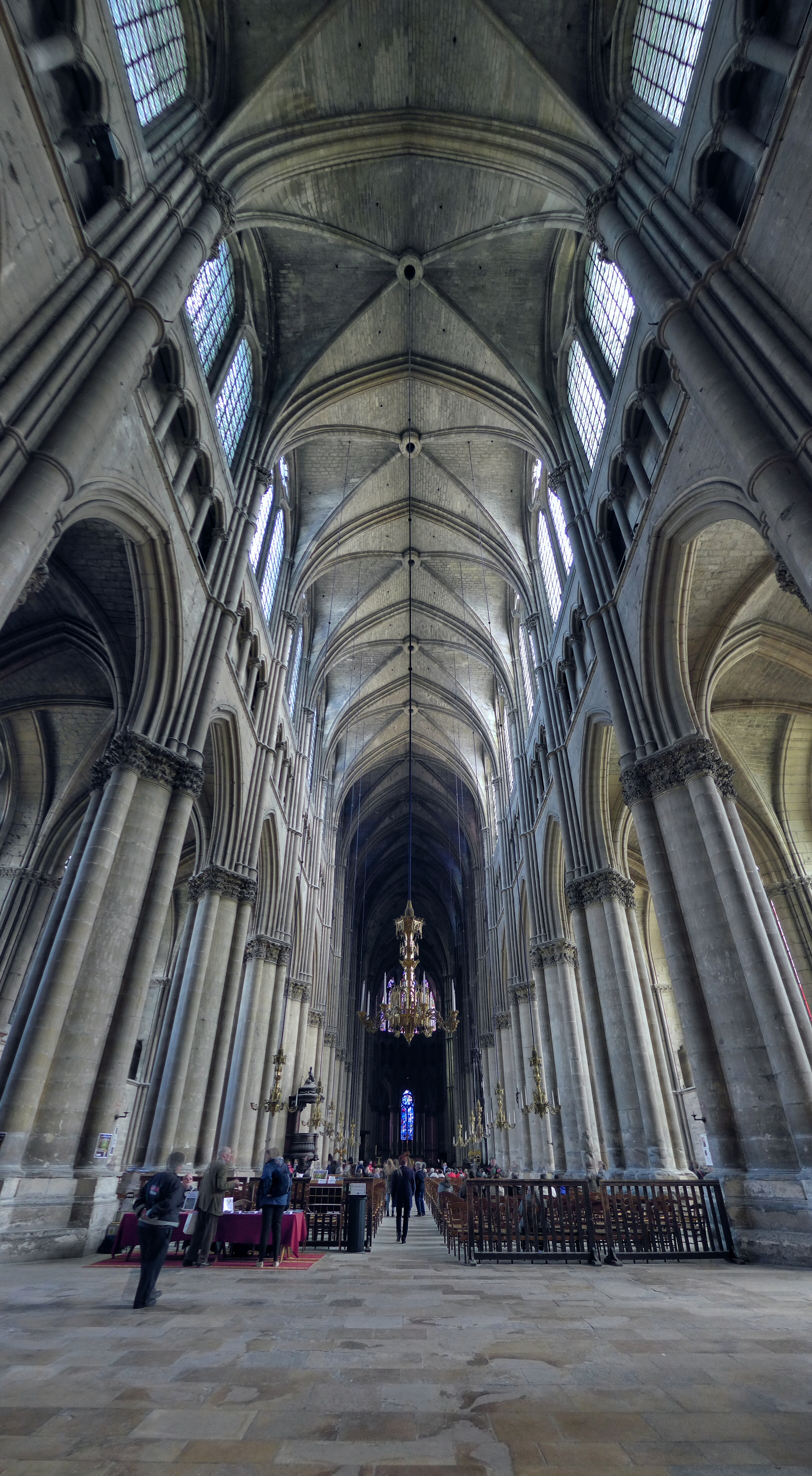
Nef vue vers l'autel.
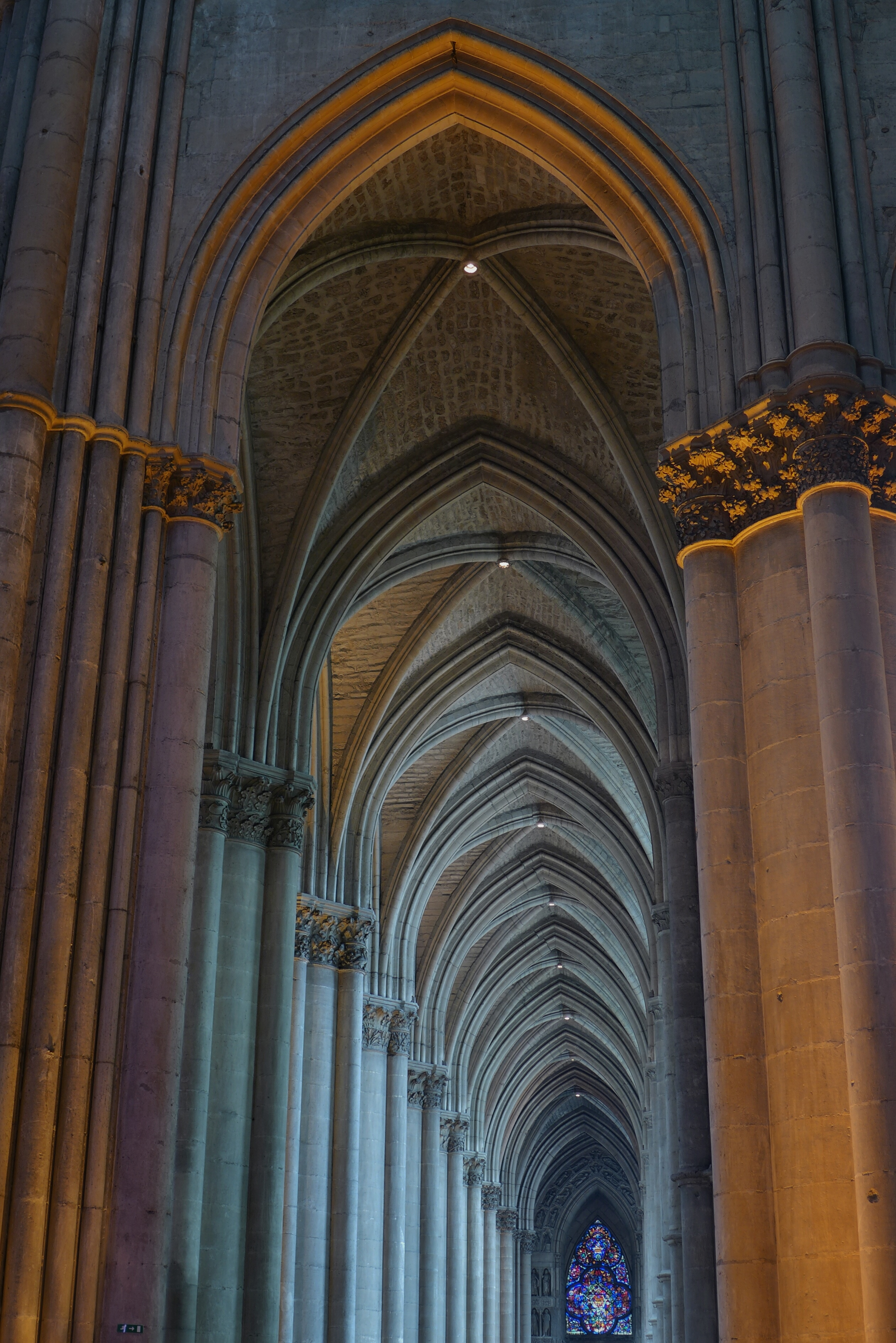
Collatéral nord.

#### Élévation
L'élévation est à trois étages dans la nef, le transept et le chœur. De grandes arcades séparent le vaisseau principal des collatéraux. Au-dessus des grandes arcades, un triforium et des fenêtres hautes scandent le mur. Par rapport à la cathédrale de Paris, les tribunes ont disparu sous l'influence de la cathédrale de Chartres.
La cathédrale de Reims introduit un nouveau modèle de fenêtre, la « fenêtre rémoise » ou fenêtre-châssis : composée de deux lancettes surmontées d'une rose, elle est indépendante de l'architecture. Cette disposition admirée par Villard de Honnecourt permettra de dessiner dans la fenêtre un réseau de pierre de plus en plus complexe. Ce type de fenestrage se diffusera dès lors dans toute l'Europe, directement depuis le chantier de Reims pour l'Europe de l'ouest, et via un large réseau de diffusion via l'important relais que fut  la cathédrale Saint-Étienne de Toul dans la diffusion des concepts gothiques vers l'Europe rhénane et centrale.

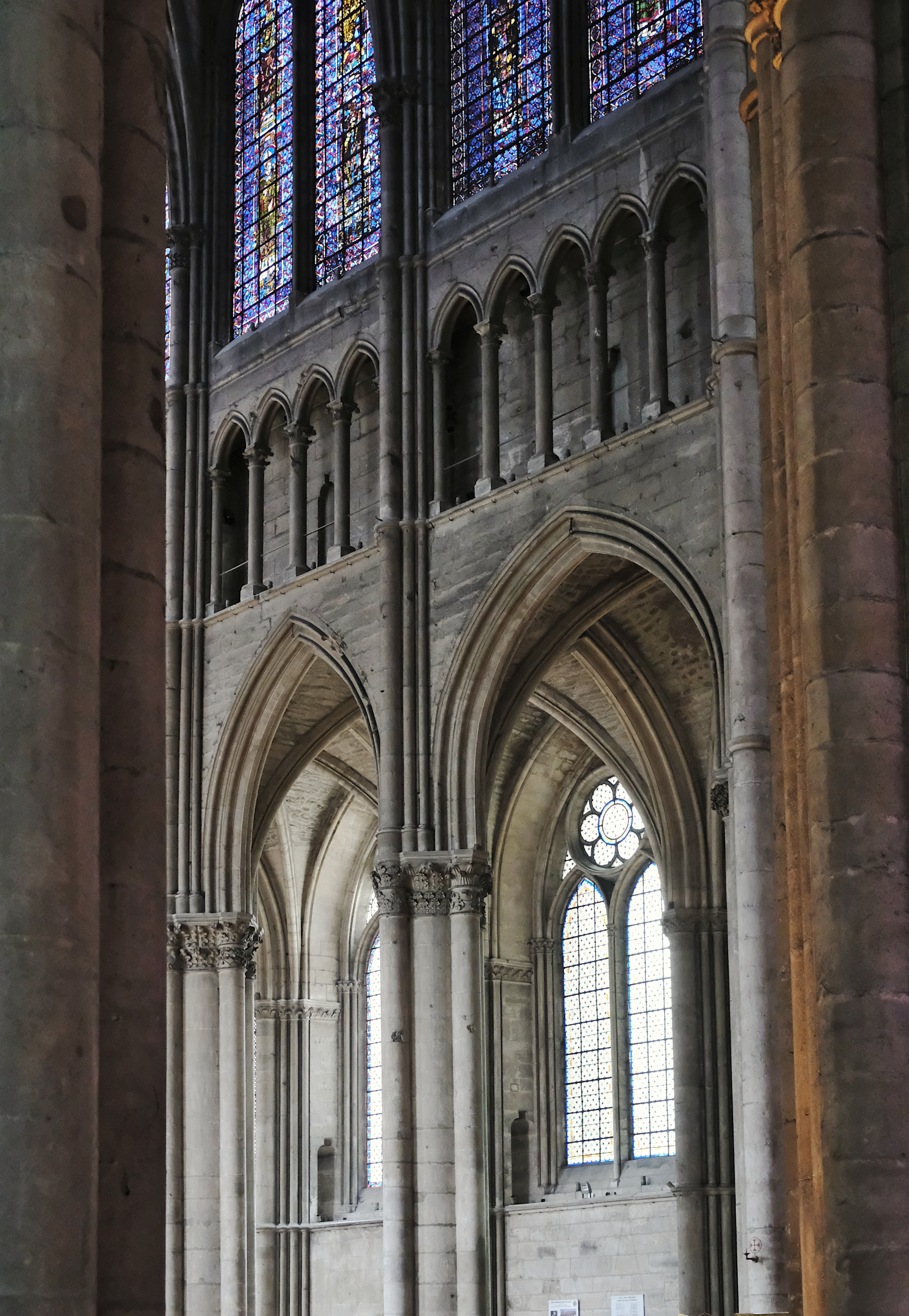
Triforium et détail de l'élévation.
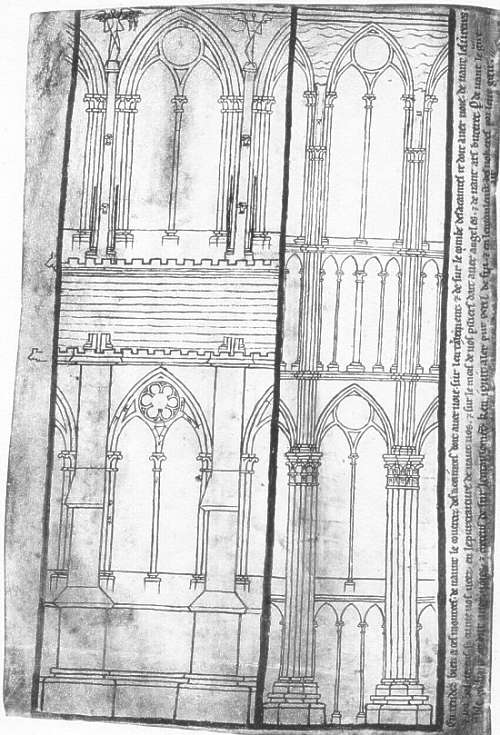
Élévation de la nef dessinée dans le Carnet de Villard de Honnecourt.
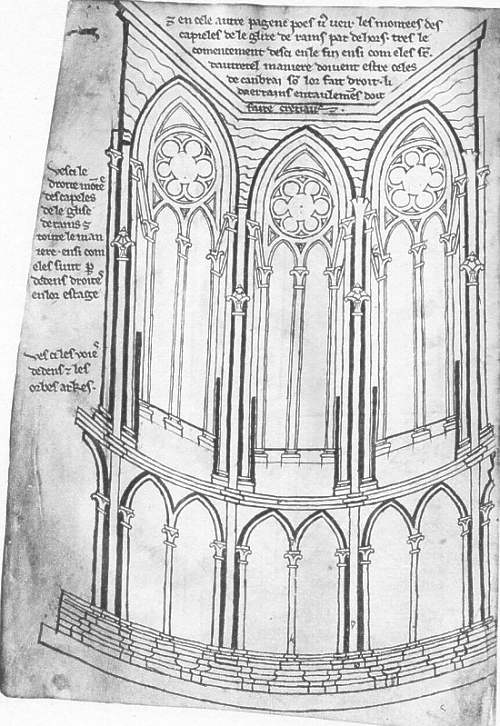
Élévation de l'abside dessinée dans le Carnet de Villard de Honnecourt.

#### Revers de la façade ouest
Le revers du portail ouest a la forme d'une gigantesque lancette. La partie supérieure est occupée par la grande rose, qui domine un triforium également ajouré. En dessous du triforium, dans un espace habituellement occupé à l'extérieur par des sculptures et donc aveugle à l’intérieur, le tympan du portail central est occupé par une seconde rose de dimensions moins importantes, entourée de nombreuses scènes sculptées.
On peut y voir[style à revoir] en particulier, sur la droite en bas, une sculpture dite de la Communion du Chevalier à cause des vêtements médiévaux, qui représente Melchisédech donnant du pain et du vin à Abraham.

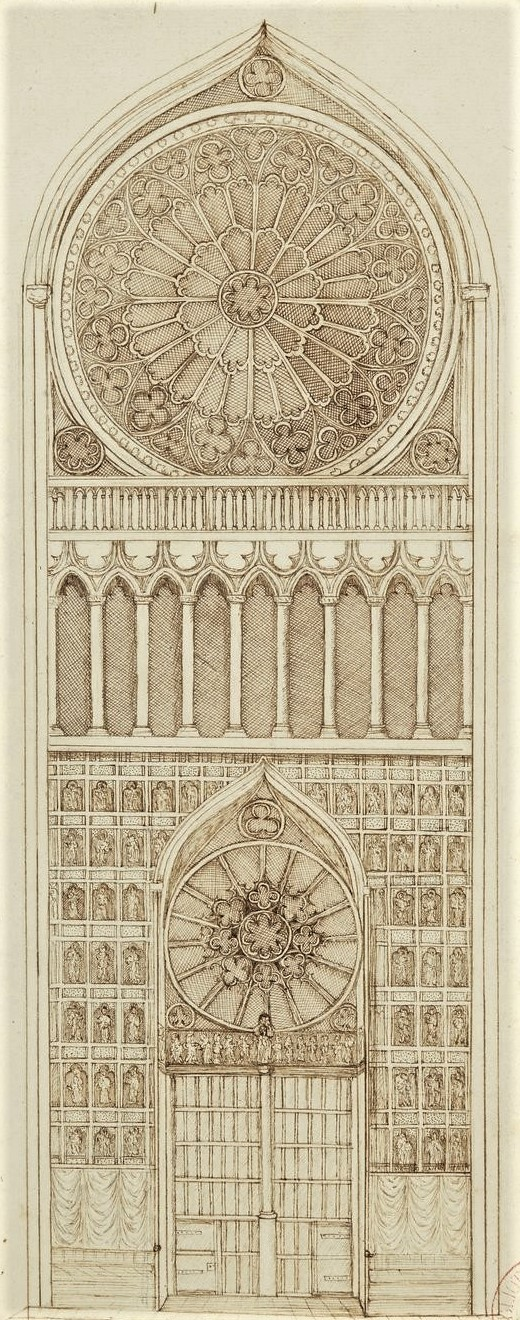
Revers de la façade ouest Jacques Cellier
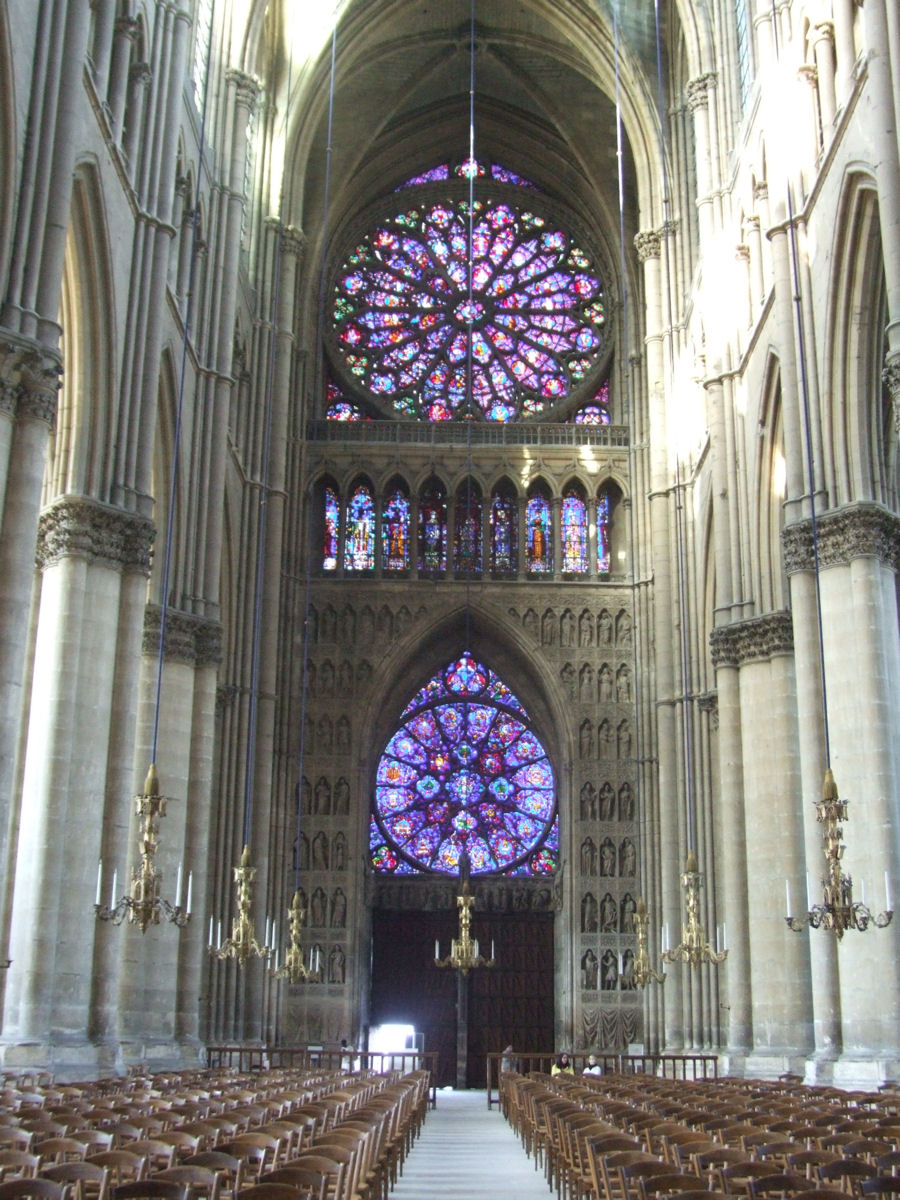
Le revers de la façade ouest.
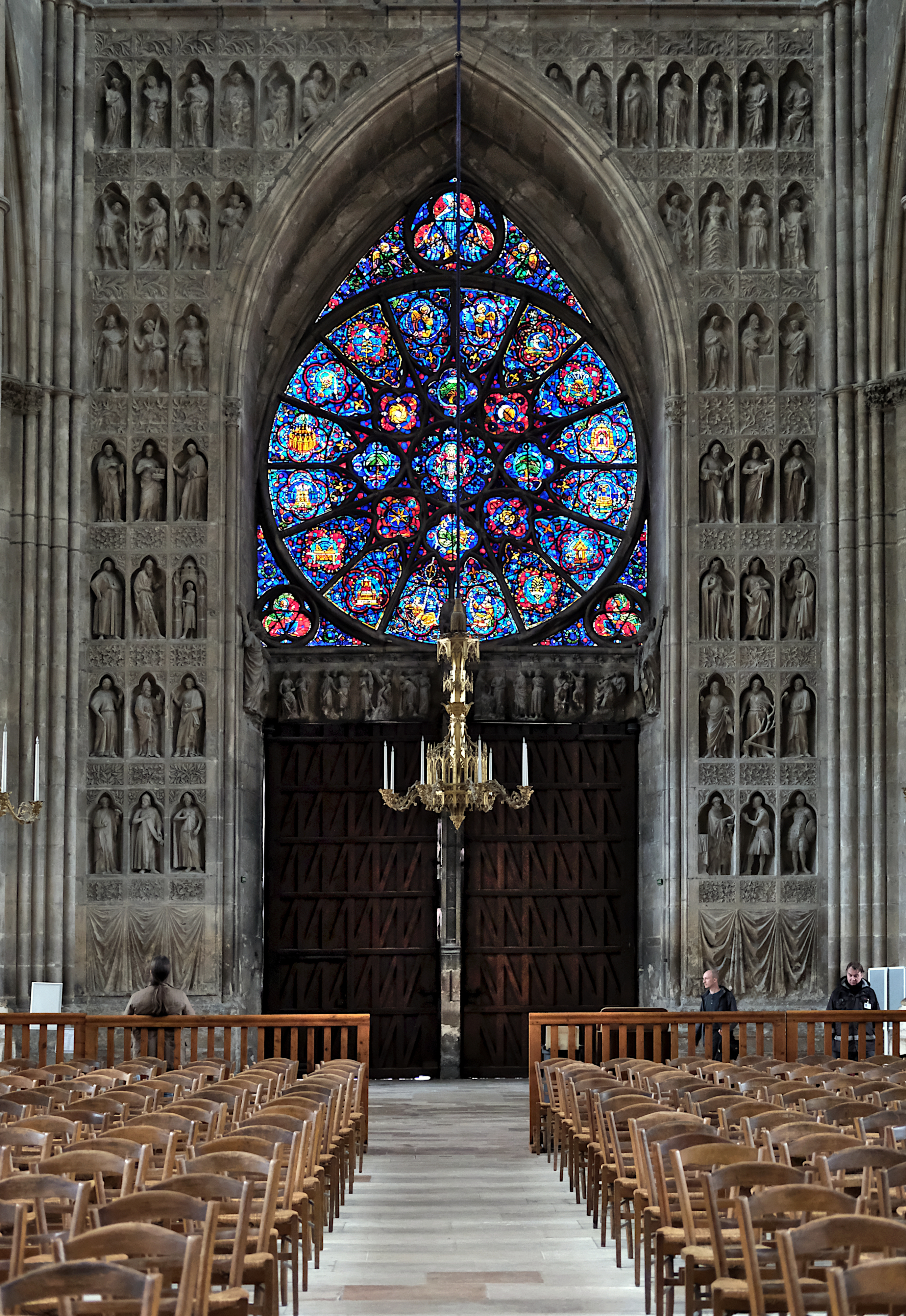
Le revers de la façade ouest (détail).
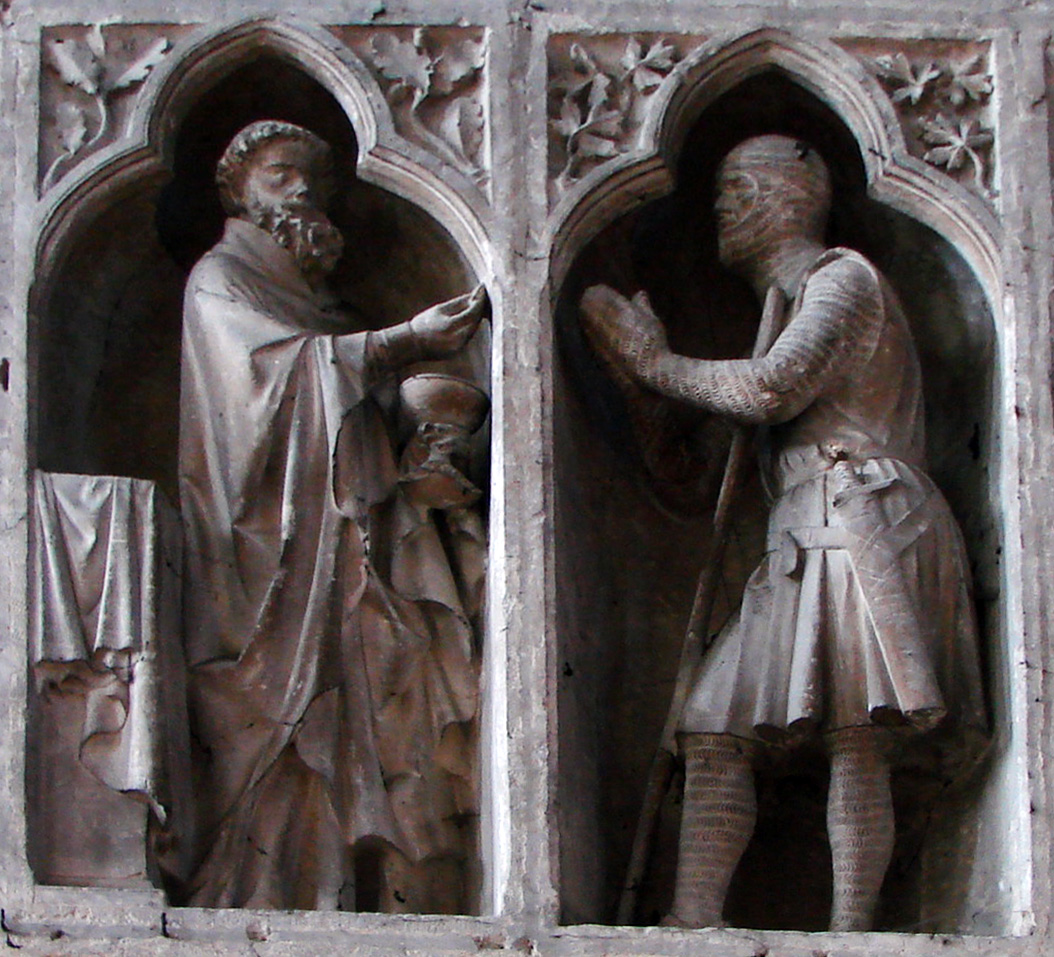
La « Communion du chevalier ».

#### Fonts baptismaux
Les fonts actuels proviennent de l'ancienne église de Saint-Pierre-le-Vieil, en marbre gris de Soulme fabriqué en 1783. Le chandelier du XVIIIe siècle est en bois doré et frappé aux armes de saint Pierre.

#### Cathèdre

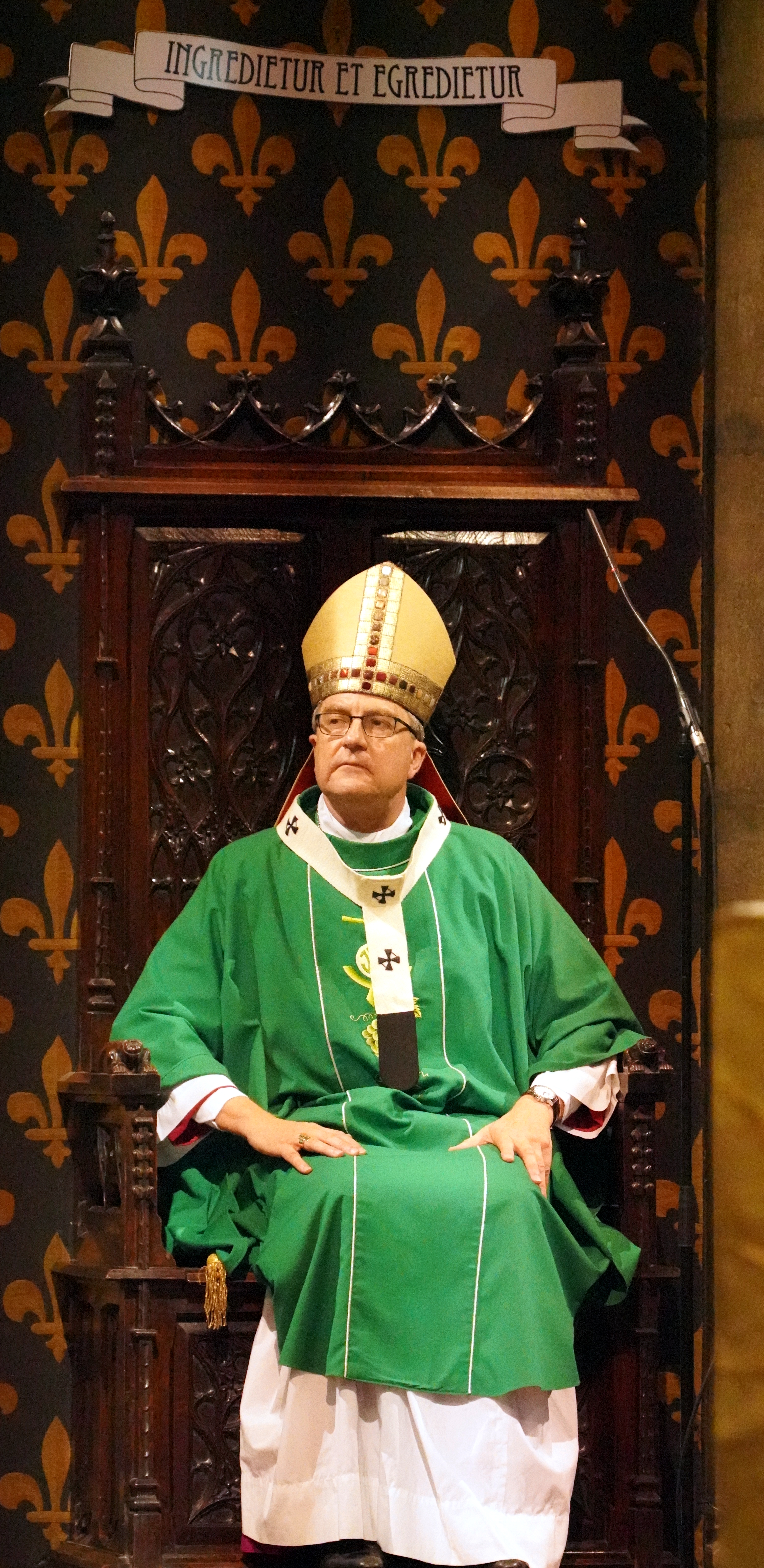
L’archevêque Éric de Moulins-Beaufort sur la cathèdre.

Ce siège épiscopal est actuellement adossé à un pilier nord du chœur. Il date du XXe siècle.

#### Chapelle de Saint-Jean
Située sous le bras du transept sud, cette chapelle contient le Grand retable, dit autel des Apôtres, qui est classé. Il date de 1541 et est attribué à Jacques Nicolas. Il représente la Résurrection et la Vierge de Pitié. Au centre du registre inférieur, se trouve une pietà, au centre du registre supérieur un christ triomphant et dans le fronton le Père éternel étant coiffé d'une tiare. La croix bleutée qui le surmonte était celle qui se trouvait sur la poutre de gloire du jubé de la cathédrale.

#### Chapelle de Joseph
Elle est dédiée à Joseph, fils de Jacob. Son autel de calcaire est sculpté de trois scènes de la vie de Joseph. La pièce d’orfèvrerie bleue et dorée porte les armes du personnage biblique. Le sol est pavé de scènes de la vie de Joseph dessinées par des fils de plomb incrustés dans la pierre ; ils sont répartis en deux groupes de dix pièces.

#### Chapelle du Sacré-Cœur
Les vitraux sont l'œuvre de Imi Knoebel. L'autel doré et rouge, qui repose sur un marbre noir, est surmonté par un christ doré. Les murs et niches sont encore peintes.

#### Chapelle du Saint-Sacrement ou chapelle de la Vierge
Cette chapelle se trouve au début du déambulatoire autour du chœur, du côté nord.
On y trouve notamment une statue de la Vierge de l'Immaculée Conception, réalisée en 1742 par François Ladatte.
L'autel à fronton circulaire est supporté par quatre colonnes de marbre datant de 1741.
Au sol devant l'autel, se trouve la pierre tombale du cardinal Robert de Lenoncourt, 78e archevêque de Reims (1534-1552) qui a sacré François Ier.

#### Bras nord du transept

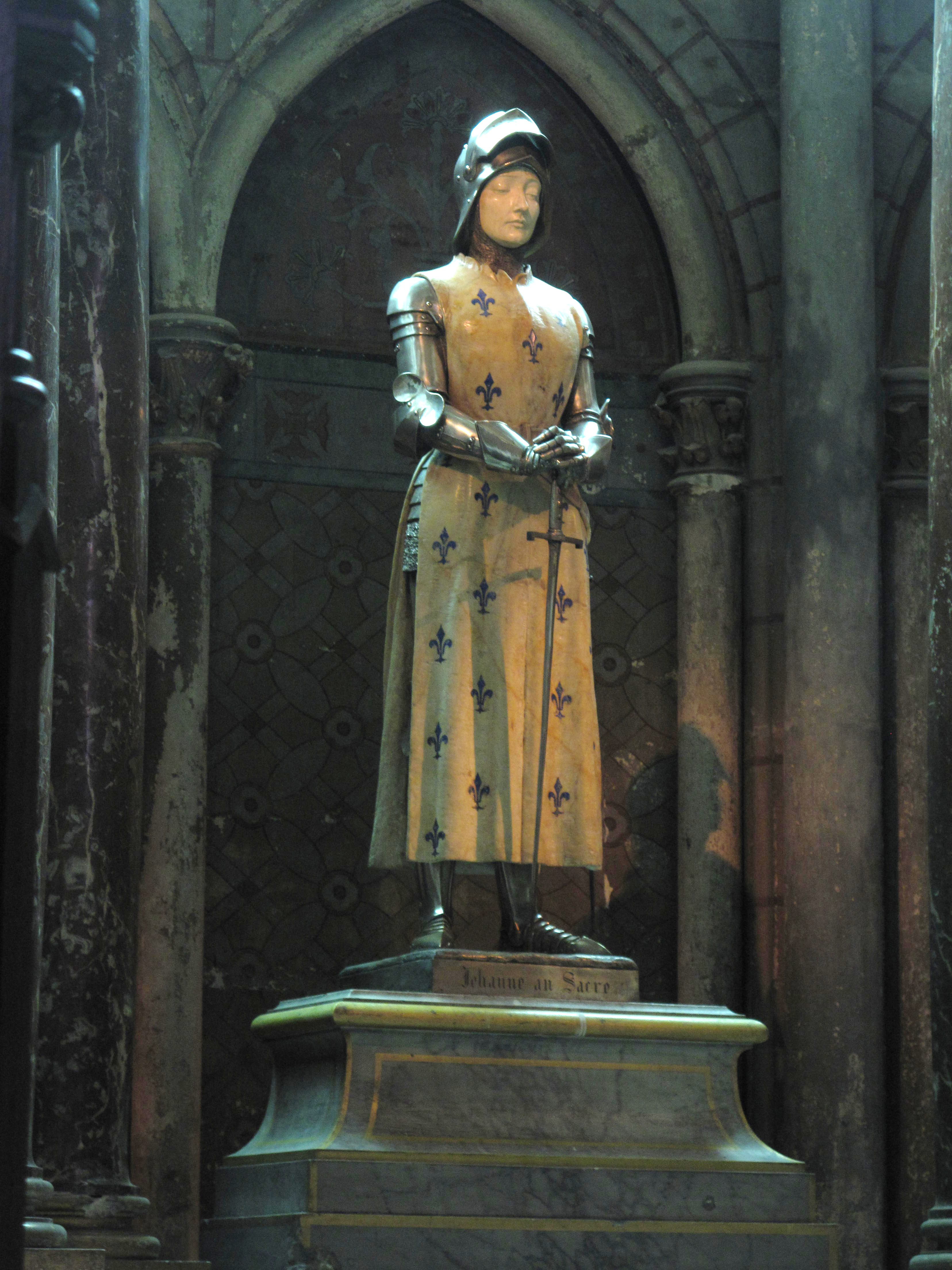
Statue de Jeanne d'Arc.

On y observe la remarquable pierre tombale de l'architecte rémois Hugues Libergier, du XIIIe siècle.
Prosper d'Epinay réalise une statue polychrome de Jeanne d'Arc intitulée Jeanne d’Arc au Sacre (Jehanne au sacre) qu'il expose au Salon des artistes français de 1902. Elle est offerte par un mécène (M. Abelé, négociant en Champagne) à la cathédrale de Reims en juillet 1909, à l'occasion des fêtes de la béatification de Jeanne d'Arc. Selon la tradition, cette œuvre d'un mètre soixante-dix est placée dans une chapelle absidiale à l’endroit précis où Jeanne d’Arc se tint durant le sacre de Charles VII. Pour cette statue polychro-éléphantine[réf. nécessaire], le casque et l'armure sont confectionnés dans le bronze argenté, le visage est sculpté dans l’ivoire et la tunique dans un marbre jaune de Sienne, parsemé de fleurs de lys en lapis-lazuli.

### Extérieur
Les arcs-boutants, dédoublés et à double volée, reposent sur des culées allégées de tabernacles surmontés de pinacles octogones. Ces clochetons-tabernacles (huit autour du chevet, sept de chaque côté de la nef), cantonnés de quatre pyramidions et coiffés par des croix, abritent des niches à colonnes renfermant des statues d'anges aux ailes déployées qui portent chacun un objet liturgique (bénitier, encensoir, navette, bénitier, livre, calice…),.

#### Styles de sculpture
Les statues des façades relèvent de plusieurs styles associés aux ateliers qui les ont produits :
- les statues des prophètes du portail droit de la façade ouest, ou prophètes « christophores », remontent aux tout premiers temps du chantier. Elles ont probablement été prévues pour l'ancienne façade de la cathédrale du XIIe siècle et pourraient dater des années 1210. Leur style rappelle celui des statues du portail nord de la cathédrale de Chartres, en se détachant toutefois plus nettement de la colonne ;
- un style « antiquisant » caractérise quelques statues telles que l'ange situé à côté de saint Nicaise sur le portail nord de la façade ouest, ainsi que le coupe de la Visitation dans le portail central. Bien qu'elles soient toujours solidaires de la colonne, elles semblent se mouvoir avec une souplesse inconnue auparavant. Les datations de ces statues varient des années 1220 aux années 1240 ;
- un atelier de style amiénois a produit des statues aux drapés assez raides et aux visages altiers : c'est le cas tout particulièrement, sur le portail central, de la Vierge de l'Annonciation et de la Présentation. Elles dateraient de 1245 environ ;
- aux environs, plusieurs ateliers rémois ont réalisé des statues d'une grande variété, notamment au portail nord de la façade, ouest, comme celles de la reine de Saba, du roi Salomon et de l'« ange au sourire ».

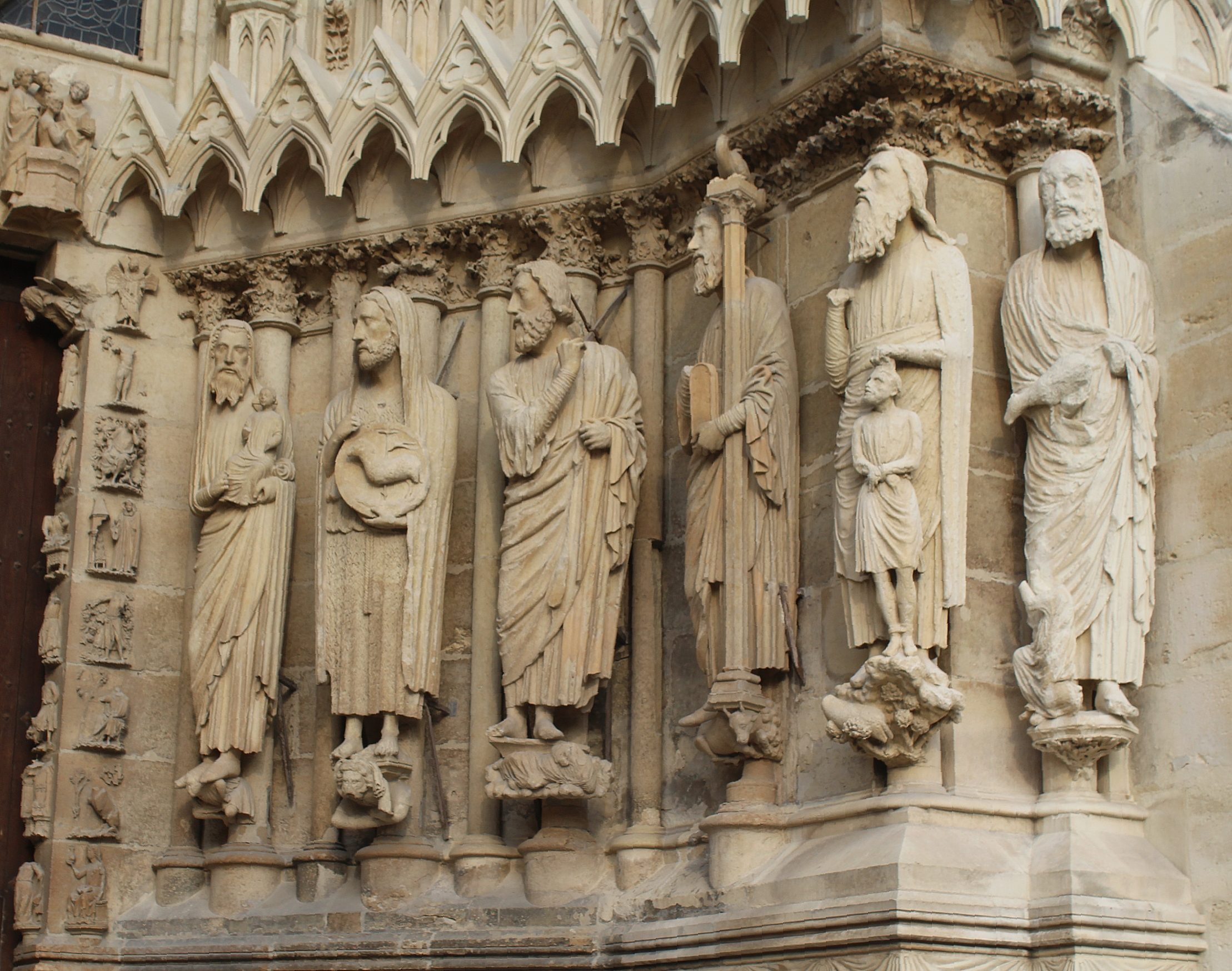
Les prophètes « christophores ».
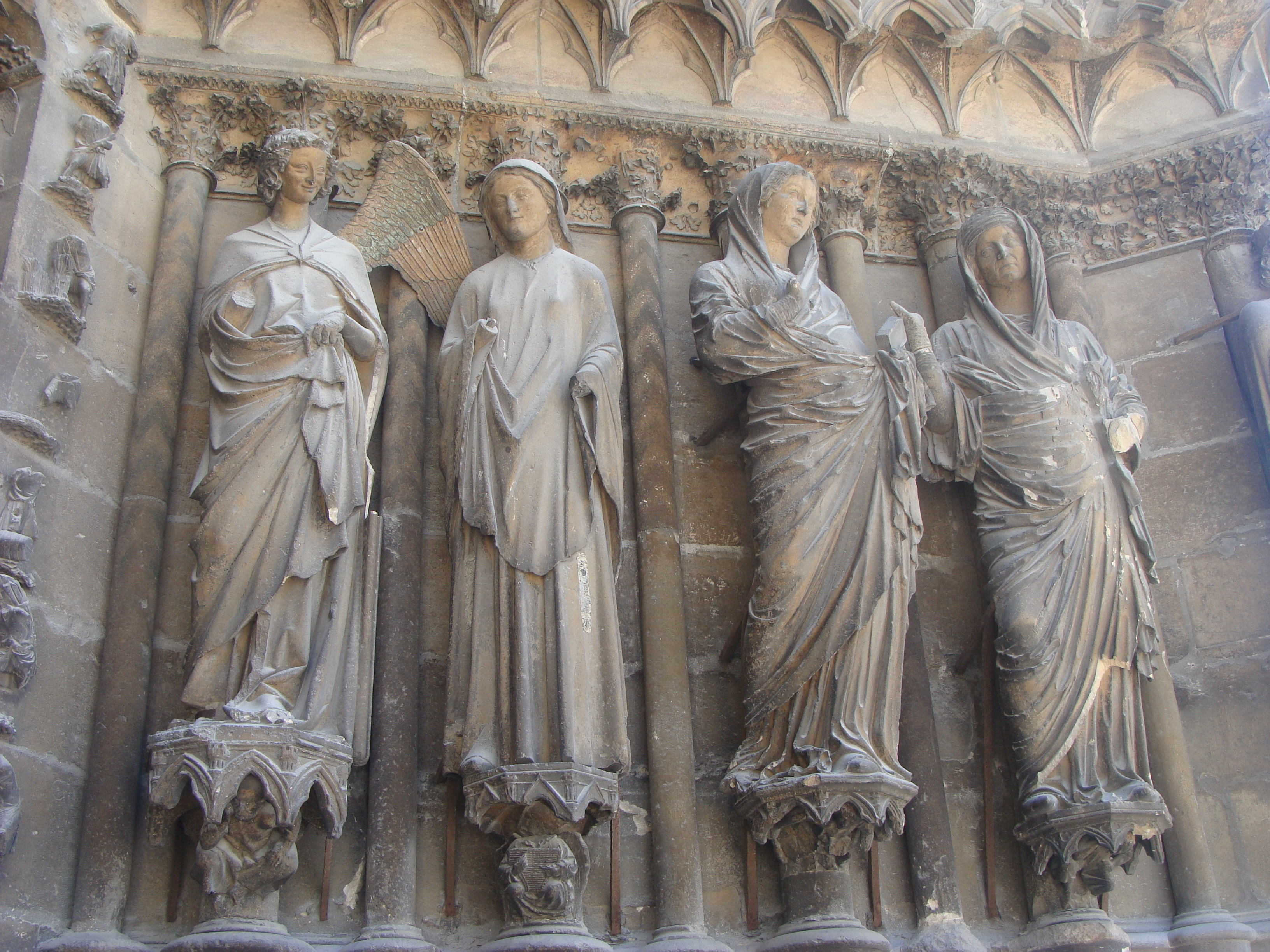
Ange (atelier rémois) et Vierge (atelier amiénois) de l'Annonciation, Visitation (style antiquisant).

#### Façade occidentale
La cathédrale de Reims possède une très riche statuaire. Le nombre de statues qui l'ornent s'élève en effet à 2 303. L'édifice se distingue par une rare unité de style. La façade commencée en 1252 a dû être terminée vers 1275.

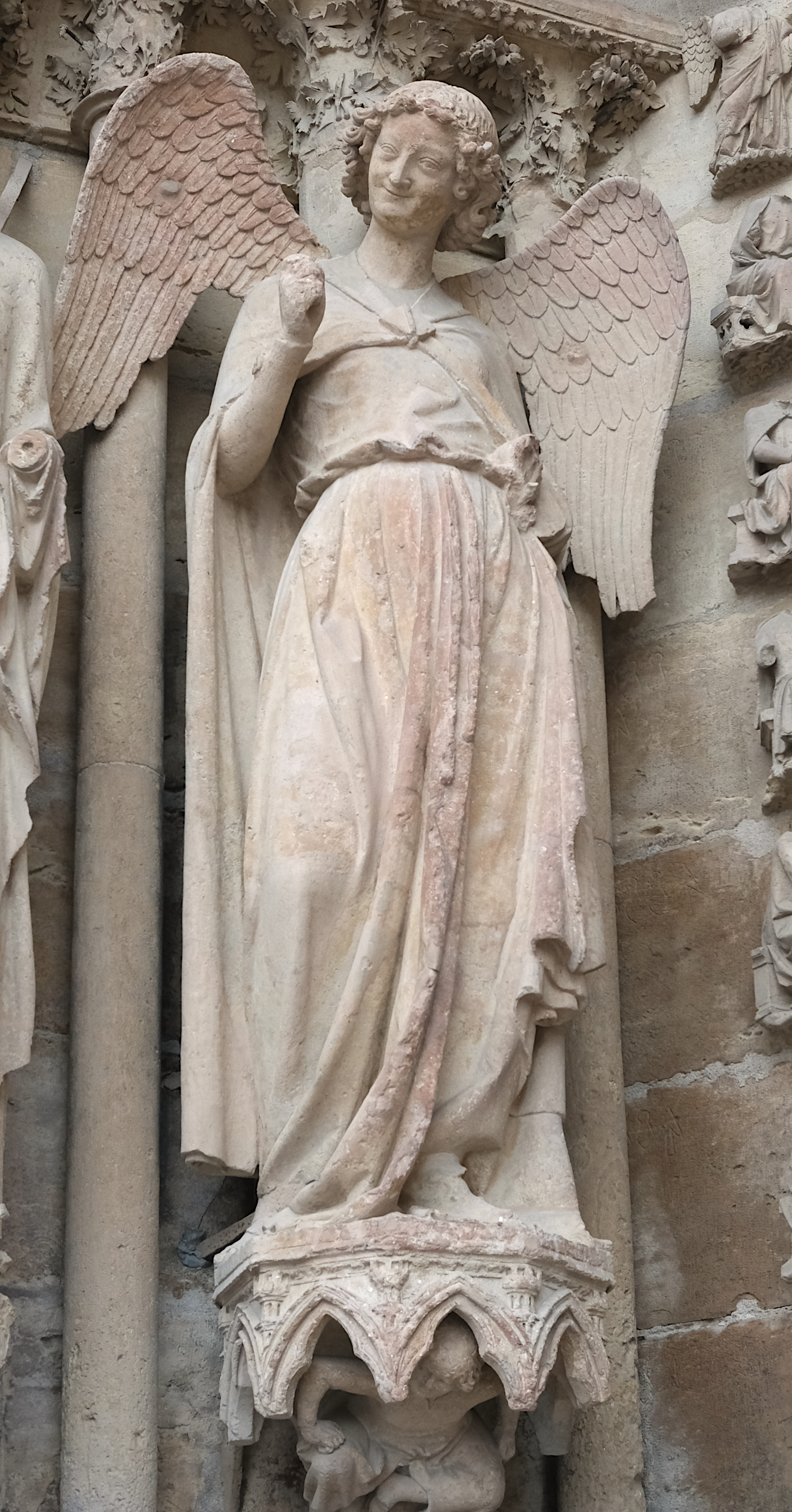
L'Ange au sourire.

##### Portails

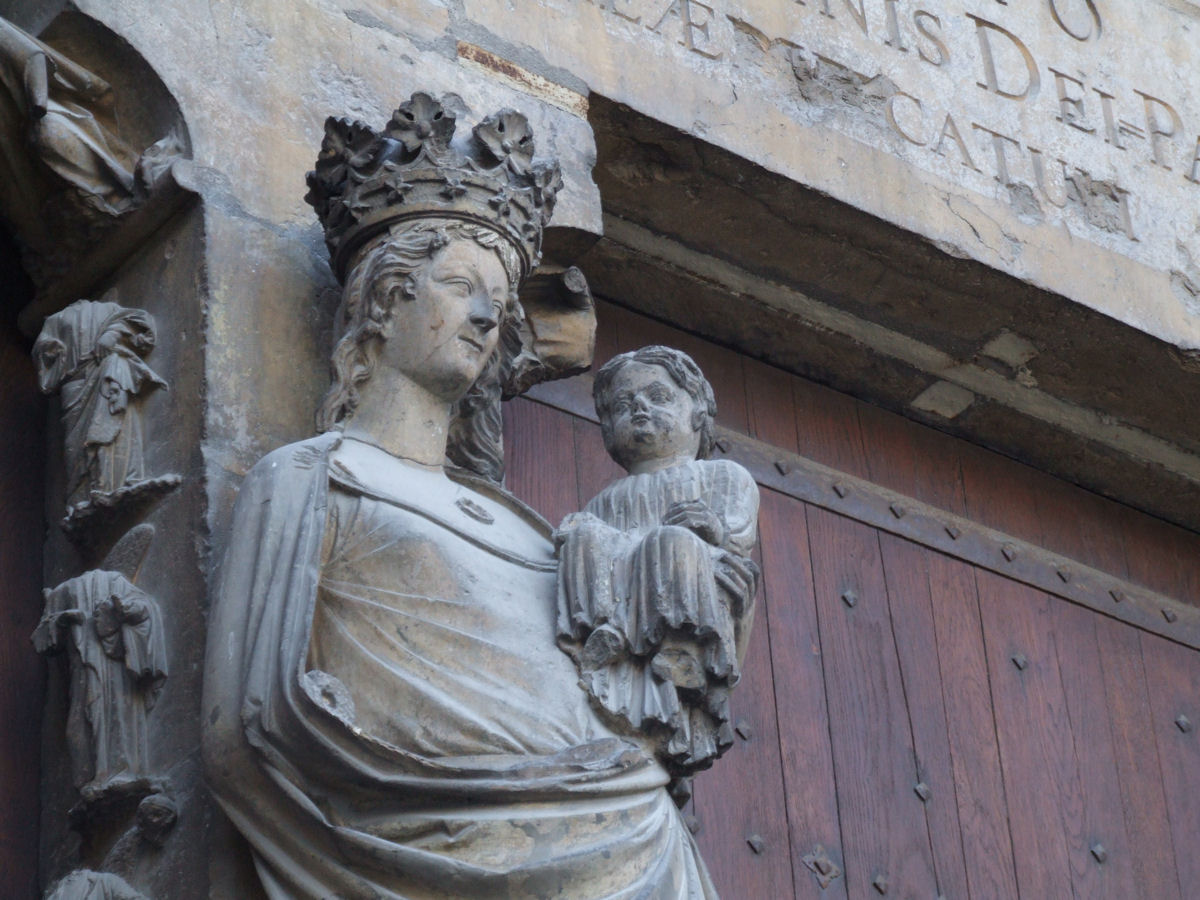
Vierge à l'Enfant.

La façade occidentale comprend trois portails.
Le portail central a pour thème général la Vierge et sa glorification, ce qui est exceptionnel. C'est habituellement le Christ Sauveur, pierre angulaire de l’Église, qui se trouve au trumeau du portail principal pour accueillir le visiteur. Il est probable que le portail du transept nord, avec la statue du Christ Sauveur (le « Beau Dieu ») et le Jugement dernier, était à l'origine destiné à se trouver sur le portail principal mais que l'architecte en a décidé autrement en mettant Marie à la place d'honneur. Elle est représentée comme rachetant les péchés d'Ève, figurée dans des petites scènes sur le socle.
À la gauche de Marie, donc à droite pour le visiteur, se trouvent la Visitation et l'Annonciation, avec l'ange de l'Annonciation, « jumeau » de l'Ange au Sourire. À droite est présentée la Présentation au Temple. On peut observer également la statue de la reine de Saba restaurée en 2006-2007. Les voussures contiennent à gauche certains épisodes de la vie de la Vierge (Présentation au Temple, enfance du Christ), à droite des figures de prophètes et d'ancêtres de Marie, ainsi que des symboles de sa virginité (le Buisson ardent, les trois Hébreux dans la fournaise).
Le portail sud, à droite en entrant, est consacré à la fin des temps et au Jugement dernier dans les voussures et le gâble. Les statues des ébrasements sont consacrées à droite à des prophètes qui ont annoncé le Christ, à gauche à des apôtres auxquels ont été mêlés un évêque et un pape prévus à l'origine pour le portail nord.
Le portail nord, à gauche, comprend des saints et des martyrs. On y voit la statue de l'Ange au Sourire, emblème de la ville de Reims. Si la signification des statues dans les ébrasements est mal connue, les voussures contiennent des épisodes antérieurs ou postérieurs à la Passion, qui occupe le gâble.

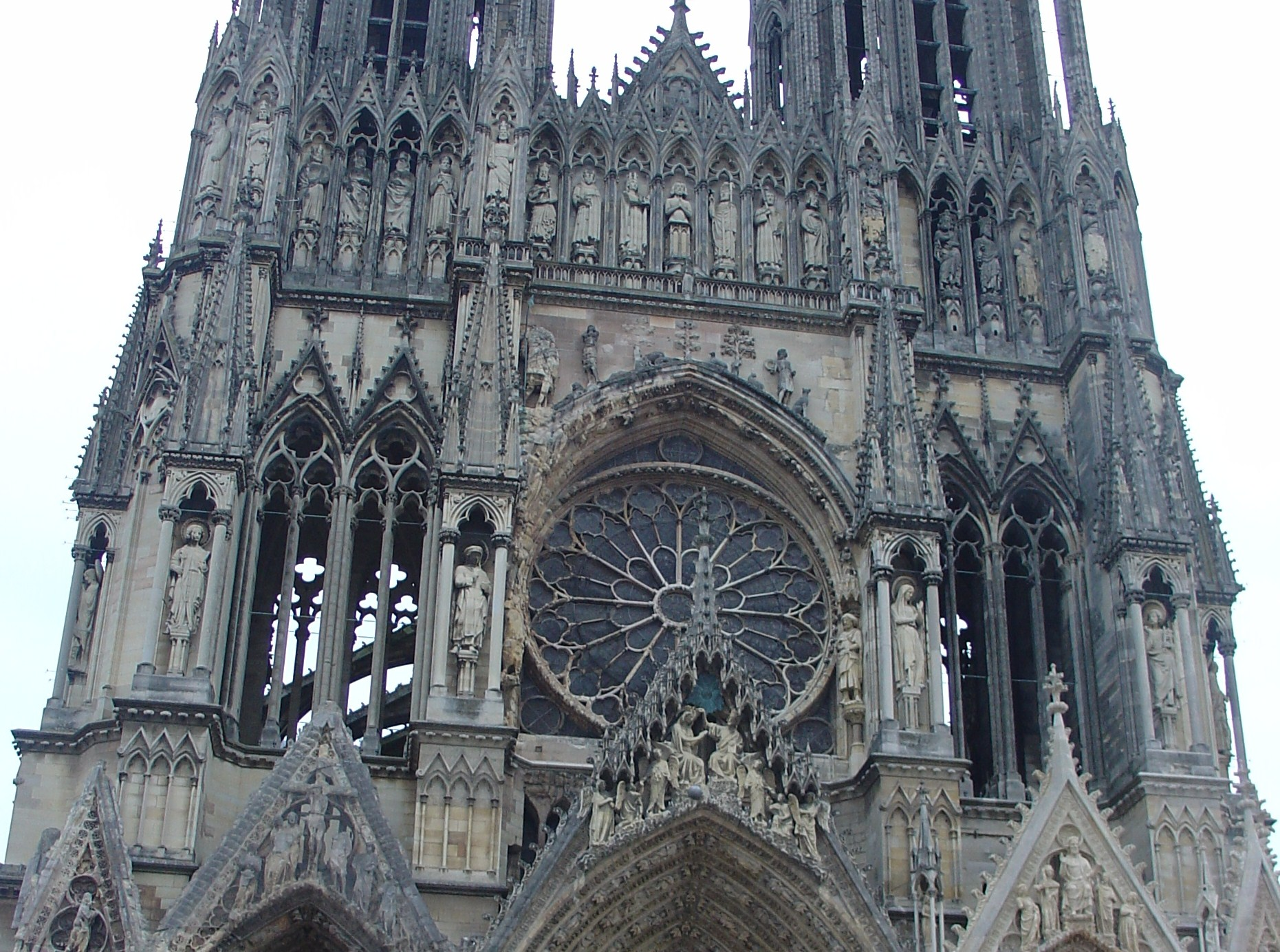
En 2013.
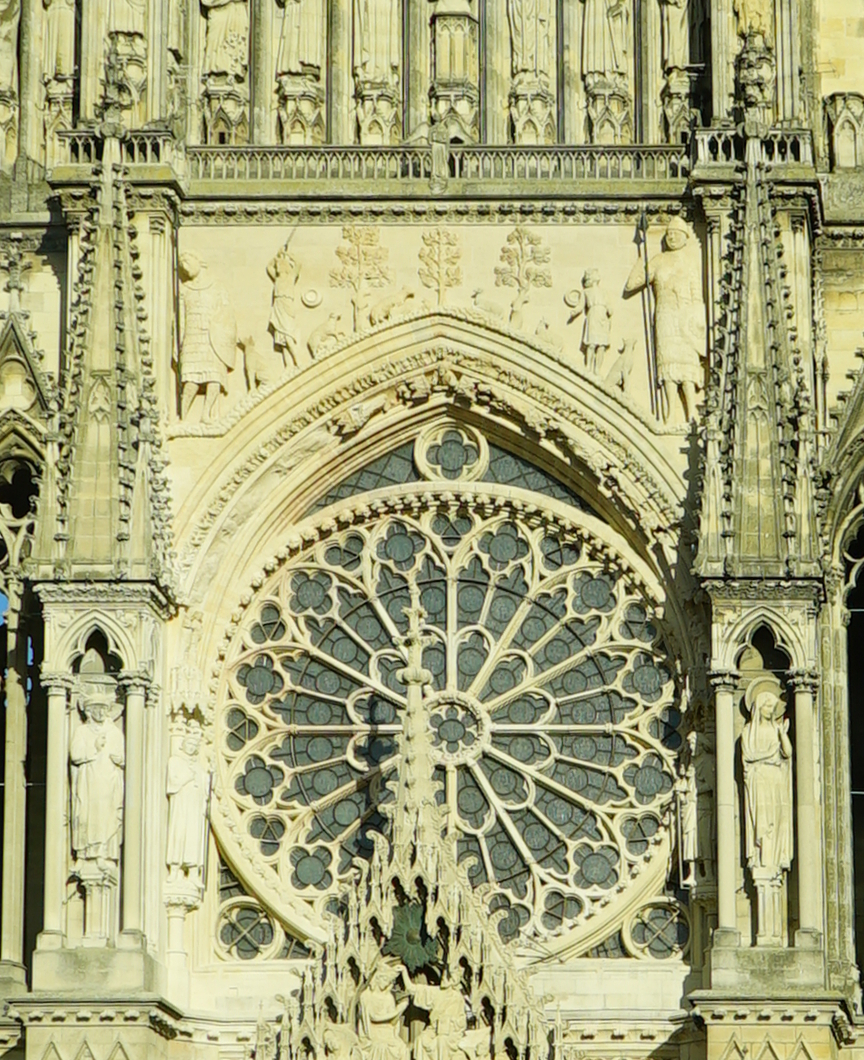
Restauré, 2017.
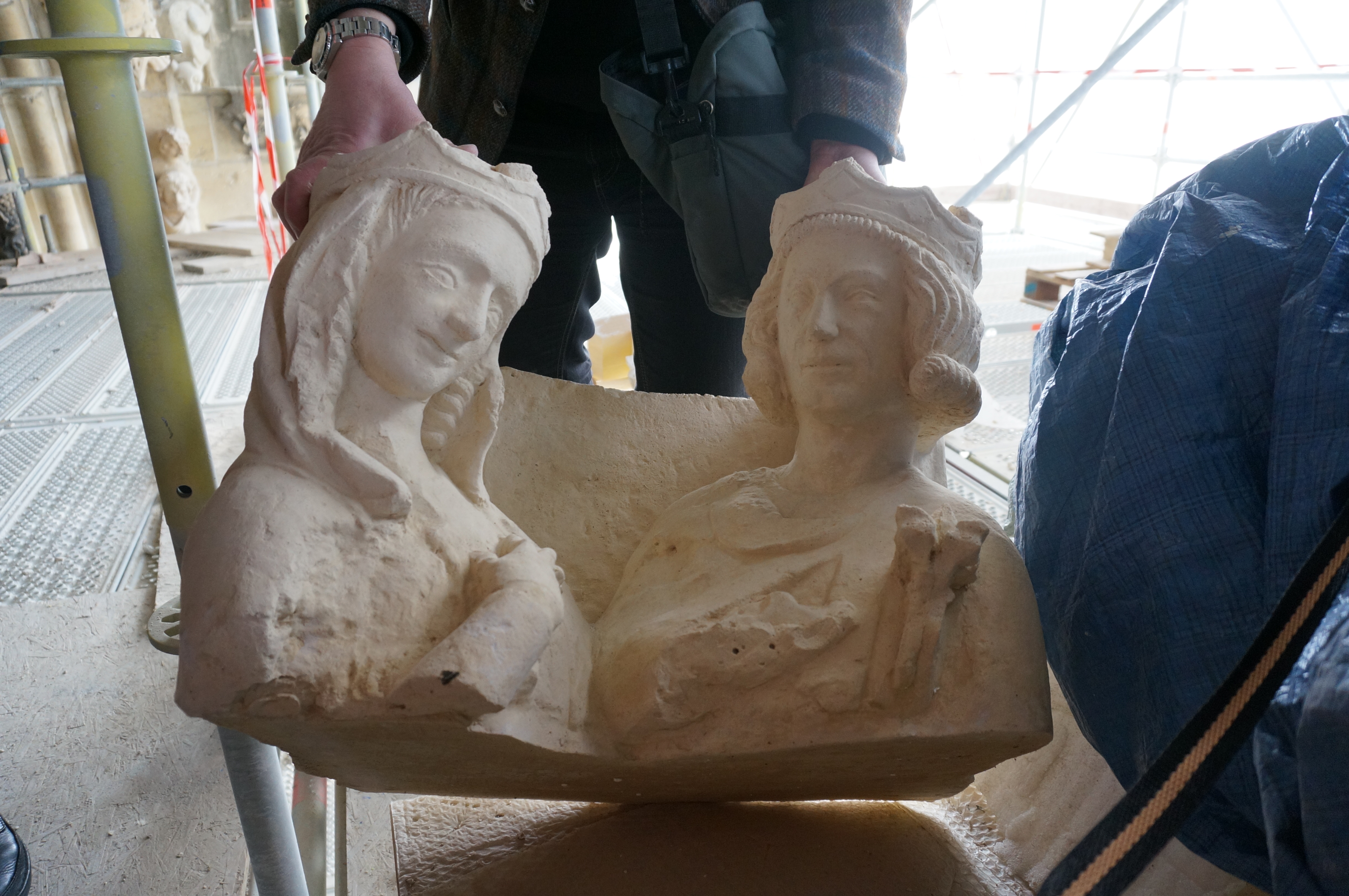
Nouvelles statues.
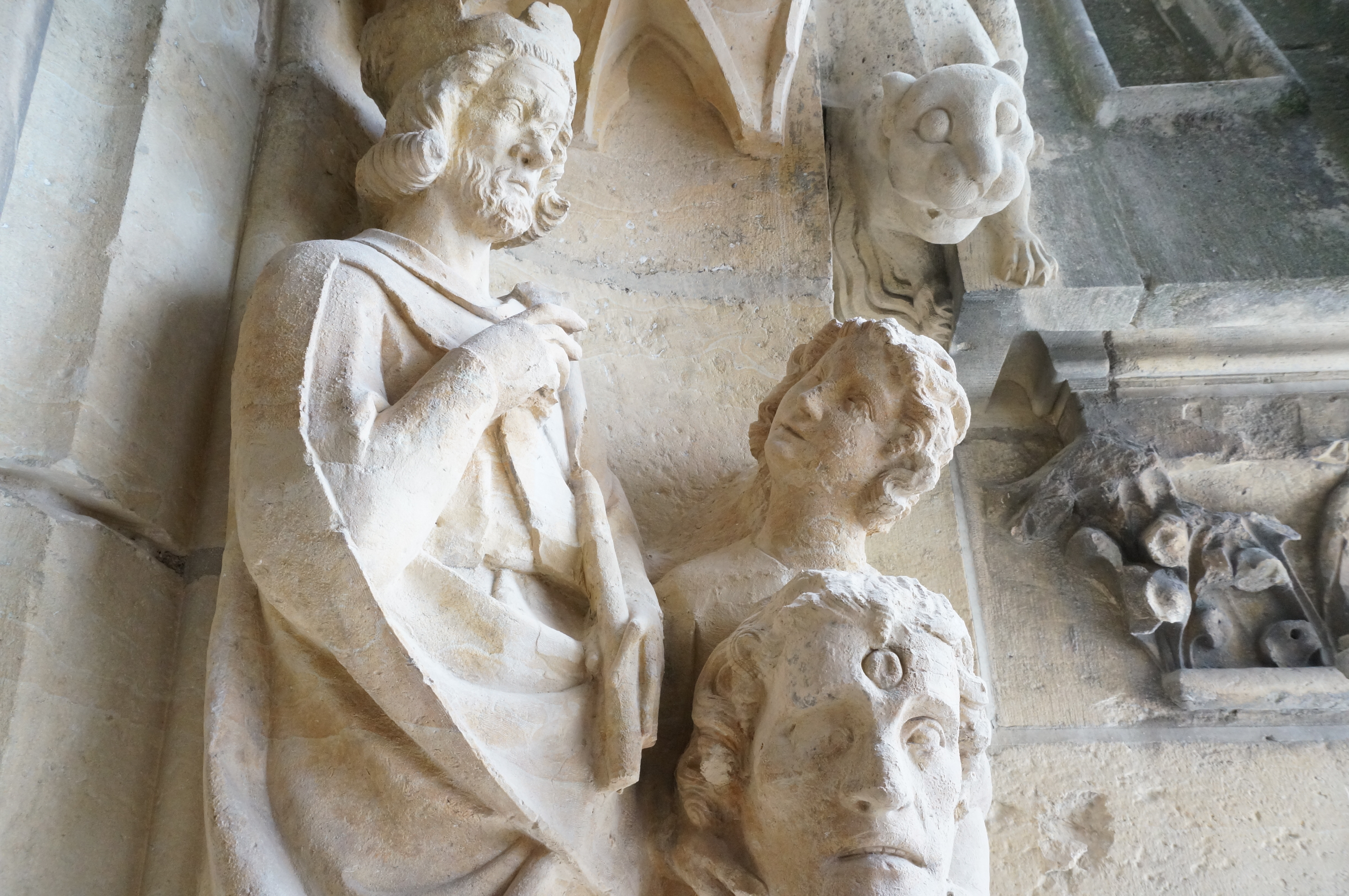
Reine de Saba et David tenant la tête de Goliath.

##### Rosace et galerie des rois
La grande rosace a été inspirée par la rose du bras nord de la cathédrale Notre-Dame de Paris.
À cinquante mètres du sol, sur la face occidentale, se trouve la « galerie des rois » avec, au centre, le baptême de Clovis. Plus bas, on peut observer le récit du combat de David contre Goliath. La statue de Goliath, qui mesure plus de cinq mètres de haut (c'est la plus grande des statues de la façade), se trouve actuellement dans le palais du Tau, qui jouxte la cathédrale. Juste au-dessus du grand portail, se trouve une copie du Couronnement de la Vierge. L'original de cet ensemble grandiose se trouve également au palais du Tau. Cette partie centrale de la façade a fait l'objet d'une restauration terminée en 2017 avec, en particulier, la repose des deux Goliaths et la restauration totale de la grande rosace.

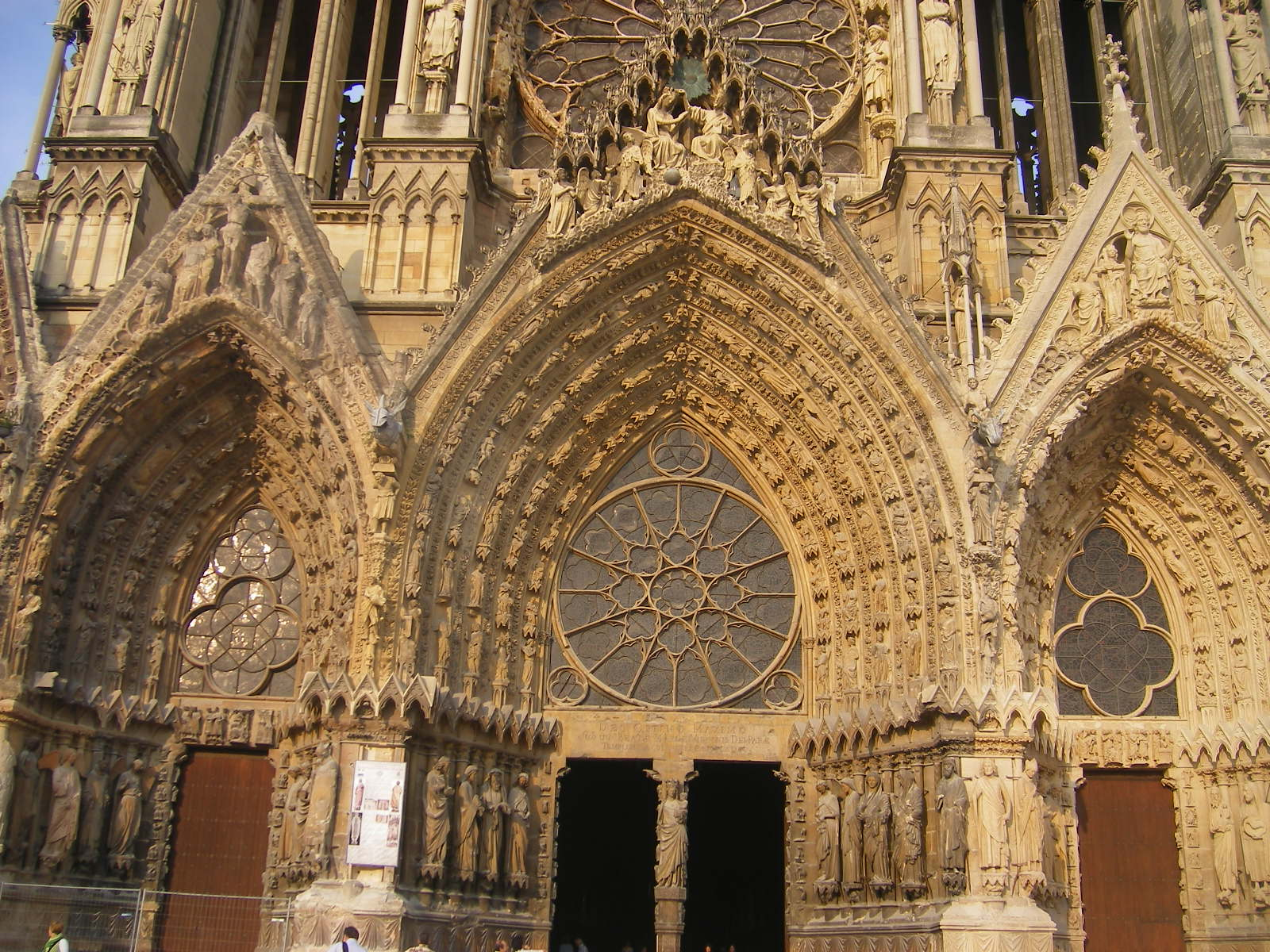
Vue générale des trois portails.
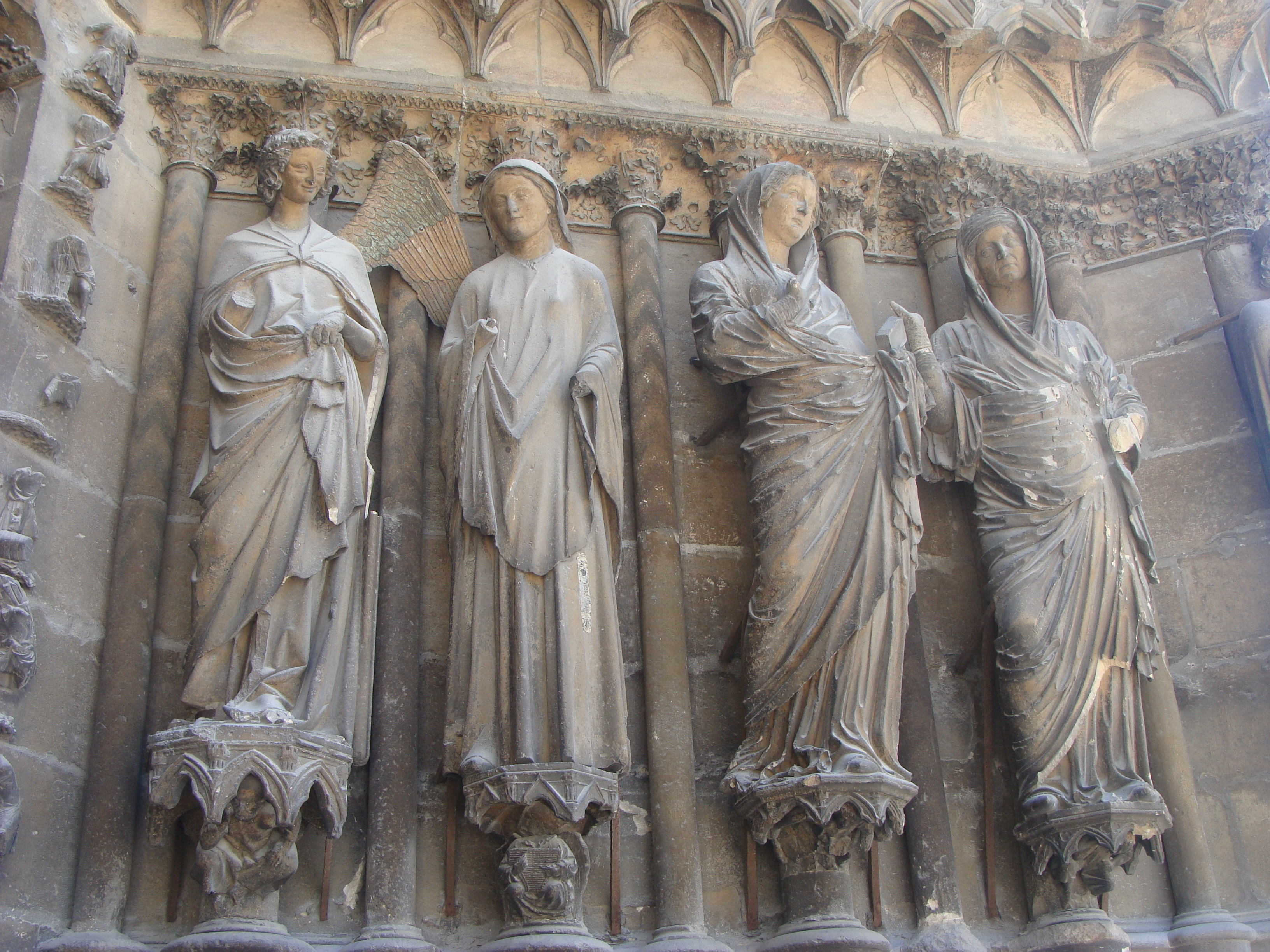
L'Annonciation et la Visitation.
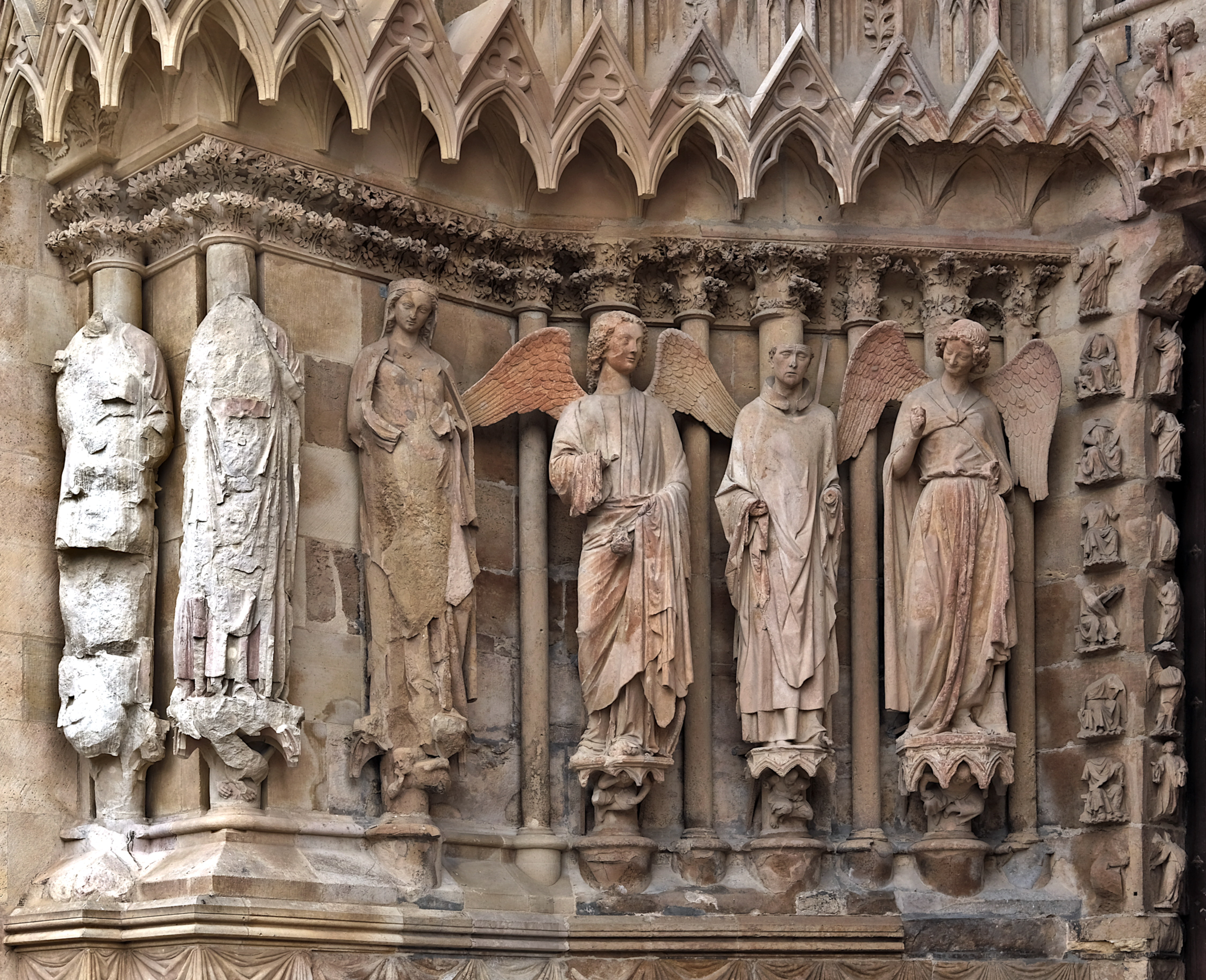
L'ébrasement gauche du portail nord.

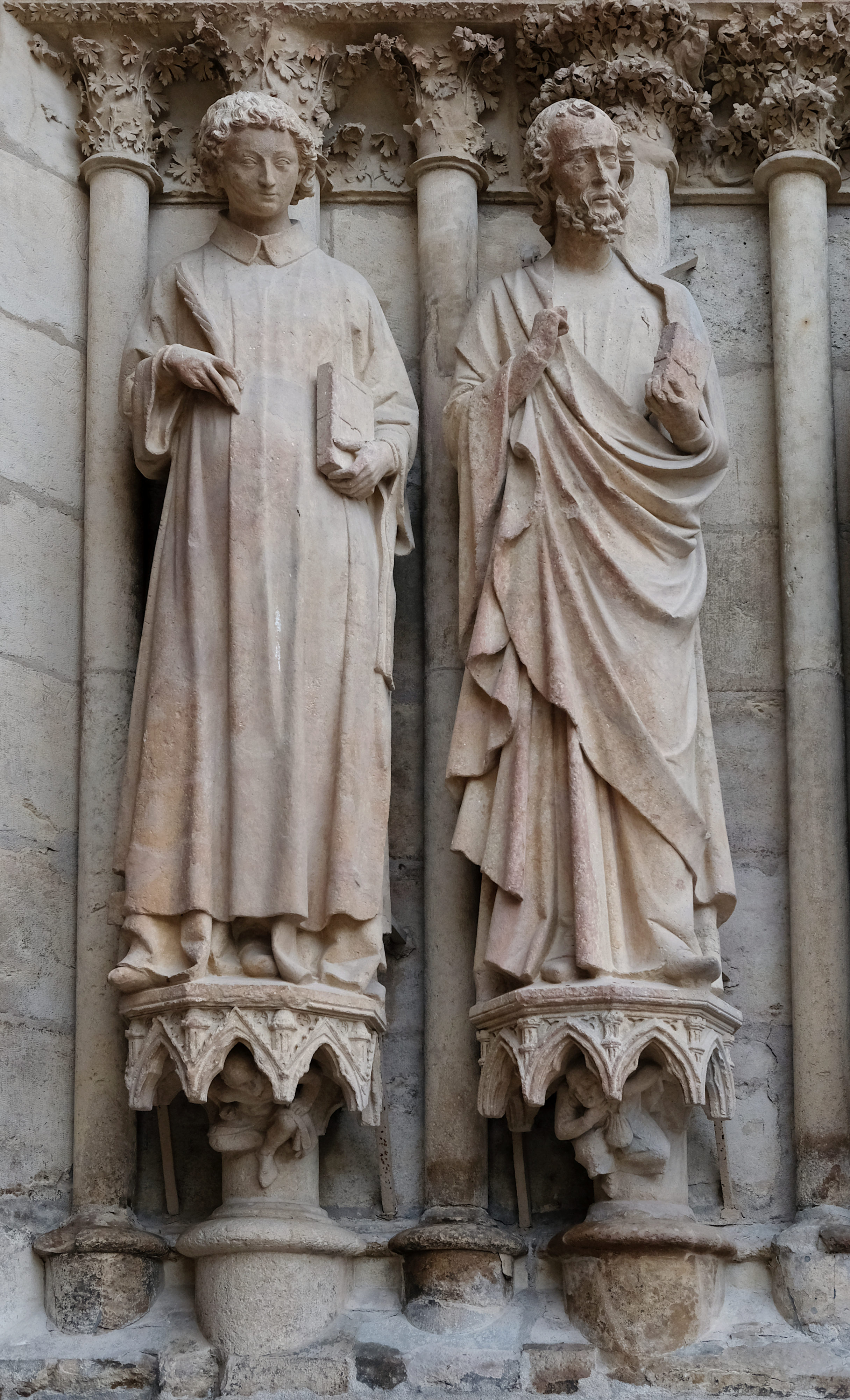
Personnages de l'ébrasement droit du portail nord.
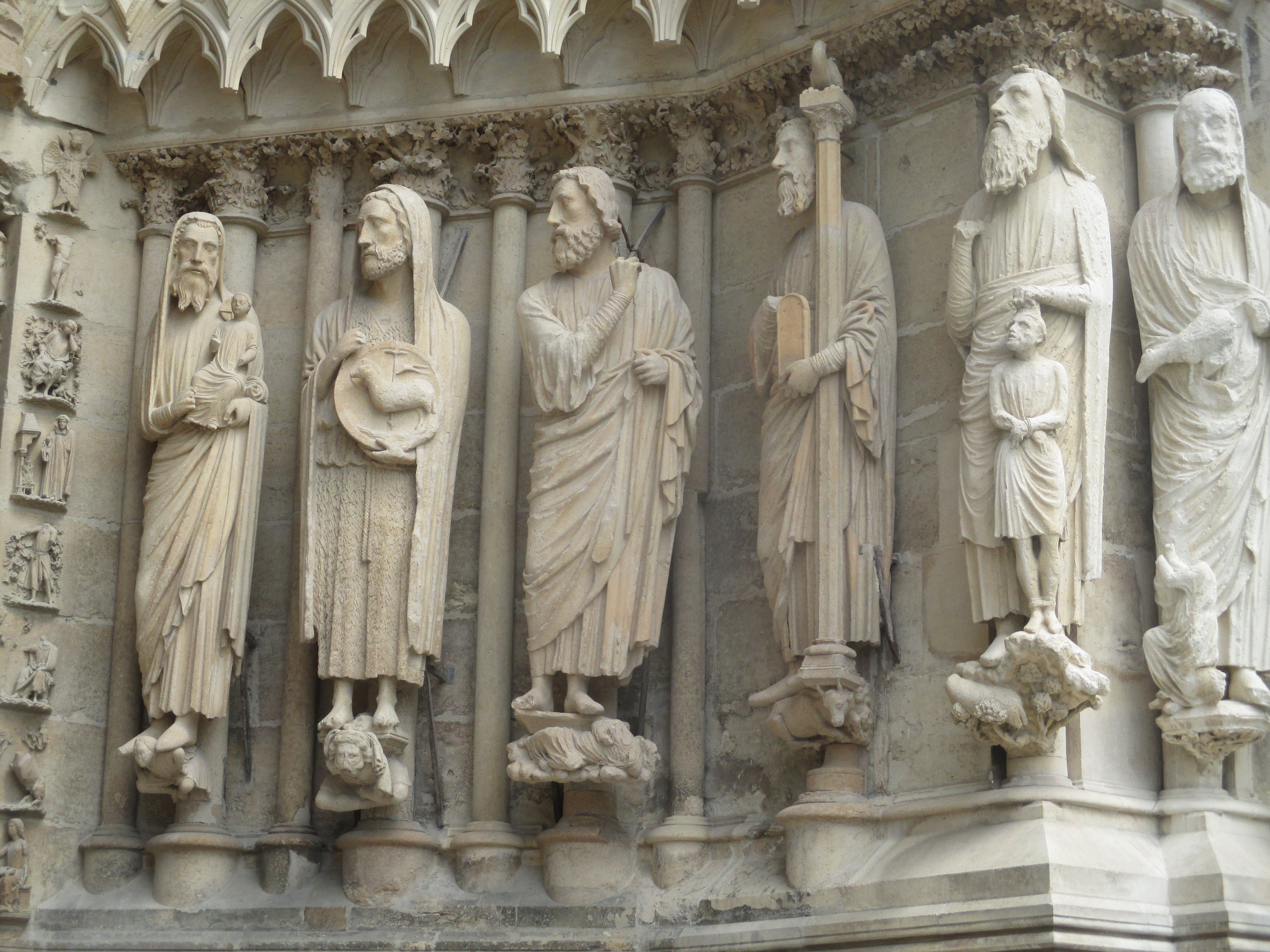
L'ébrasement droit du portail sud.
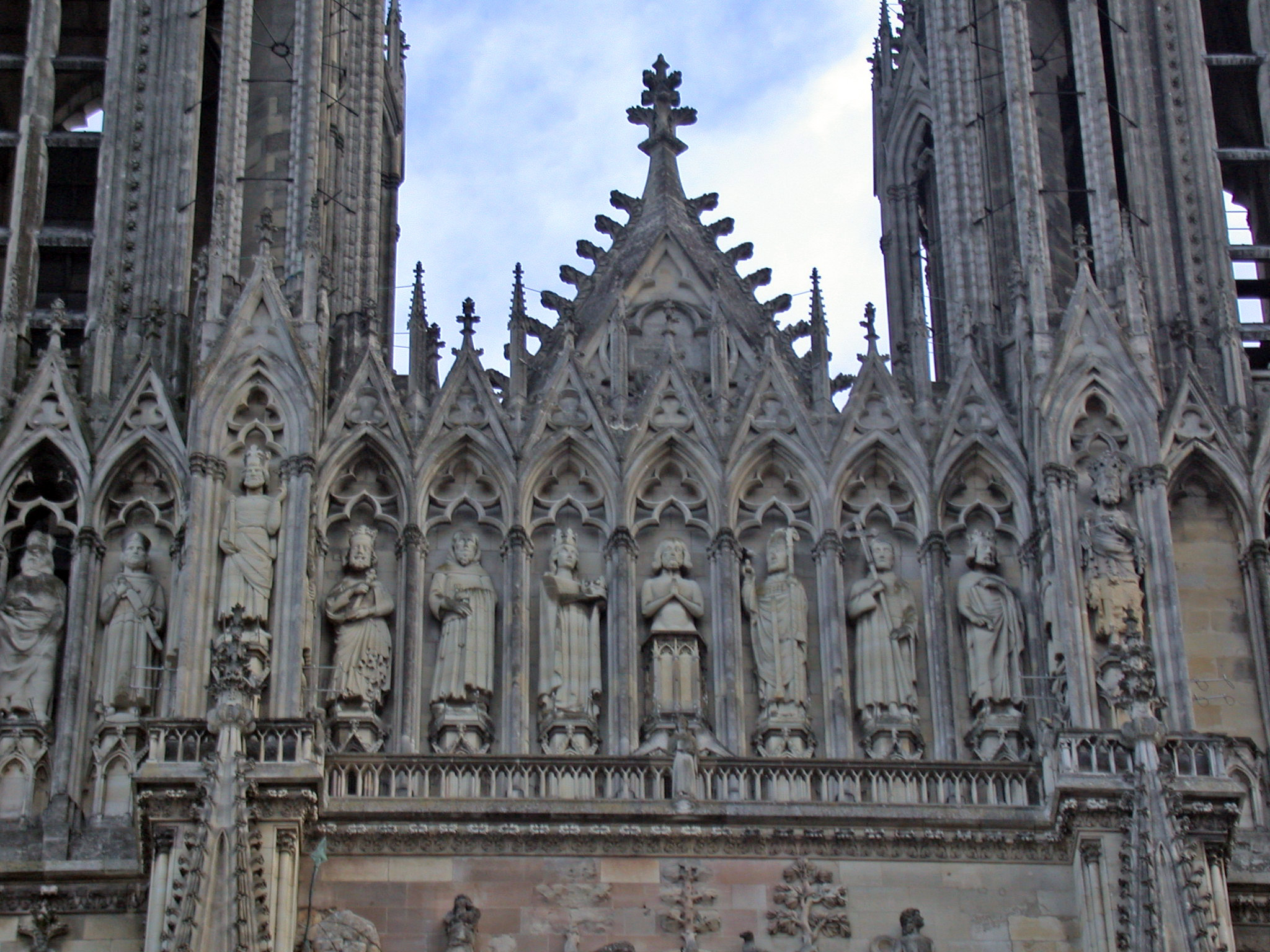
La galerie des rois avec au centre le baptême de Clovis.

#### Façade du bras nord du transept
La façade du transept nord est organisée en trois portails de tailles inégales.
Le porche gauche, de taille intermédiaire, n'a pas de porte. Son tympan est presque aussi grand que celui du porche central, mais les ébrasements sont beaucoup moins évasés, ce qui diminue sa taille globale. Il est célèbre pour sa statue dite « du Beau Dieu », représentant sur le trumeau Jésus tenant le globe de l'univers en main. Au-dessous de la statue est représentée l'histoire d'un drapier malhonnête, qui aurait fait amende honorable en contribuant au financement du portail. Le tympan est consacré au Jugement dernier avec, sur le registre supérieur, le Christ entouré de la Vierge, de saint Jean-Baptiste et de deux anges, et sur les registres inférieurs la Résurrection des morts ; les élus et les damnés occupent le linteau. Dans les voussures apparaissent, de l'intérieur vers l'extérieur, les vierges sages et les vierges folles, des diacres et des anges. Les ébrasements accueillent les statues, de l'intérieur vers l'extérieur, de saint Pierre, saint André et saint Barthélemy à gauche, de saint Paul, saint Jacques et saint Jean à droite.
Le porche central, le plus grand, a une statuaire contant la vie de saint Remi et celle de saint Nicaise :
- en haut, le Seigneur et deux anges ;
- au troisième registre, le miracle de Remi qui interroge un mort : celui-ci avait fait une donation à l'église d'Hydrissen près de Cologne et ses enfants contestaient cette donation. Le mort attesta de la donation à l'église, les enfants contrits acceptèrent la donation et en firent une autre à la cathédrale de Reims[56] ;
- sur le registre du bas à droite, le baptême par immersion de Clovis.

Le porche droit, le plus petit, reprend des fragments de l'ancienne cathédrale romane ou de celle de la fin du XIIe siècle.

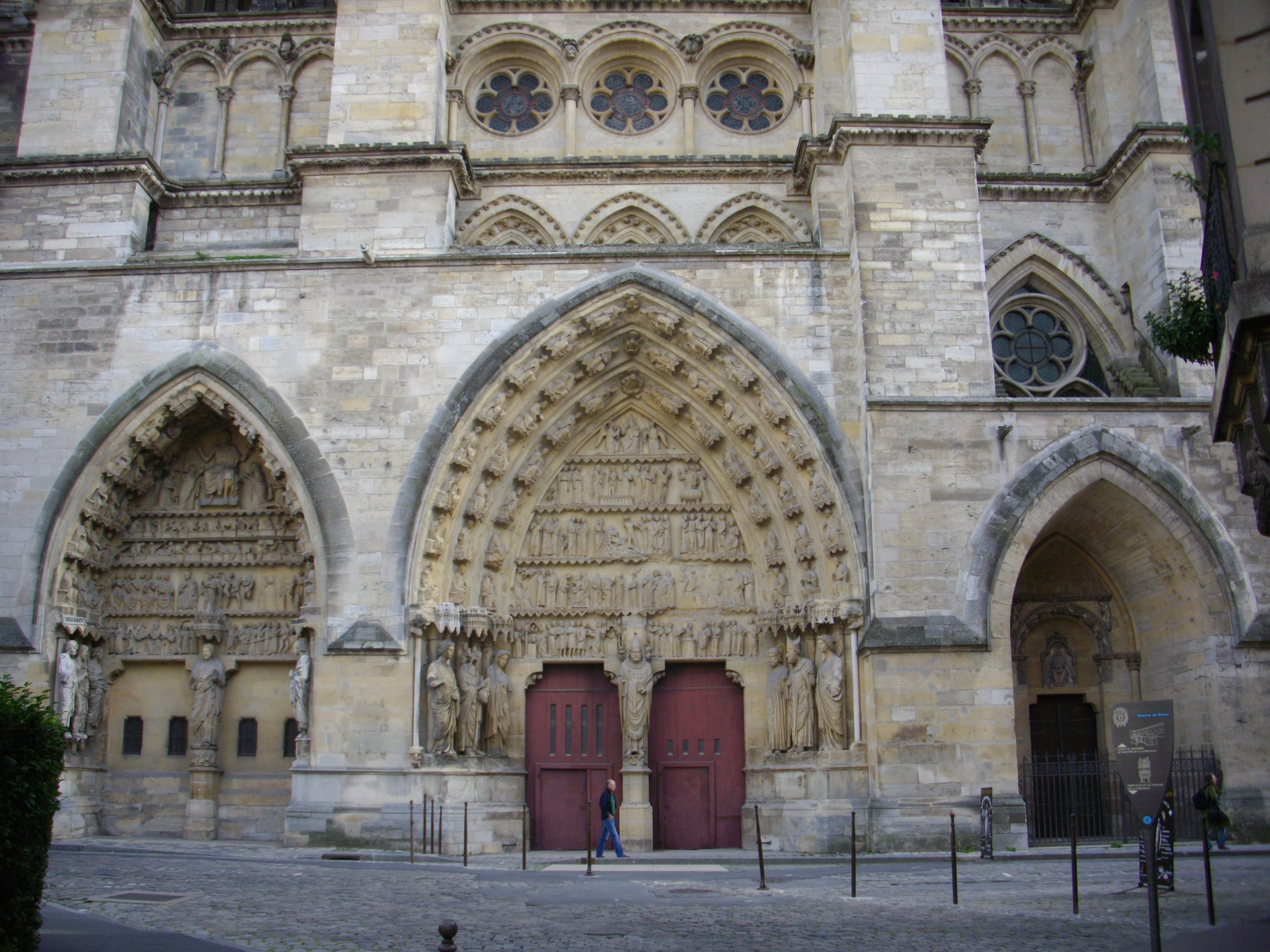
Les trois portails de la façade nord.
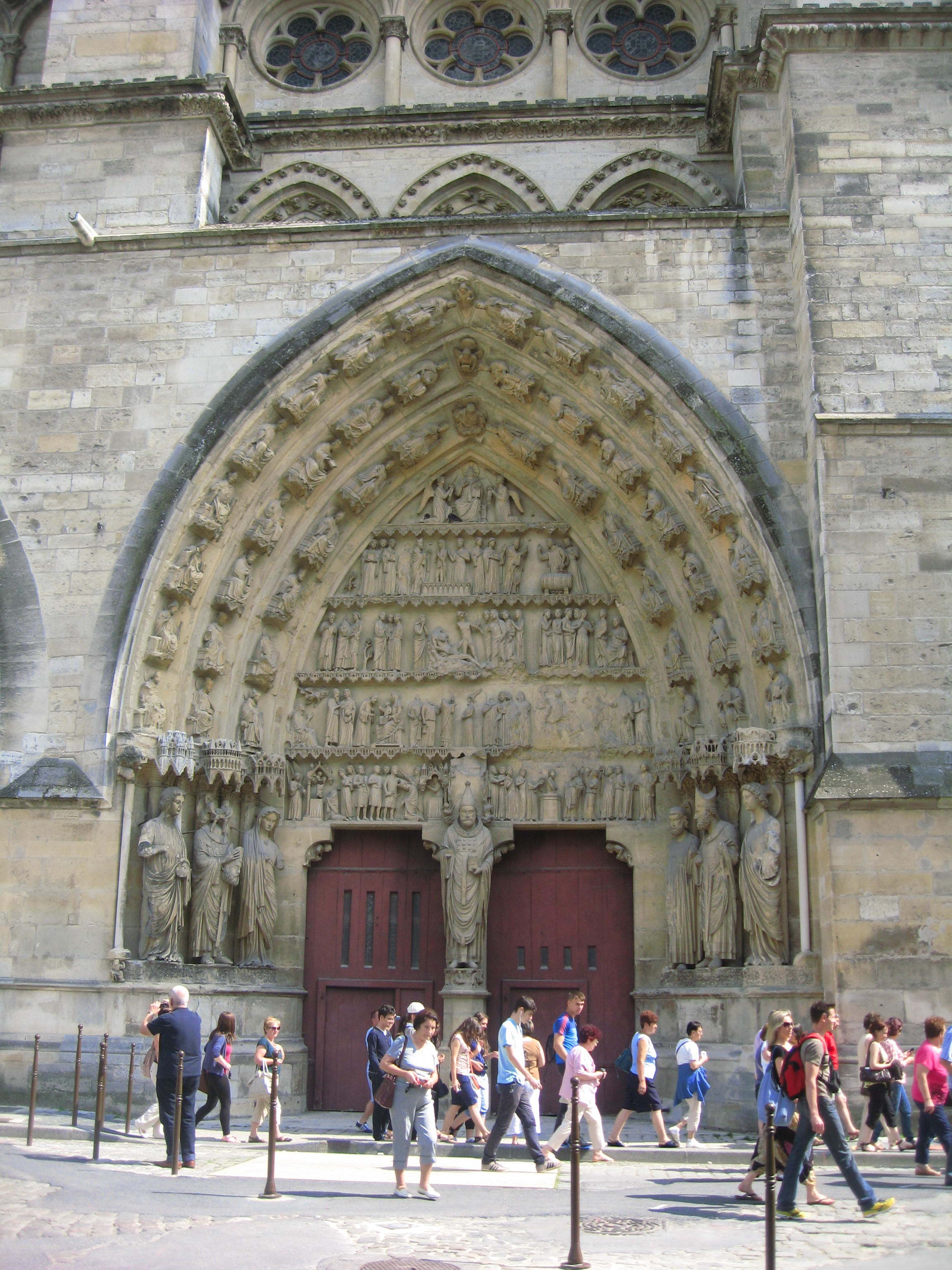
Le portail central.
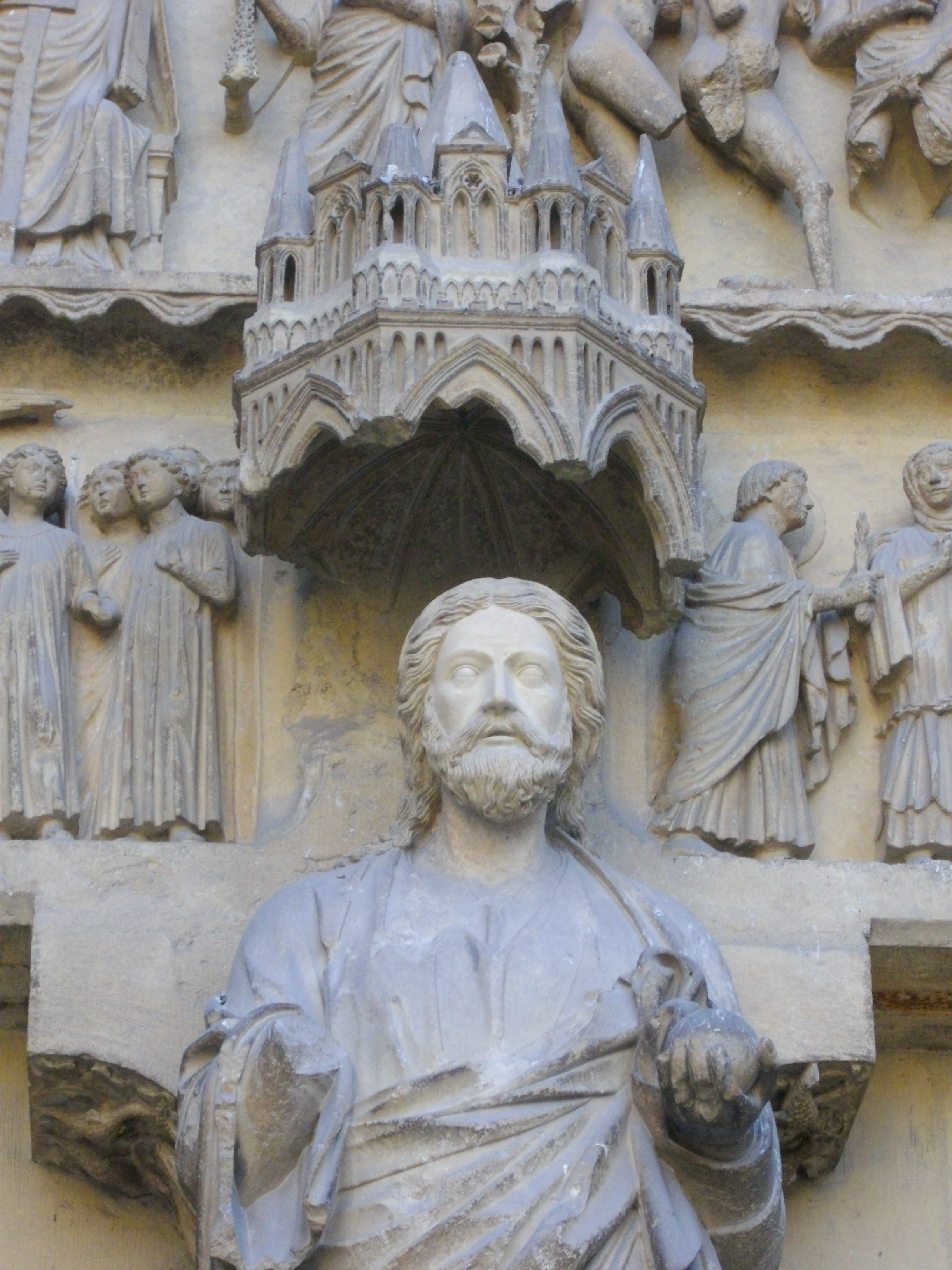
Le « Beau Dieu » sur le portail du Jugement dernier.

#### Façade du bras sud du transept
La rose sud du transept est flanquée de deux statues : d'un côté, l'Église, de l'autre, la Synagogue que l'on reconnaît à ses yeux bandés (Ecclesia et Synagoga, est une double allégorie dans l'art chrétien du Moyen Âge). La rose a été refaite à la suite d'un coup de vent qui a détruit la rose du XIIIe siècle, à Pâques 1580. La Synagogue sur la troisième image ci-dessous est la statue d'origine, conservée au Palais du Tau.

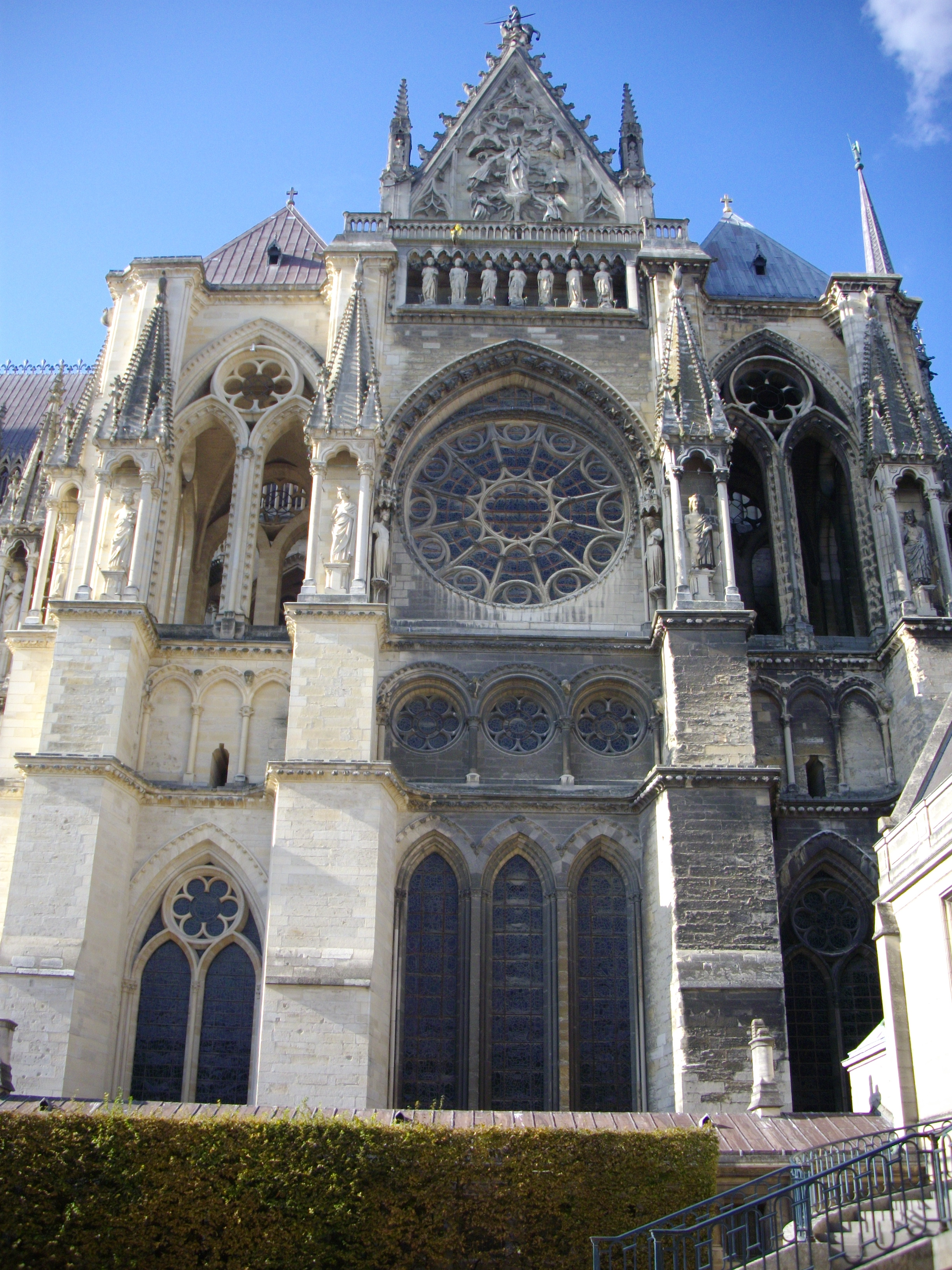
Vue générale de la façade du transept sud.
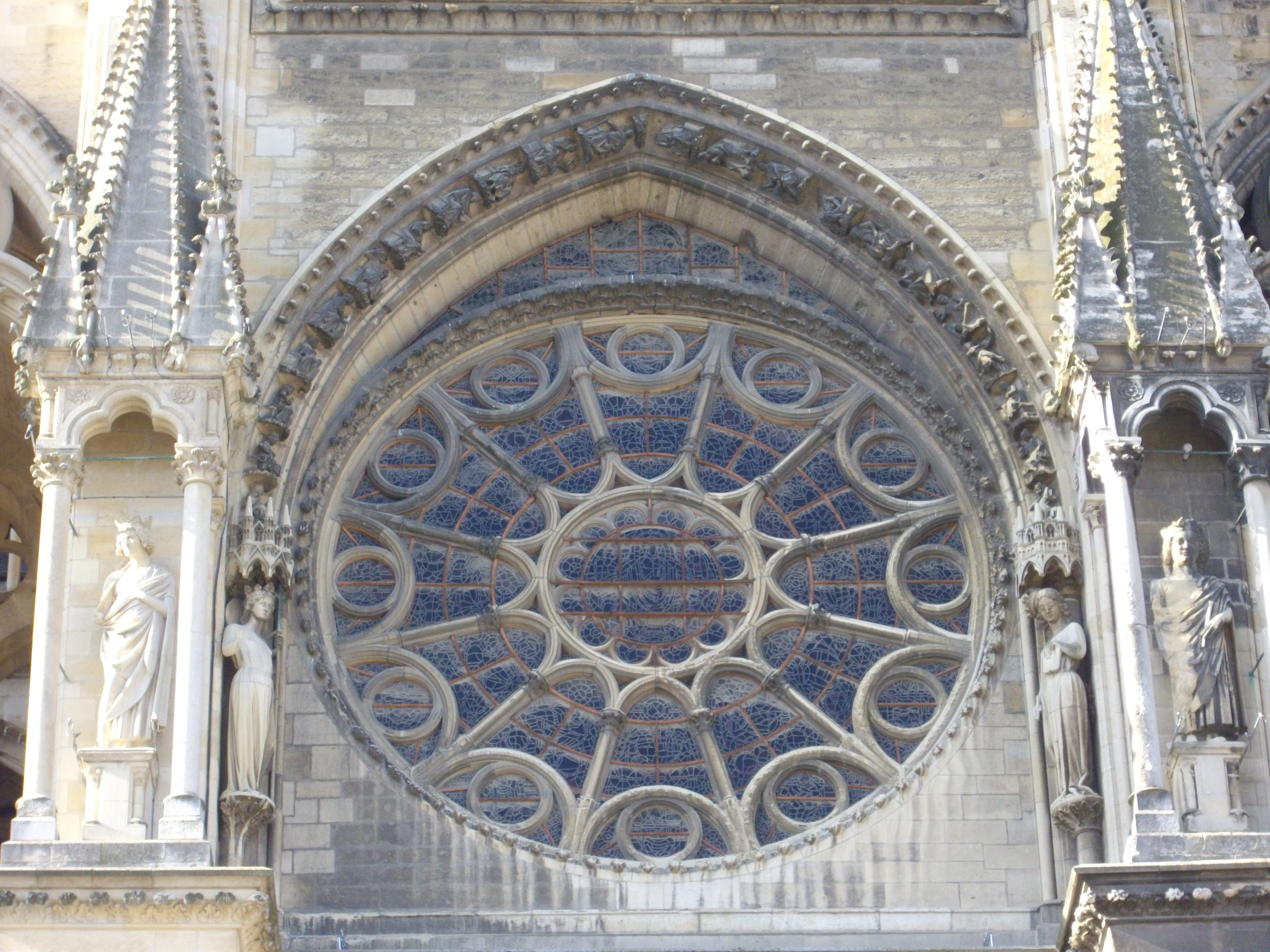
La rose flanquée des statues de l'Église et de la Synagogue.
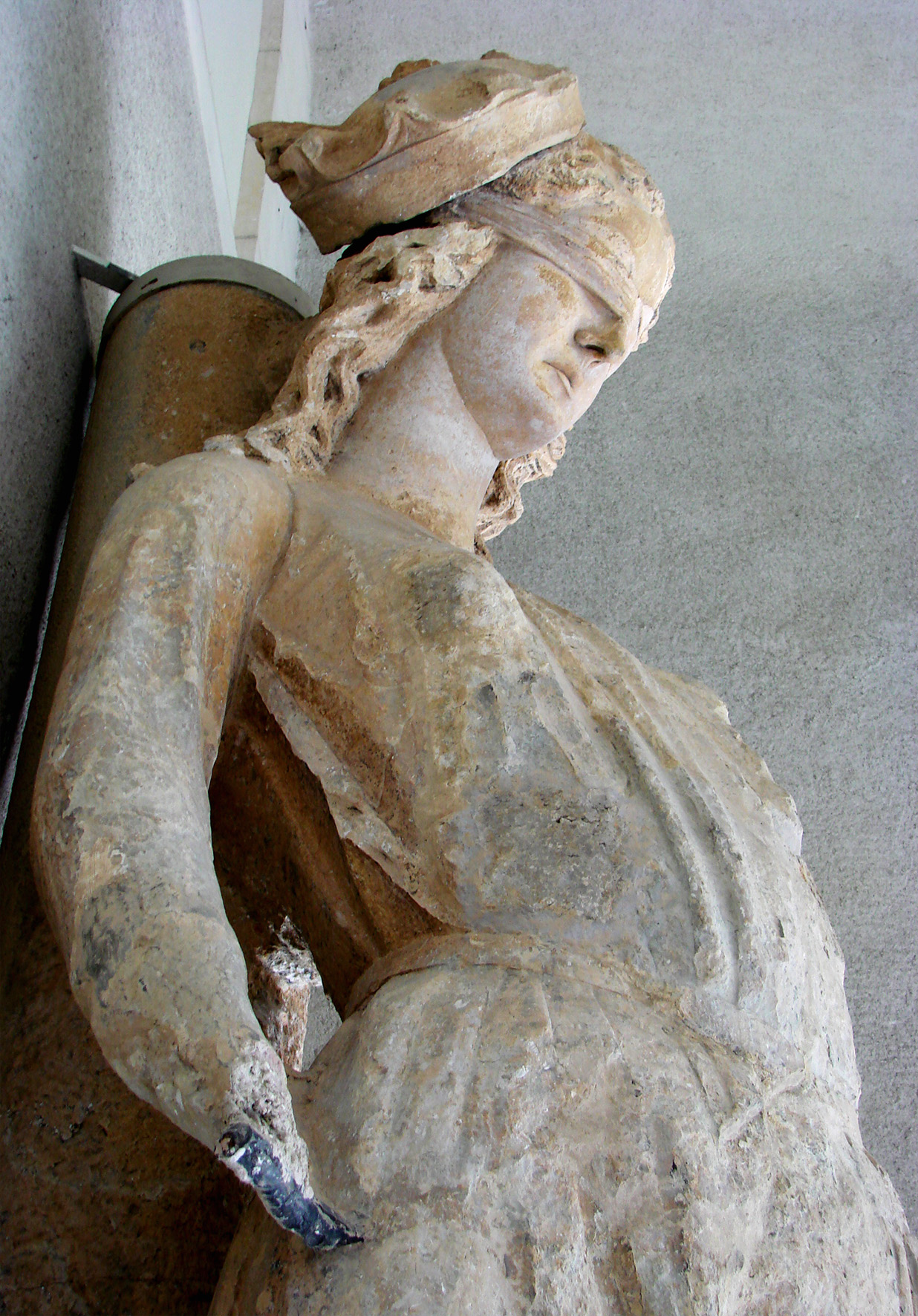
Synagoga aux yeux bandés.

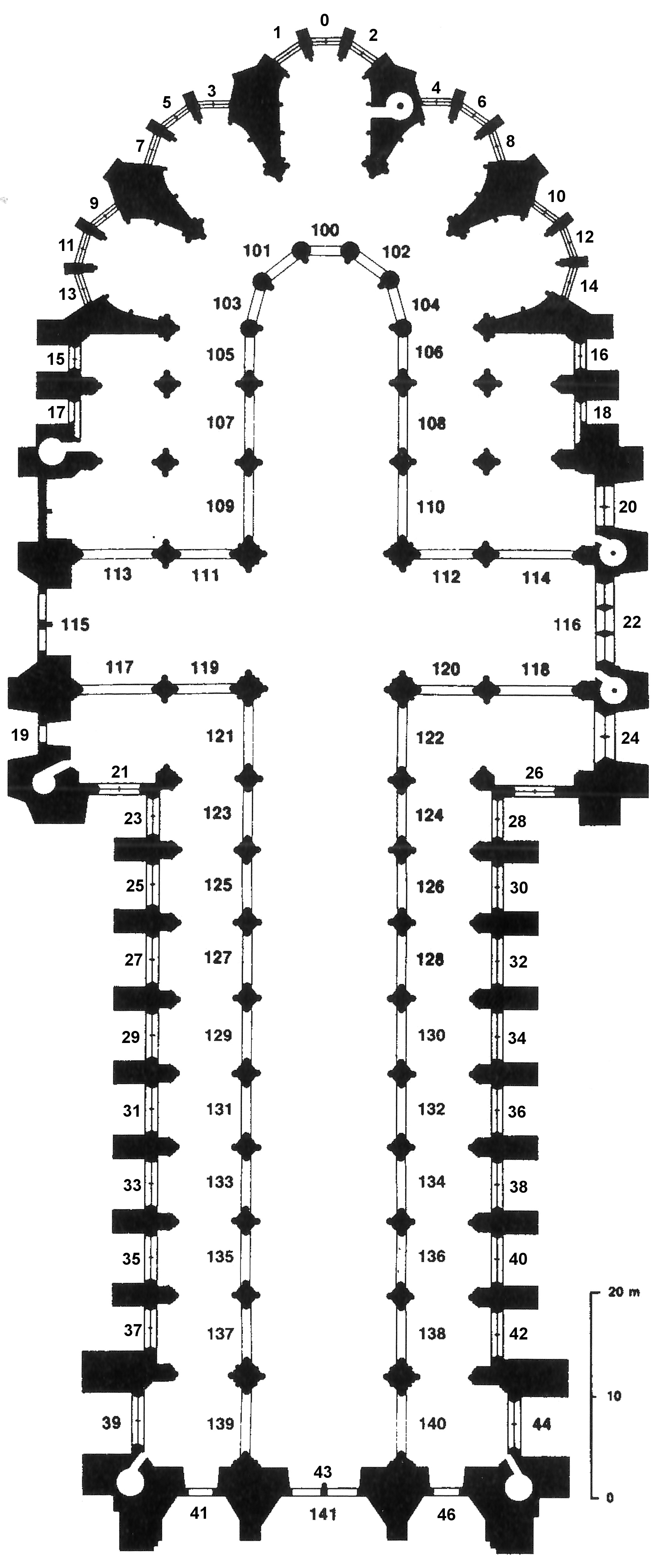
Plan des baies numérotées selon le Corpus Vitrearum.

### Vitraux
Malgré les destructions successives entamées au XVIIIe siècle, la cathédrale possède encore de nombreux vitraux du XIIIe siècle, regroupés dans les parties hautes de la nef, du chœur et du transept. Depuis la fin de la Première Guerre mondiale, la cathédrale reçoit, à intervalles irréguliers, des vitraux contemporains. Ce fut le cas notamment dans les années 1930 (petite rose du portail central de la façade ouest, dite des Litanies de la Vierge, de Jacques Simon en 1937-38,, et baies des portails latéraux, rose du bras sud du transept), 1950 (vitrail du champagne), et dans les décennies 1960 et 1970. Après une longue interruption, ce mouvement reprend avec l'inauguration en 2011, année du 800e anniversaire de la cathédrale, d'un nouveau vitrail dessiné par Imi Knoebel. La cathédrale de Reims est également la première cathédrale française dont les vitraux ont été montés en dehors de l'édifice, puis une fois terminés, insérés dans l'espace qui leur est destiné. Jusque-là on construisait les vitraux directement dans l'édifice principal.
Les vitraux contemporains les plus célèbres sont trois fenêtres de Marc Chagall de 1974, situés dans la chapelle axiale : l'arbre de Jessé, les deux testaments et les grandes heures de Reims. Les vitraux de Brigitte Simon, au-dessus des fonts baptismaux et du mémorial aux morts britanniques de la Première Guerre mondiale, marquent, avec leurs lignes courbes et leurs tons gris bleutés, le temps qui passe tel l'eau sur les vitres.

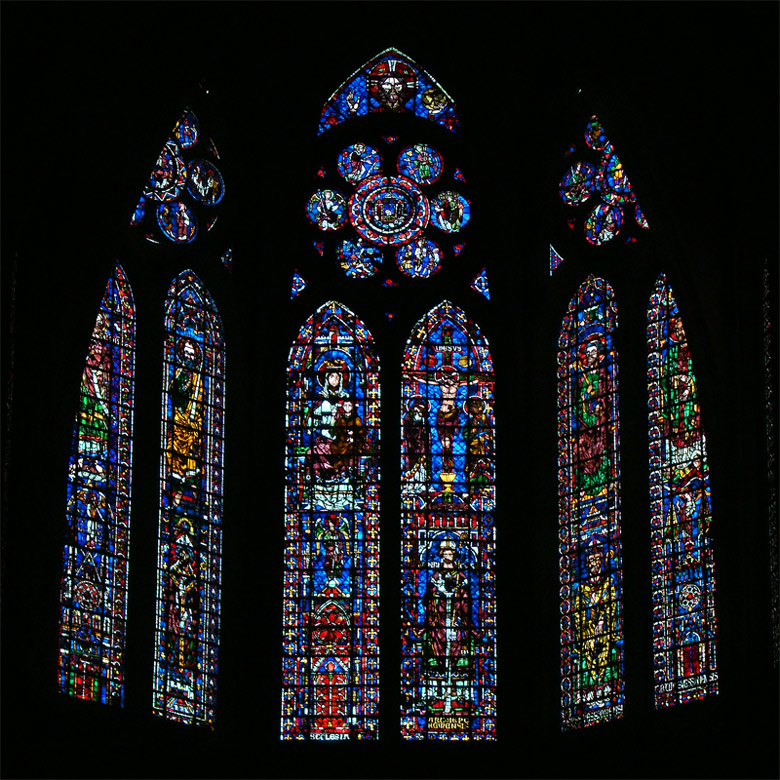
Surplombant le chœur.
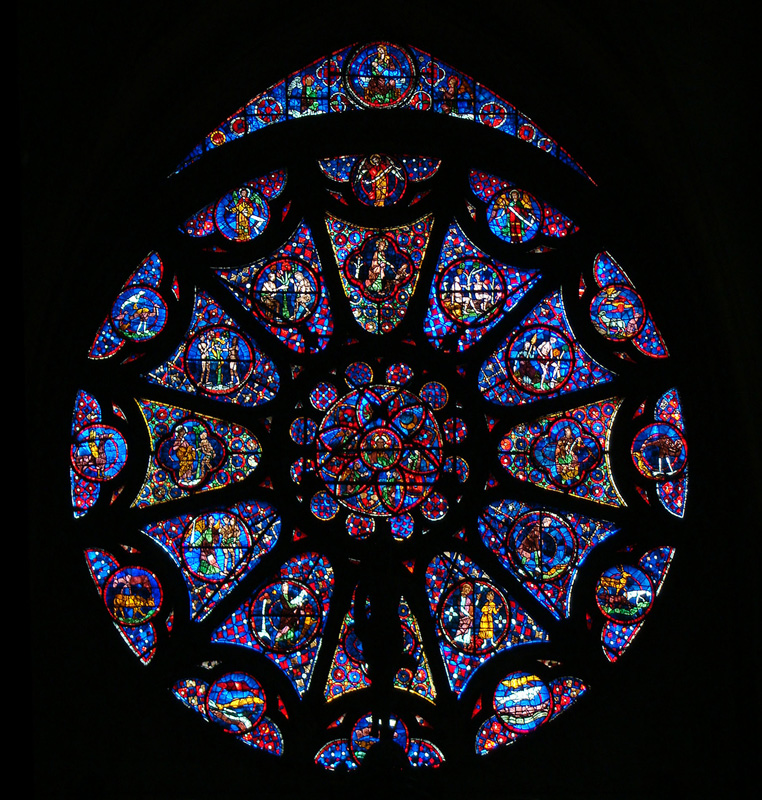
Rose nord du transept.
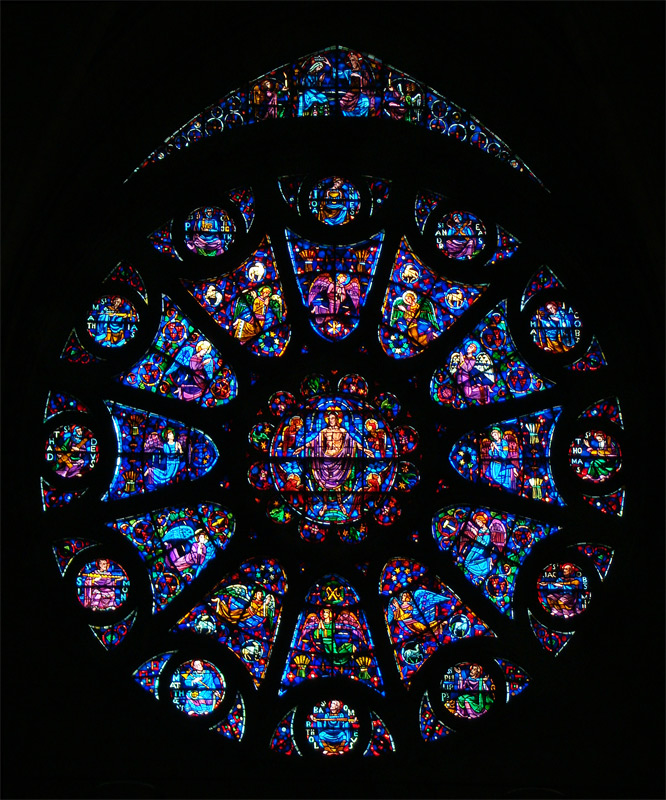
Rose sud du transept.

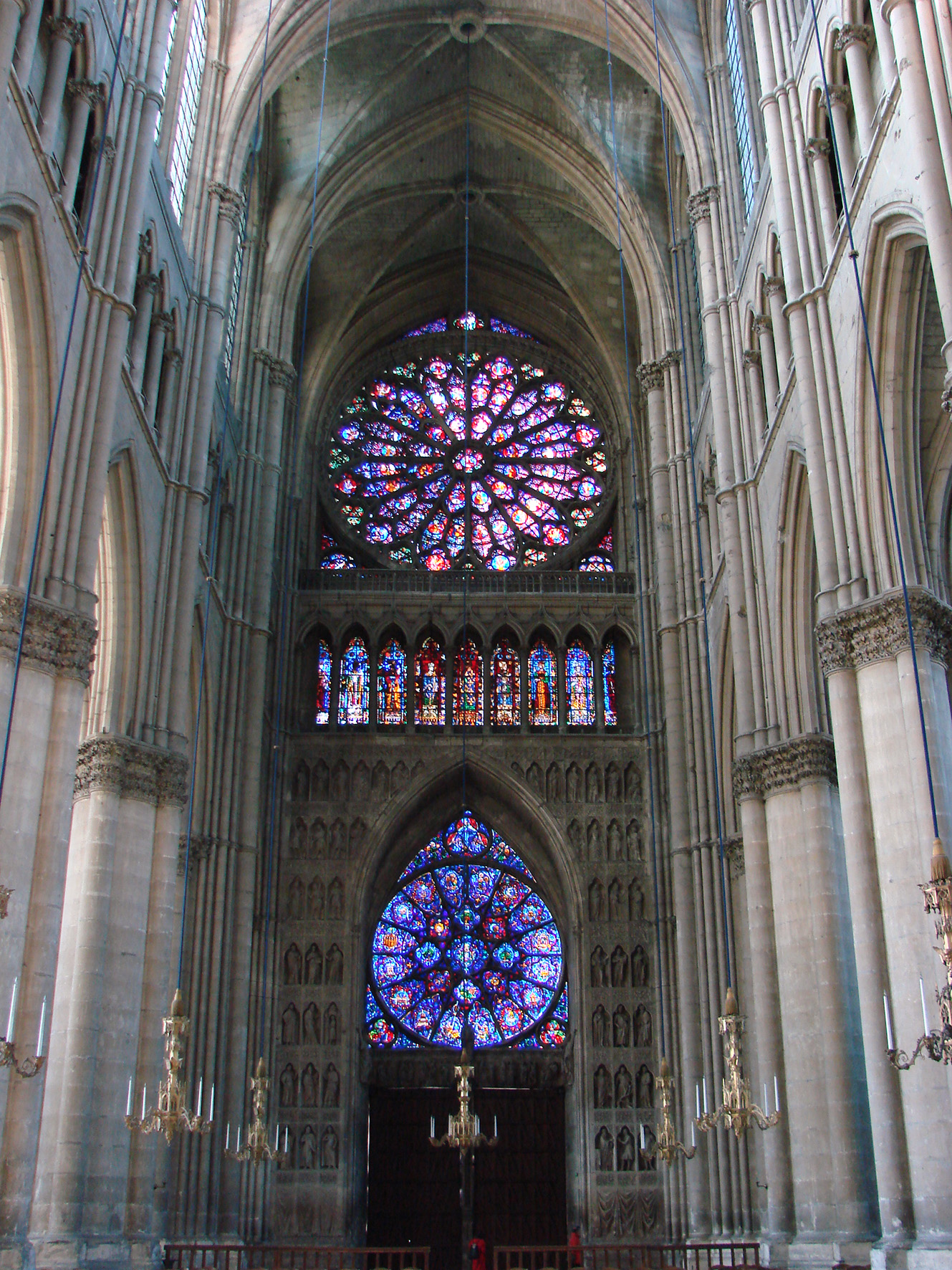
Vue sur la grande rosace.
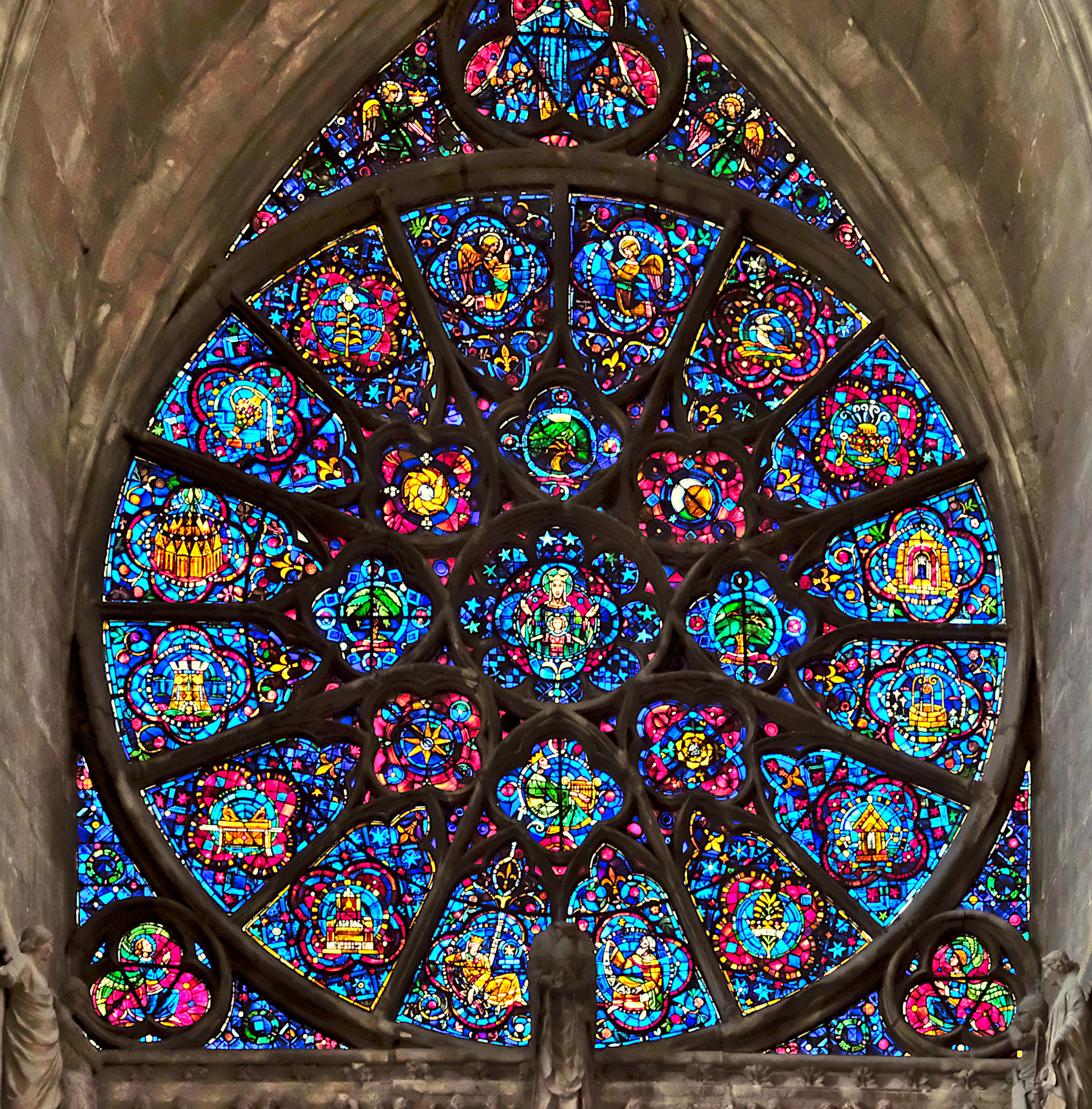
Petite rose du portail central.
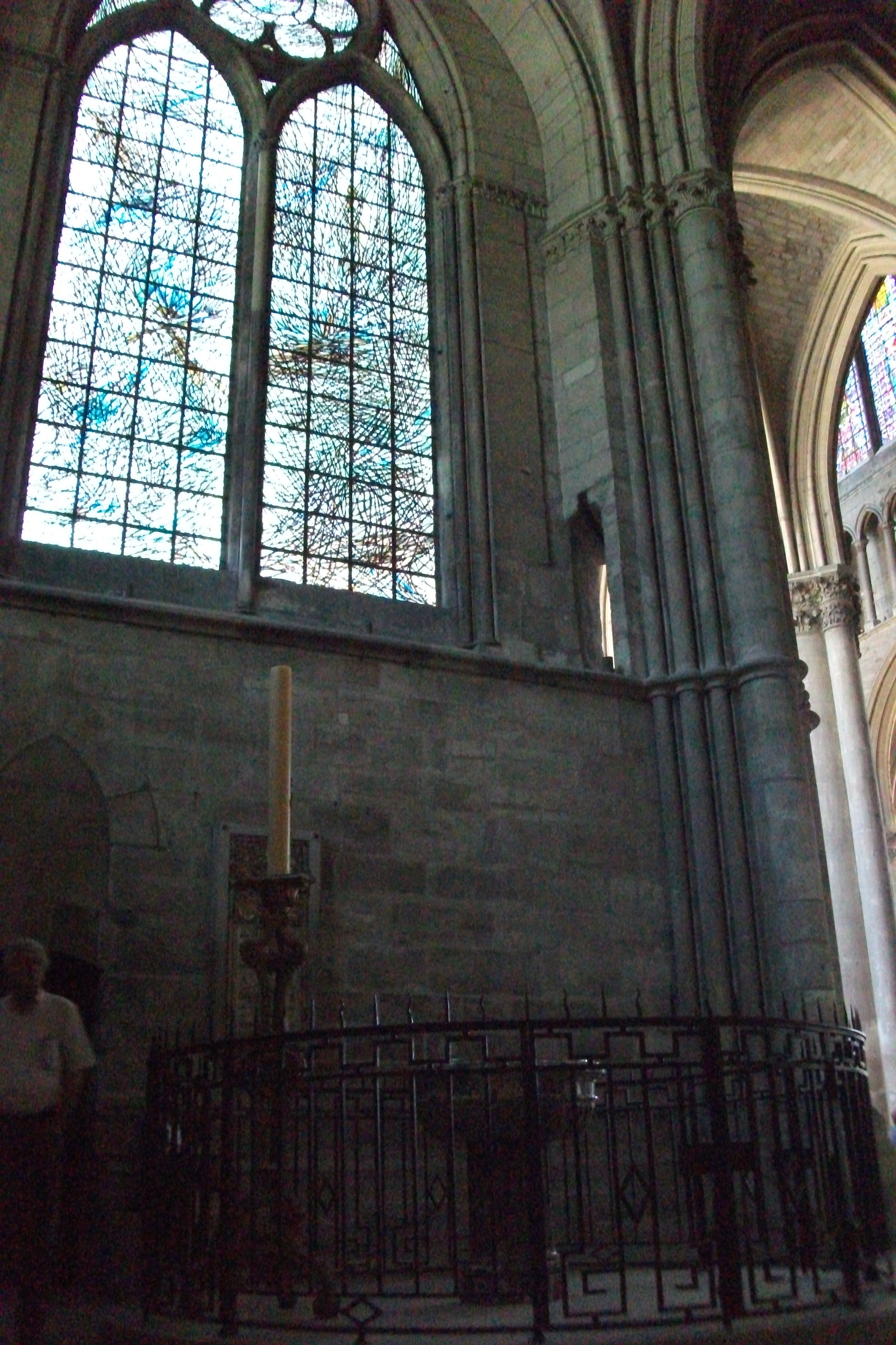
Surplombant les fonts baptismaux.

En juin 2011, six nouveaux panneaux de verre ont été installés dans la cathédrale de Reims, pour les deux chapelles qui encadrent la chapelle axiale. Ces vitraux ont été conçus par l'artiste allemand Imi Knoebel et réalisés par l'atelier Simon-Marq pour un budget de 1,8 million d'euros. L'inauguration a eu lieu le 25 juin 2012 en présence de Jean-François Cirelli, vice-président de GDF Suez dont la fondation d'entreprise a soutenu la création des vitraux 500 000 euros ont été trouvés pour cette opération (deux personnes privées restant anonymes, Caisse d’Épargne et deux maisons de champagne).
La grande rosace du portail central a été restaurée par une campagne de trente-six mois qui a permis de confirmer la date de 1270 pour sa construction mais aussi de trouver dans l'ensemble des réemplois de vitraux du XIIe siècle et en particulier des visages de rois ou évêques. La rosace se trouve actuellement protégée par un vitrage feuilleté et thermoformé qui protège le vitrail par un espace de cinq centimètres des agressions extérieures.

### Musique

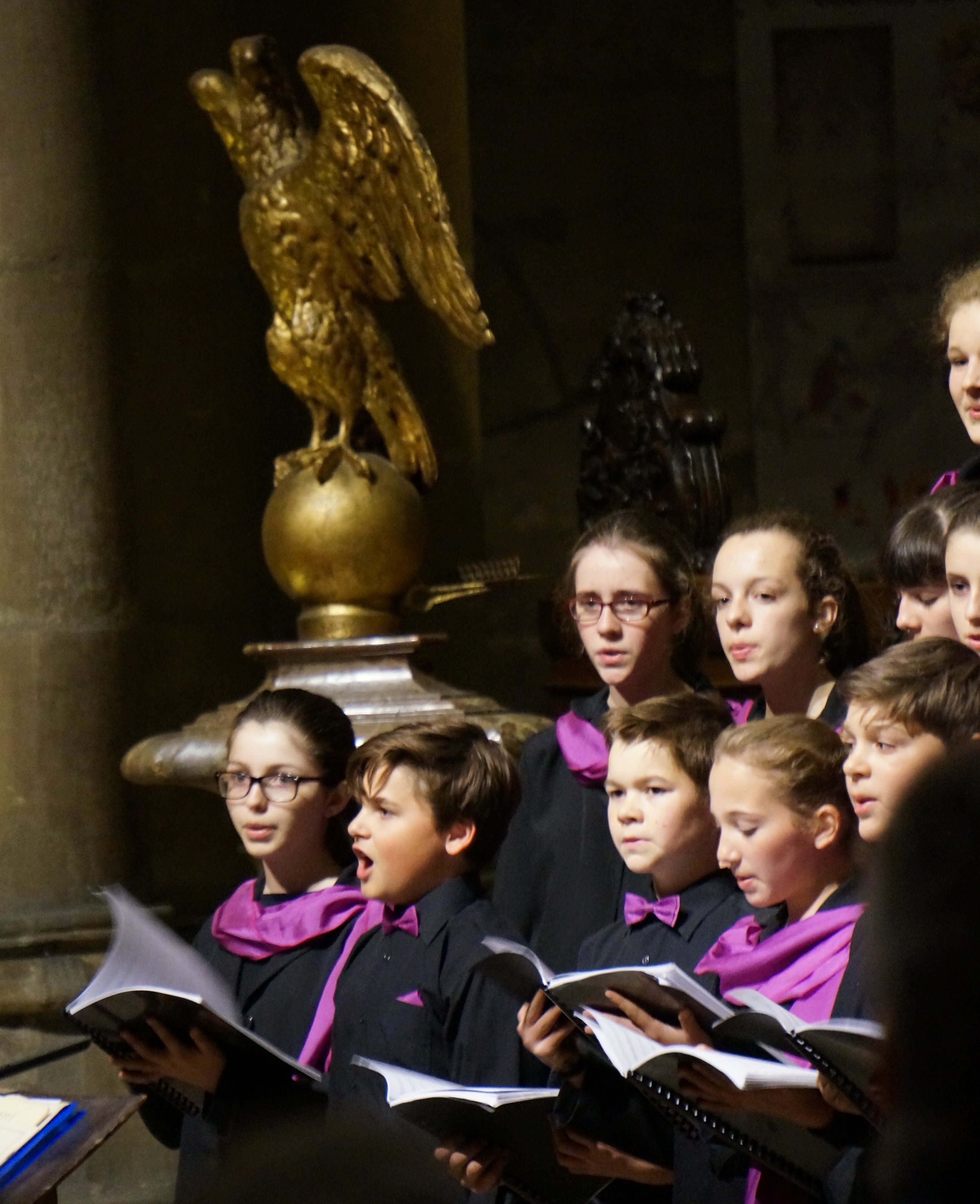
Maîtrise lors de la Nuit des cathédrales de 2014. Près d'eux, l'aigle (le lutrin) derrière les ailes duquel quelques-uns des chantres se rassemblaient.
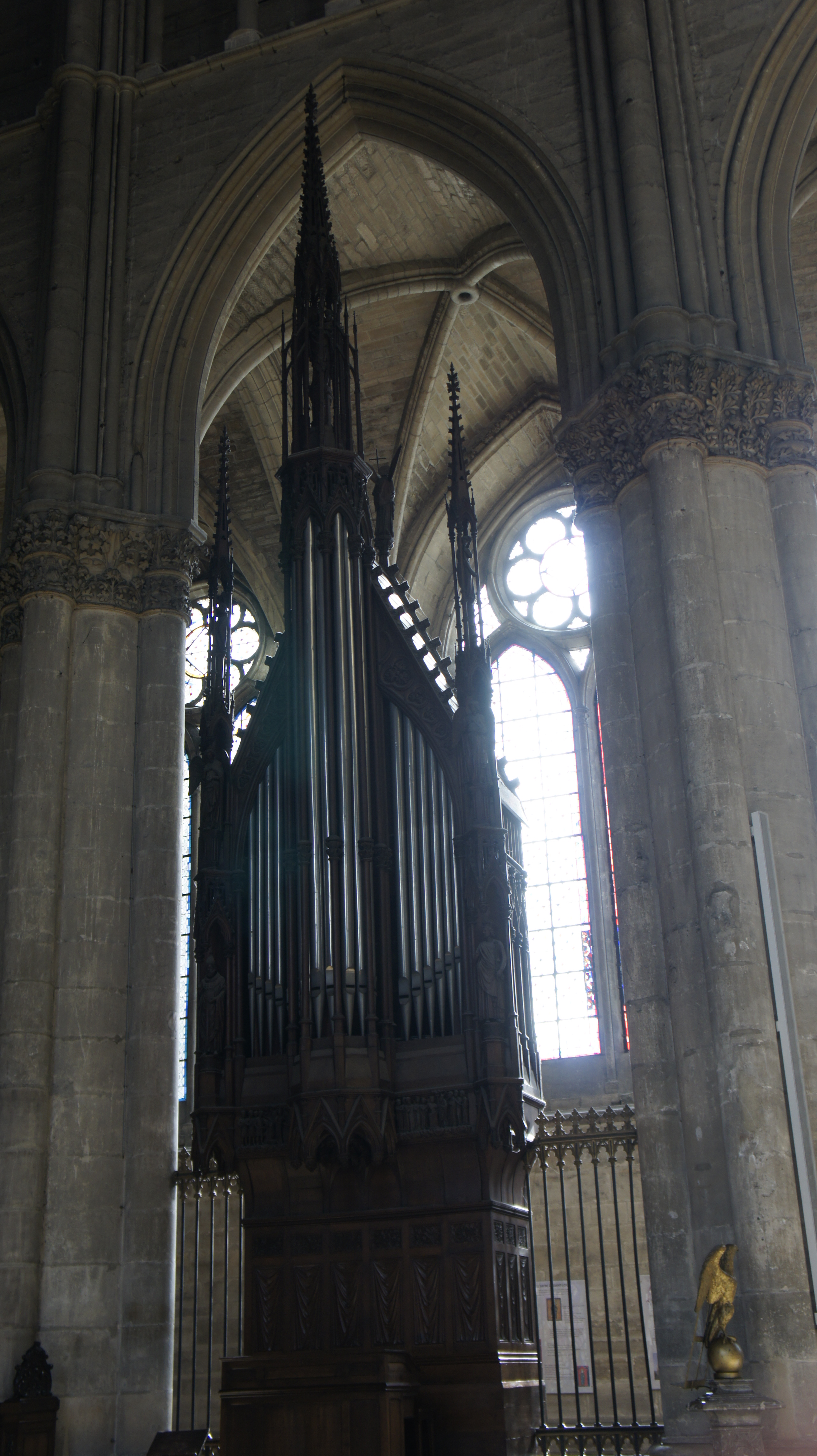
Orgue de la nef.
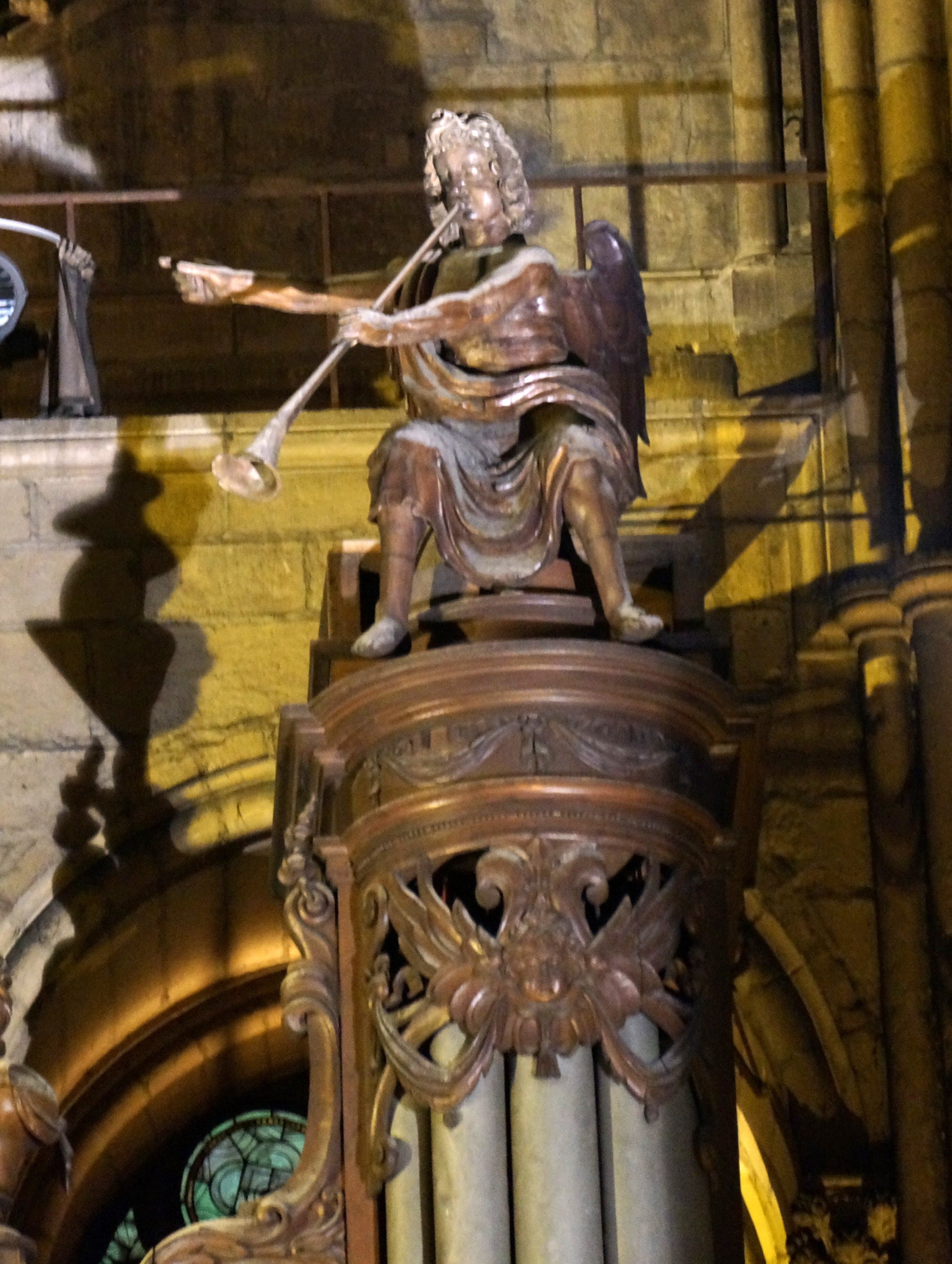
Ange musicien.
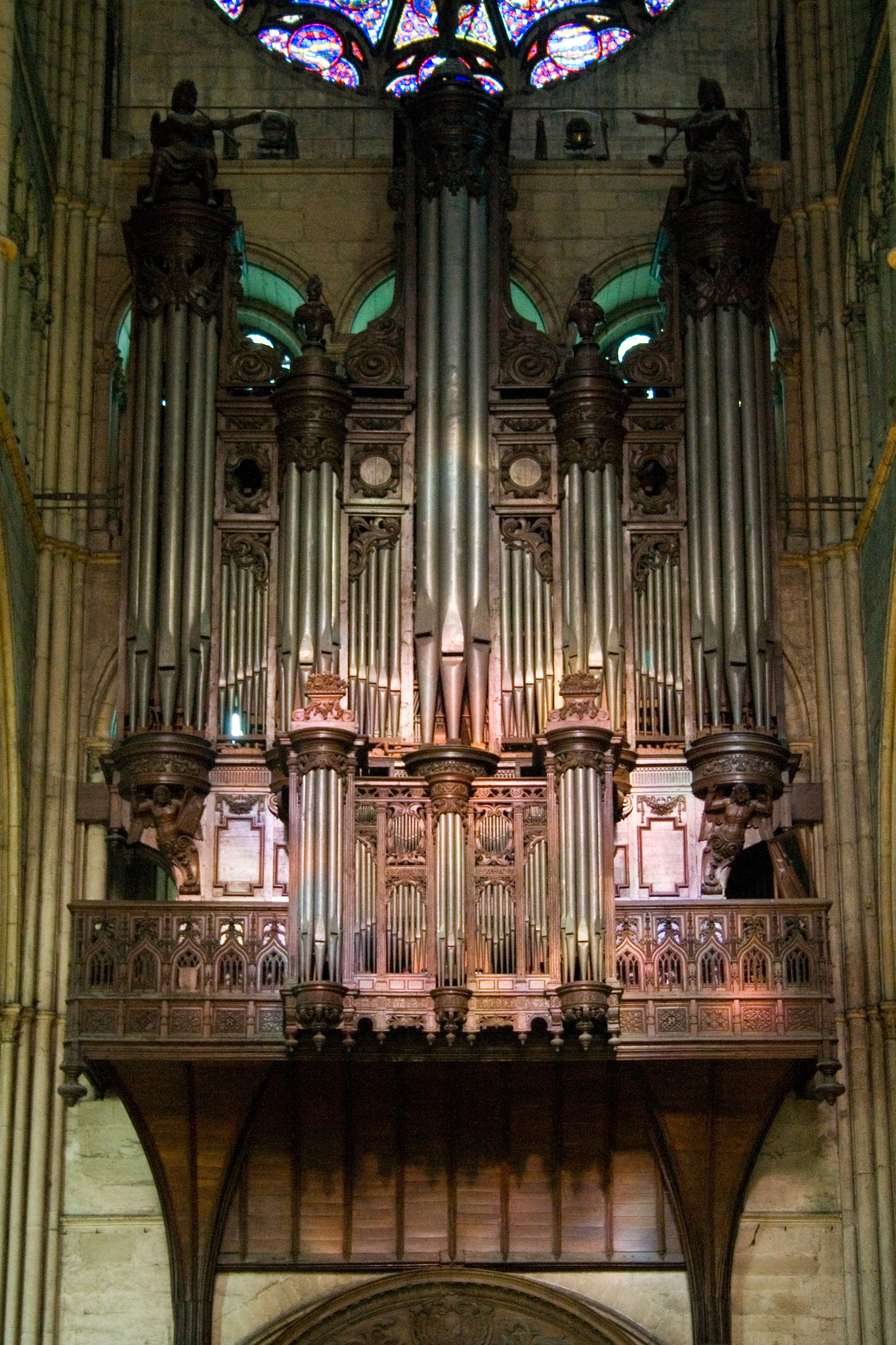
Grand orgue.

#### Chant par le chœur
Depuis 1285, la cathédrale possède une maîtrise d'enfants et d'adolescents (à l'origine, des garçons), assortie d'un chœur adulte (à l'origine, des hommes, tous professionnels). Dirigés par Sandrine Lebec depuis 2001, leur répertoire s'étend actuellement de la musique sacrée à différentes formes de musique profane (hors offices religieux), en passant par l'opéra (collaborations avec l'orchestre de l'opéra de Reims).
Les musiciens les plus célèbres qui exercèrent dans cette cathédrale est le poète et compositeur du XIVe siècle Guillaume de Machaut et Nicolas de Grigny nommé titulaire des orgues en 1697, poste qu'il occupera jusqu'à sa mort prématurée en 1702, il avait 31 ans.
Henri Hardouin, maître de musique de la cathédrale dans la deuxième moitié du XVIIIe siècle, a produit lui aussi de nombreuses partitions, qui ont été en grande partie conservées.

#### Orgues
La cathédrale possède deux orgues, le grand orgue sur une tribune au-dessus de l'entrée du porche nord, et l'orgue de chœur (plus petit) dans la nef.

##### Le grand orgue

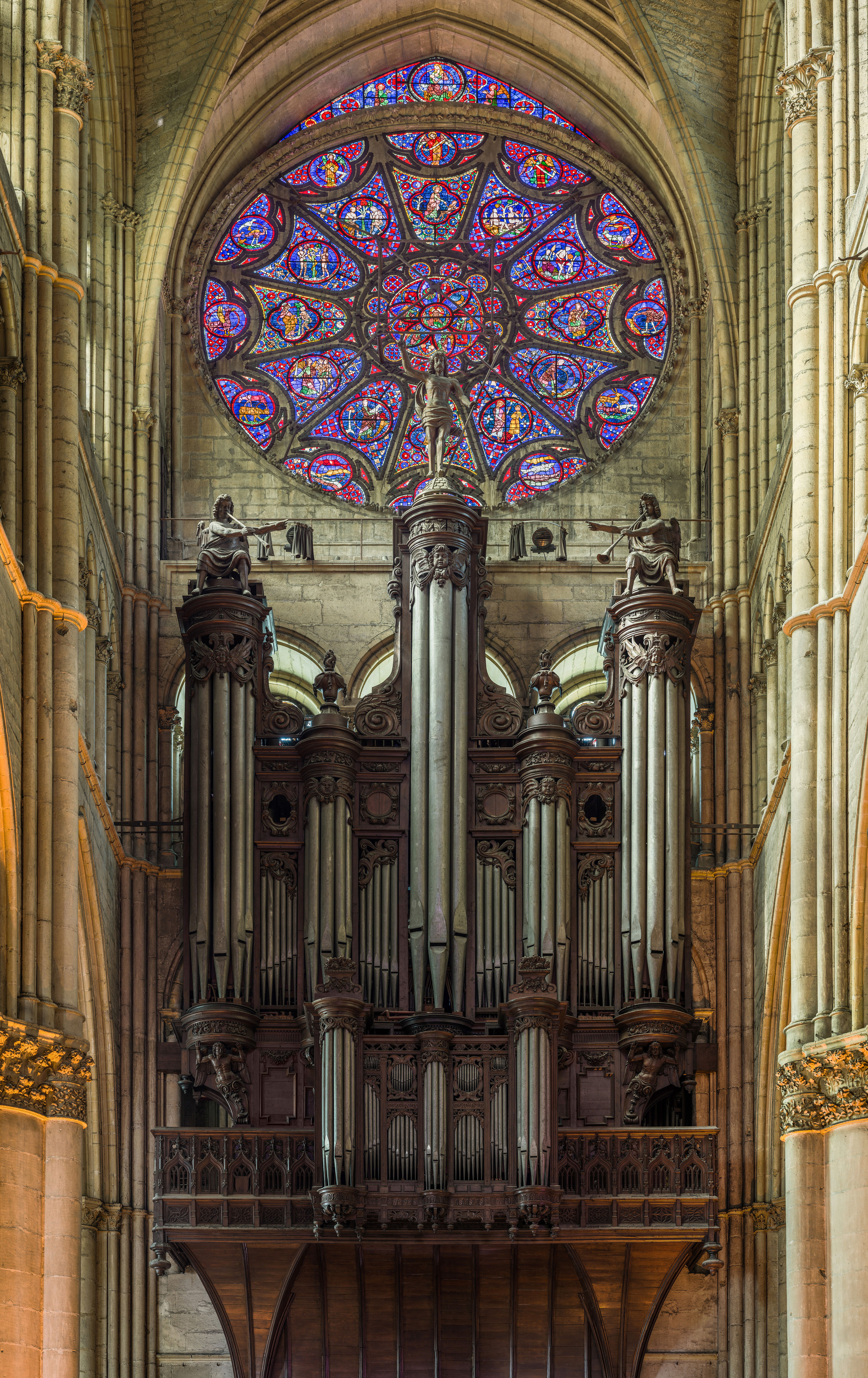
Grand orgue.

Le buffet date du XVe siècle, en partie détruit par un incendie en 1481, il fut rebâti par Oudin-Heystre en 1487, puis par Jean Thury en 1647. Le buffet est surmonté par un christ bénissant et par deux anges musiciens.
La construction de la partie instrumentale actuelle fut décidée après les dégâts de la Première Guerre mondiale. La réalisation fut confiée à Victor Gonzalez. L'instrument consiste en un clavier de 85 jeux répartis en quatre claviers de 61 notes et un pédalier de trente-deux touches. Il possède environ 6 600 tuyaux ce qui en fait le 5e plus grand de France après, dans cet ordre, ceux de Saint-Eustache, Notre-Dame et Saint-Sulpice à Paris, et celui de la cathédrale de Lille. La réfection débuta en février 1937 et l'inauguration fut faite le 9 juillet 1938 par l'organiste Joseph Bonnet. L'orgue passa la Seconde Guerre mondiale sous un échafaudage renforcé de planches, de paille compressée et d'un coffrage de béton. Il sert régulièrement pour des concerts.
Le 2 février 2021 est lancée une restauration totale de l'instrument, qui devrait durer jusqu'en 2024. On devrait normalement déposer les six mille six cents tuyaux de l'orgue pour les vérifier un par un, ainsi que tous les organes mécaniques, électriques et électroniques de l'instrument. Mais on devrait aussi en profiter pour restaurer la maçonnerie autour de l'instrument. Le buffet et la tribune, classés aux Monuments Historiques, seront restaurés mais conservés en l'état. On devrait, par contre, relier le système informatisé de l'orgue à une console mobile qui pourrait être, lors des concerts, placée dans la nef, à la vue des spectateurs, comme cela se fait déjà à l'église Saint-Eustache à Paris.
| I Grand Orgue C–c4     |        |
| Montre                 | 16'    |
| Bourdon                | 16'    |
| Diapason               | 8'     |
| Flûte ouverte          | 8'     |
| Bourdon                | 8'     |
| Prestant               | 4'     |
| Flûte à cheminée       | 4'     |
| Quinte                 | 2'2/3' |
| Doublette              | 2'     |
| Tierce                 | 13/5'  |
| Grande Fourniture VI   | 2/3'   |
| Petite Fourniture V    | 1/3'   |
| Cymbale IV             | 2/3'   |
| Cornet V               | 8'     |
| Bombarde               | 16'    |
| Trompette              | 8'     |
| Clairon                | 4'     |
| Trompette (en chamade) | 8'     |
| Clairon (en chamade)   | 4'     |

| II Positif C–c4         |       |
| Bourdon                 | 16'   |
| Montre                  | 8'    |
| Flageolet 2'            |       |
| Bourdon                 | 8'    |
| Salicional              | 8'    |
| Prestant                | 4'    |
| Flûte bouchée           | 4'    |
| Nazard                  | 2/3'  |
| Doublette               | 2'    |
| Tierce                  | 13/5' |
| Larigot                 | 1/3'  |
| Fournitures IV rangs 8' |       |
| Cymbales III rangs 6'   |       |
| Trompette               | 8'    |
| Cromorne                | 8'    |
| Clairon                 | 4'    |

| III Récit expressif C–c4 |       |
| Quintaton                | 16'   |
| Montre                   | 8'    |
| Flûte harmonique         | 8'    |
| Bourdon                  | 8'    |
| Unda maris               | 8'    |
| Voix céleste             | 8'    |
| Prestant                 | 4'    |
| Flûte ouverte            | 8'    |
| Quinte                   | 2/3'  |
| Doublette                | 2'    |
| Tierce                   | 13/5' |
| Septième                 | 1/7'  |
| Flûte                    | 1'    |
| Fournitures IV rangs 8'  |       |
| Cymbales III rangs 6'    |       |
| Bombarde                 | 16'   |
| Trompette                | 8'    |
| Hautbois                 | 8'    |
| Voix humaine             | 8'    |
| Clairon                  | 4'    |
| Tremblant                | 8'    |

| IV Echo C–c4             |     |
| Cor de nuit              | 8'  |
| Quintaton                | 8'  |
| Bourdon                  | 4'  |
| Viole de gambe           | 4'  |
| Flûte                    | 2'  |
| Sesquialtera II rangs 4' |     |
| Cymbales V rangs 6'      |     |
| Ranquette                | 16' |
| Chalumeau                | 8'  |
| Musette                  | 4'  |

| Pédale C–g1          |       |
| Principal            | 32'   |
| Principal            | 16'   |
| Flûte                | 16'   |
| Soubasse             | 16'   |
| Principal            | 8'    |
| Flûte                | 8'    |
| Bourdon              | 8'    |
| Principal            | 4'    |
| Flûte                | 4'    |
| Nasard               | 2/3'  |
| Doublette            | 2'    |
| Tierce               | 13/5' |
| Grande Fourniture VI |       |
| Petite Fourniture VI |       |
| Contrebombarde       | 32'   |
| Bombarde             | 16'   |
| Trompette            | 8'    |
| Basson               | 8'    |
| Clairon              | 4'    |
| Buccine              | 2'    |

##### Orgue de chœur

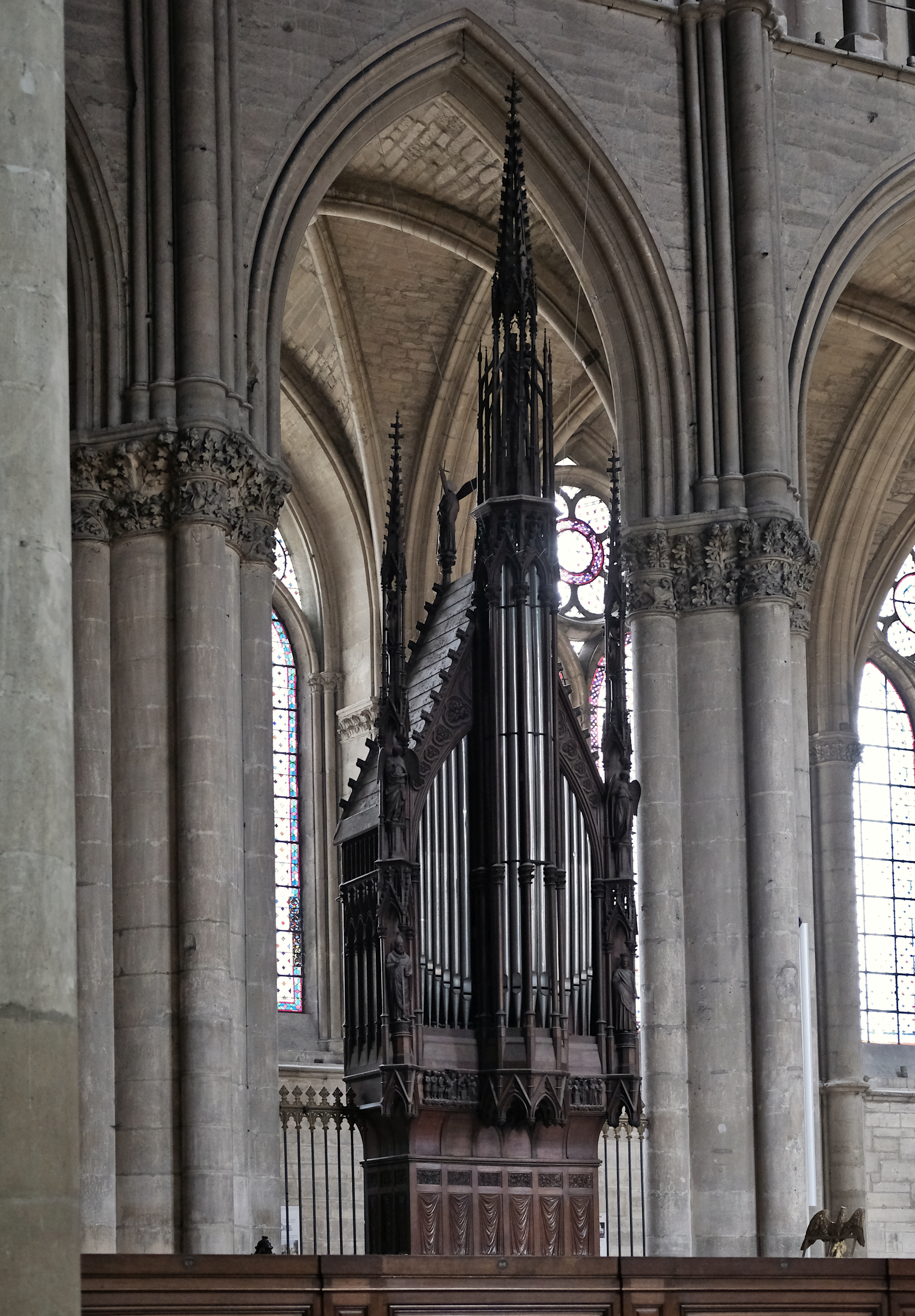
Orgue du chœur.

Œuvre de l'ébéniste Étienne-Gabriel Vantadour au milieu du XXe siècle, après la Première Guerre mondiale avec un don de la comtesse Werlé un jeu de Charles Mutin lui fut adjoint. Inauguré en octobre 1926, il trouve sa place dans le chœur en mai 1927 lors de l'ouverture au public de la nef de la cathédrale. Doté de dix-sept jeux, il comporte deux claviers et un pédalier.

#### Cloches
La cathédrale possède un carillon mécanique composé de 14 cloches et disposé en extérieur, sur le toit, au niveau de la croisée du transept. Il sonne les quarts-d'heure et interprète régulièrement des chants religieux. Le carillon actuel est une copie moderne fidèle de celui qui se trouvait au même emplacement depuis le XVIIIe siècle, et qui a disparu pendant la Première Guerre mondiale ; son mécanisme est signé par l'entreprise Ungerer de Strasbourg.
En plus de ce carillon, la cathédrale abrite également des cloches de volée, dont cinq en état de marche. Elles ne sonnent cependant que très rarement, lors de visites de personnalités importantes par exemple. Deux bourdons, Charlotte et Marie, sont installés dans le beffroi de la tour Sud. Trois cloches plus petites sont installées dans un beffroi dans le transept Nord. Ces cloches ont été sauvées entreposées temporairement à cet endroit à la suite du bombardement de la Première Guerre mondiale qui a détruit le beffroi de la tour Nord. D'autres cloches, aujourd'hui brisées, sont entreposées dans la tour Nord.

### Liste des cloches de volée de la cathédrale
| Noms      | Poids en Kg | Note | Fondeur                 |
| --------- | ----------- | ---- | ----------------------- |
| Charlotte | 10 640      | Fa2  | Pierre Deschamps        |
| Marie     | 7413        | Sol2 | Bollée du Mans          |
| Anonyme   | 1 529       | Do#3 | Cochois à Reims         |
| Anonyme   | 994         | Fa3  | Armand Blanchet à Paris |
| Anonyme   | 496         | Lab3 | Cochois à Reims         |

### Toiture
La crête de faîtage de la toiture est ornée d'une alternance de trèfles et de fleurs de lys, rappelant que la cathédrale a été le lieu du sacre des rois de France. Supprimés et détruits à la Révolution, ces éléments ont été rétablis en 1924-1926 lors de la reconstruction qui a suivi les destructions de la Première Guerre mondiale. La toiture est composée de plaques de plomb fixées à une armature de bois ; elle porte un carillon à la croisée de la nef et du transept. Le plomb a en partie été récupéré dans les ruines après l'incendie de 1914.

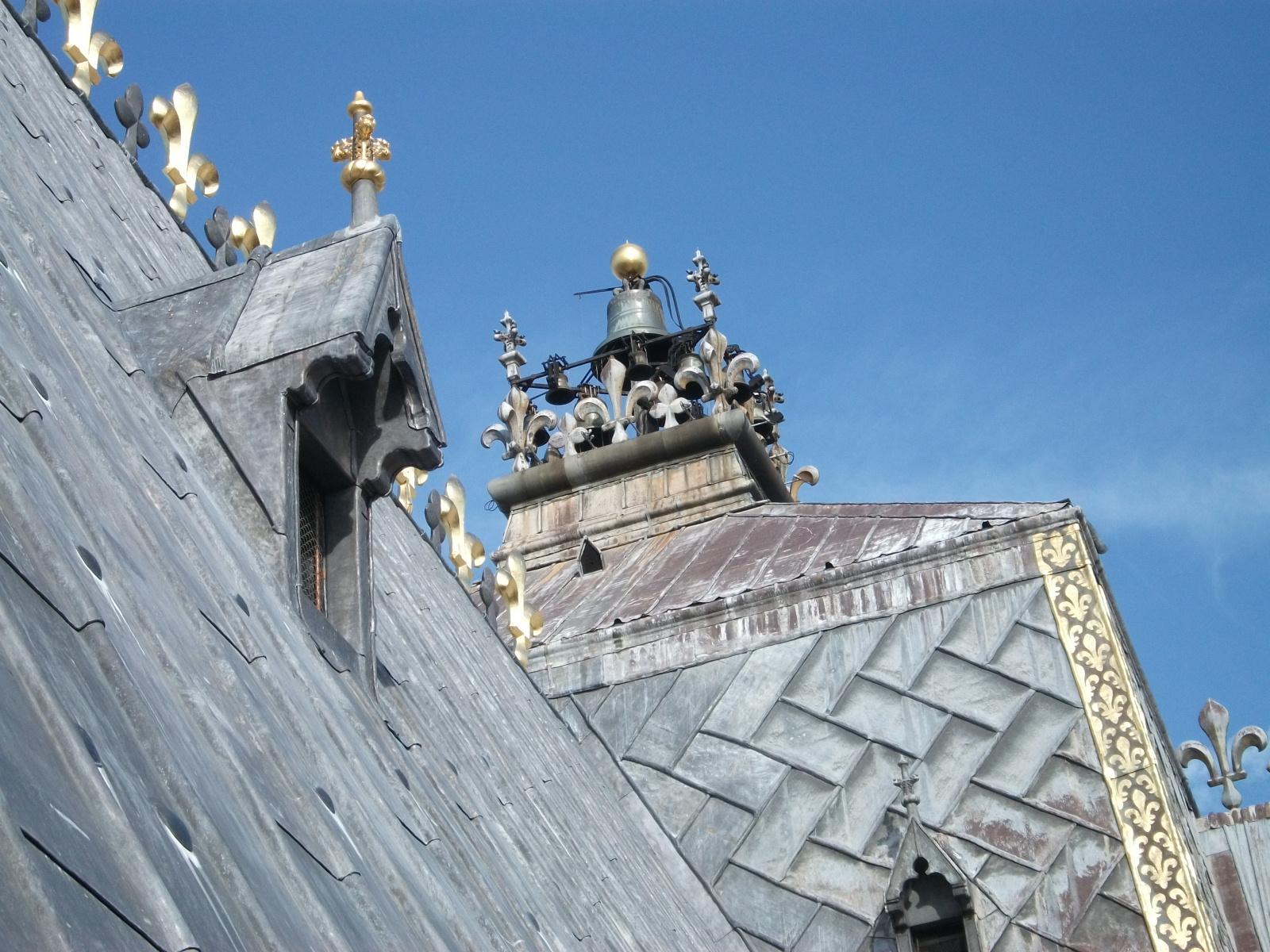
Carillon, couverture de plomb avec la crête ornée de fleurs de lys et de trèfles.
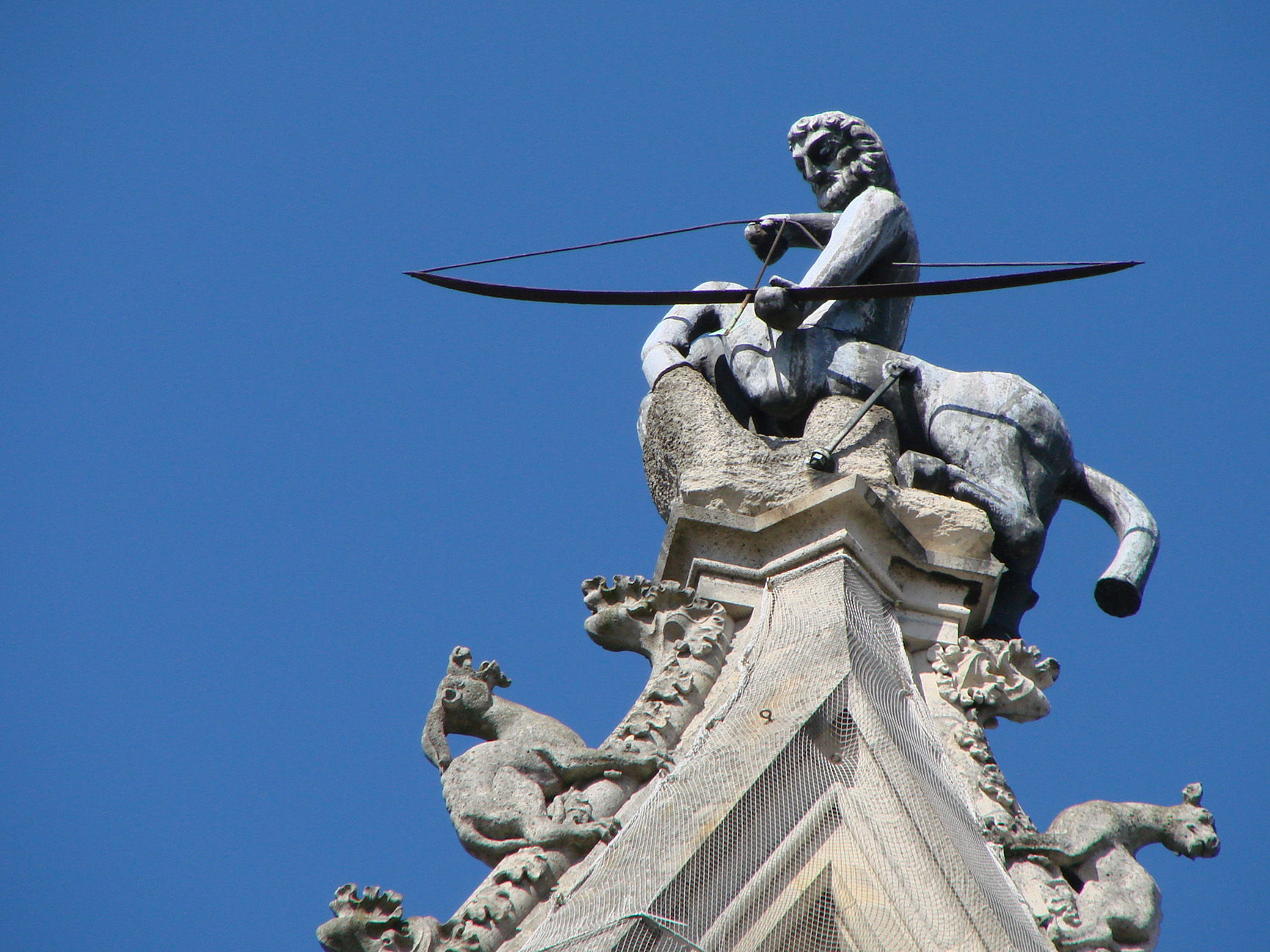
Sagittaire visant la cour du palais du Tau.
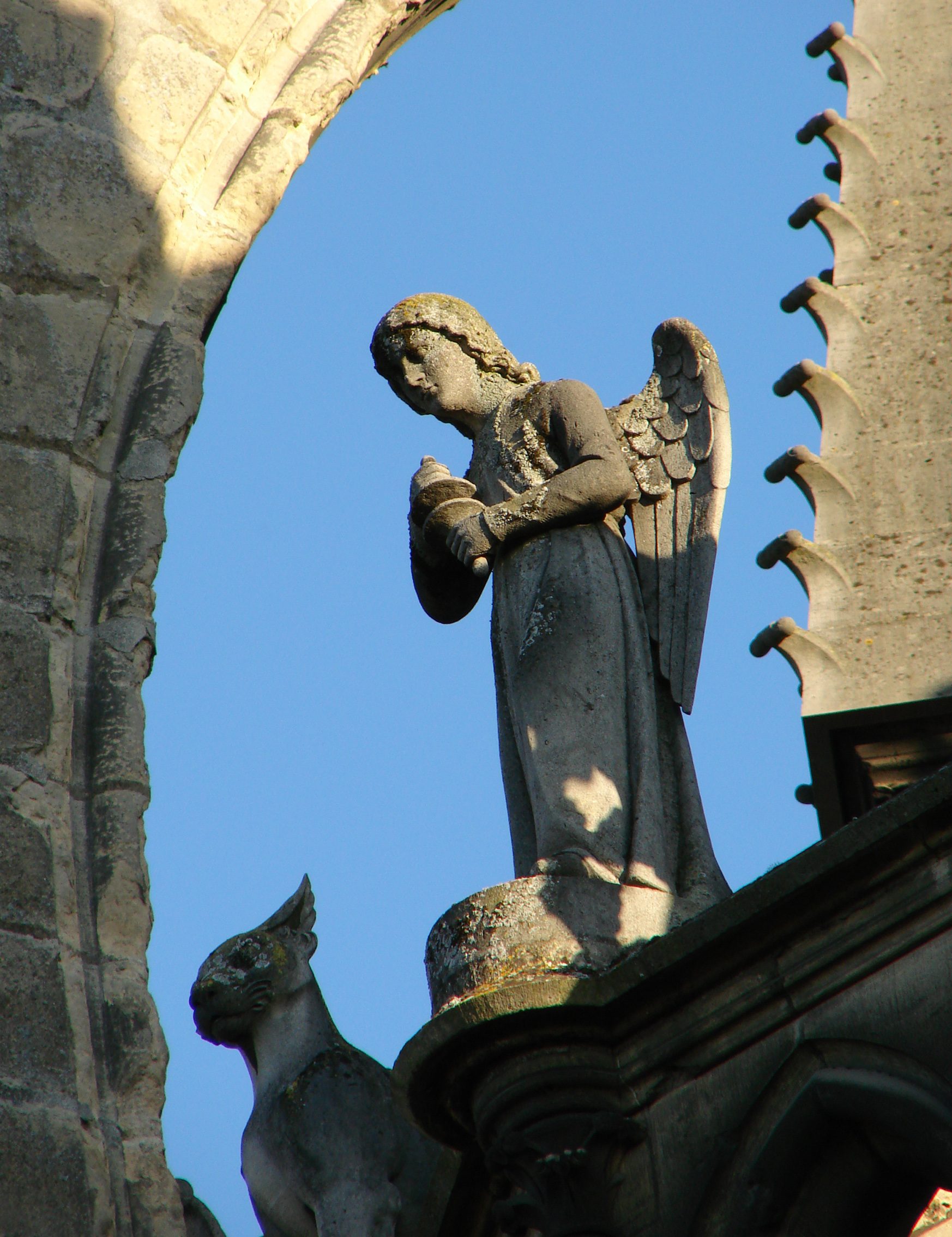
Ange à la base de la couverture du chœur.
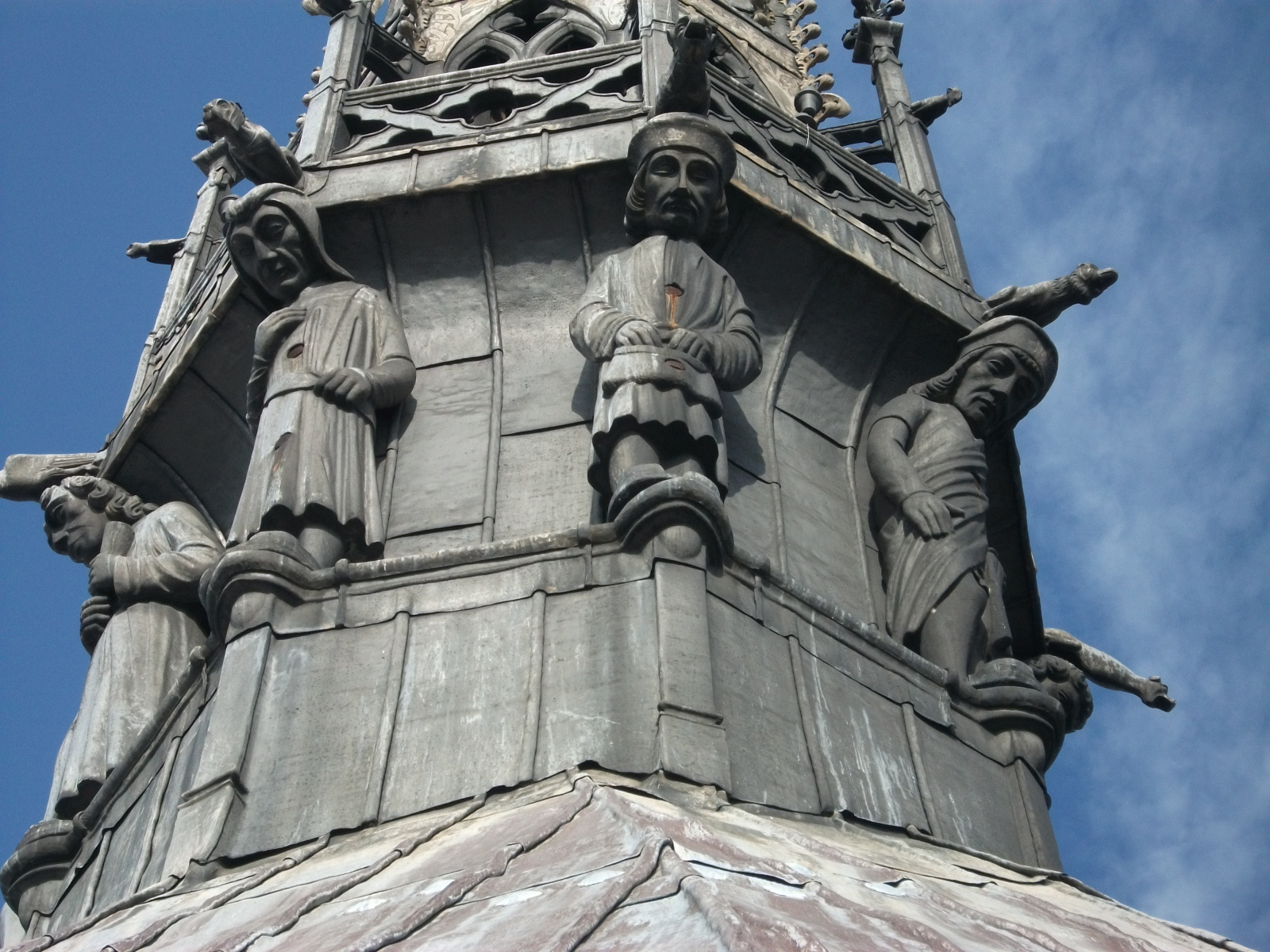
Cariatides de la base de la flèche au-dessus du chœur.
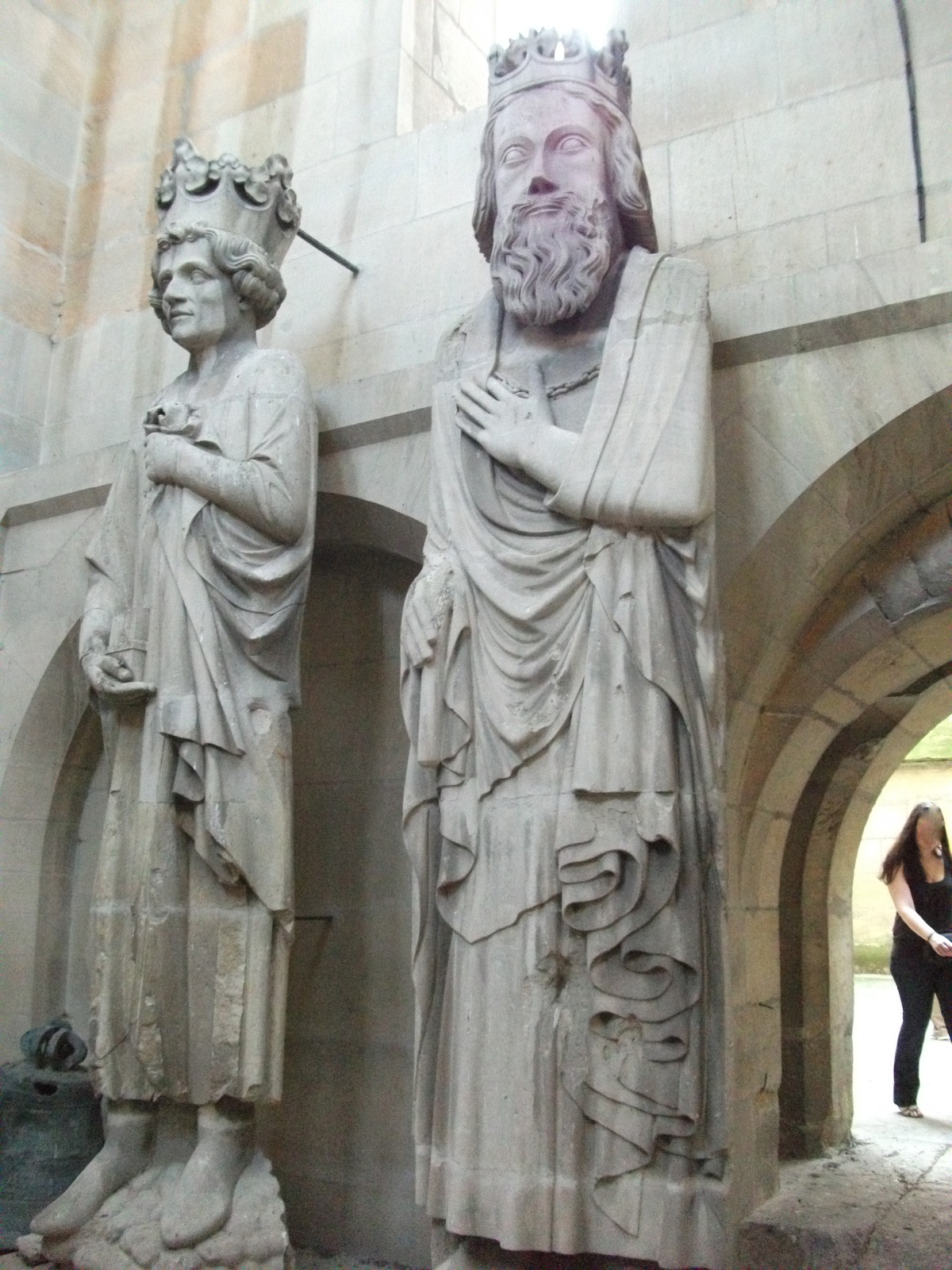
Deux rois de la Galerie des rois déposés dans la tour nord de la façade ouest, ce sont des copies de mauvaise qualité remplacées depuis.

### Le labyrinthe

Labyrinthe de Reims.

Le labyrinthe de la cathédrale de Reims était situé dans le dallage des 3e et 4e travées de la nef. Il a été détruit à la demande du chapitre en 1779.
De nos jours, la représentation graphique de ce labyrinthe, inclinée de 45°, est utilisée comme logo pour désigner un ouvrage qui a été classé ou inscrit monument historique.

## Visites
Toute l'année la cathédrale est ouverte et visitable ; pendant la saison estivale, la nuit la cathédrale est éclairée par un spectacle Regalia et les hauts se découvrent par l'escalade de la tour sud laissant voir, outre le point de vue sur la ville, l'espace entre toit et voûte, le tour du chœur par l'extérieur laissant voir les sculptures et toitures.

## Galerie

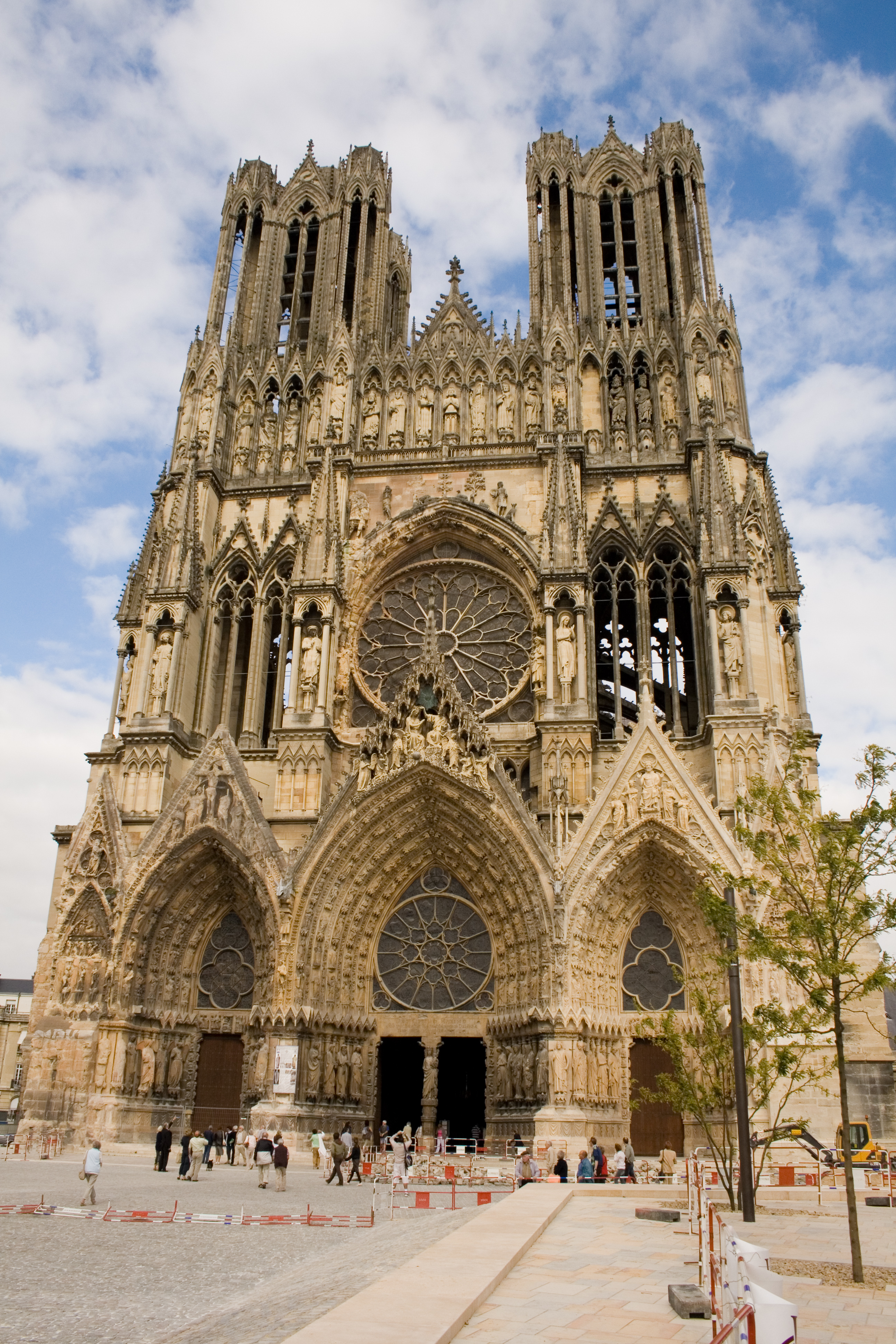
Façade occidentale.
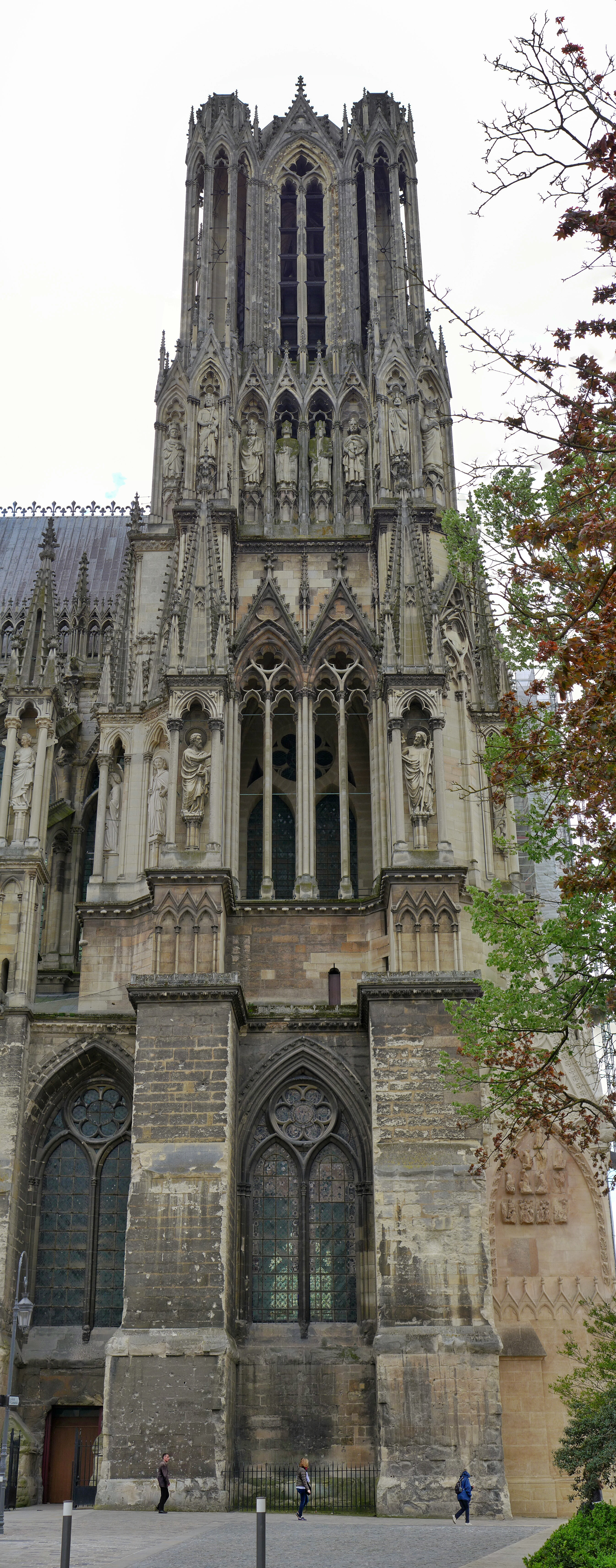
Tour nord, piétons pour échelle.
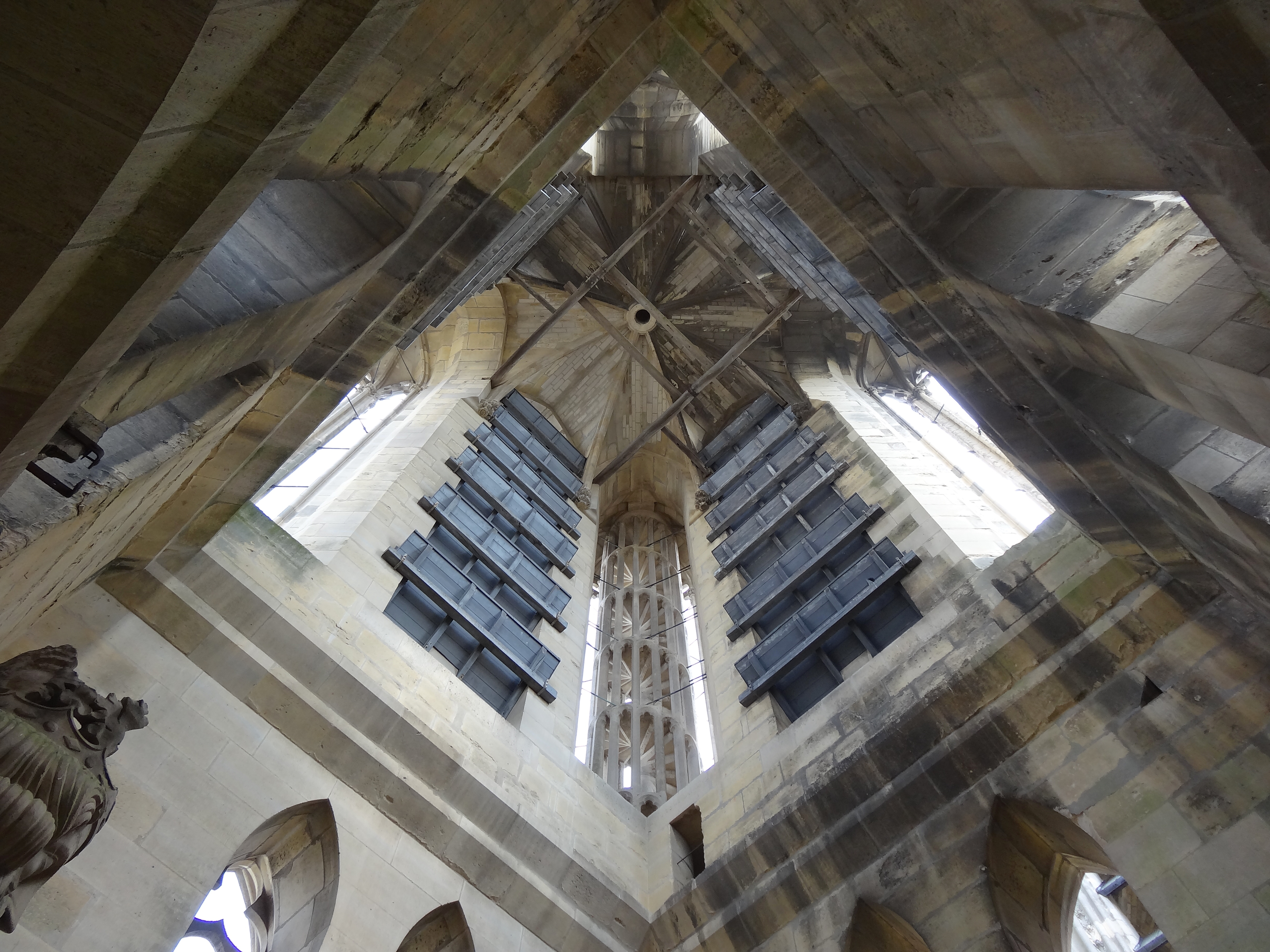
Intérieur de la tour nord.
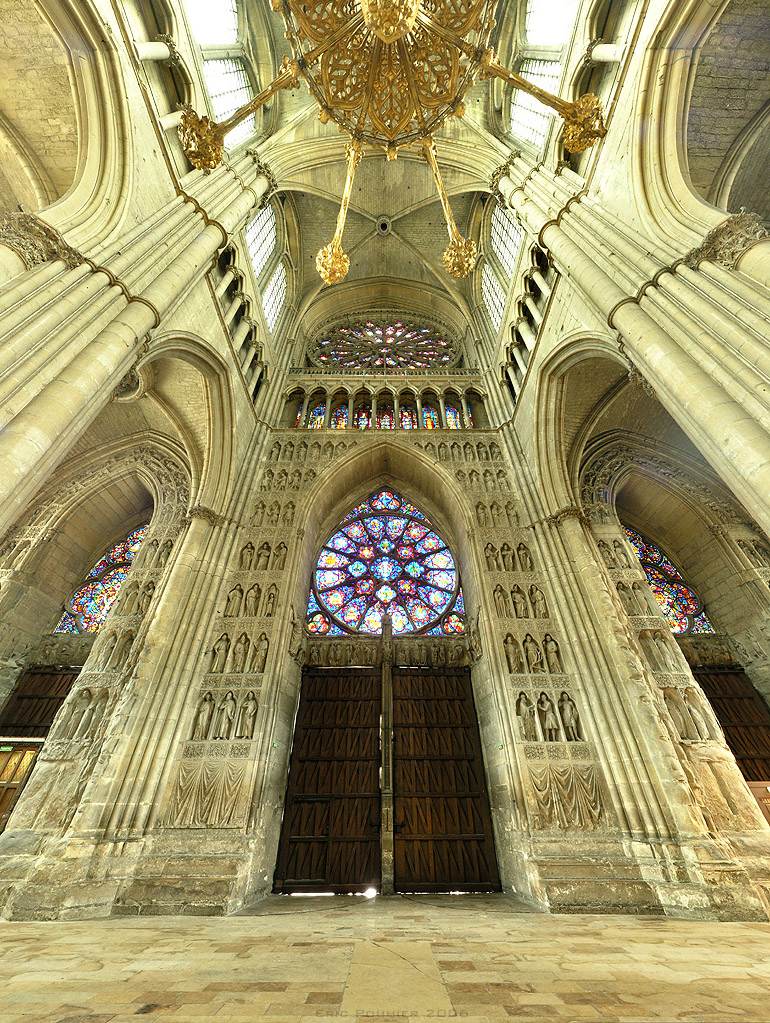
La façade intérieure.
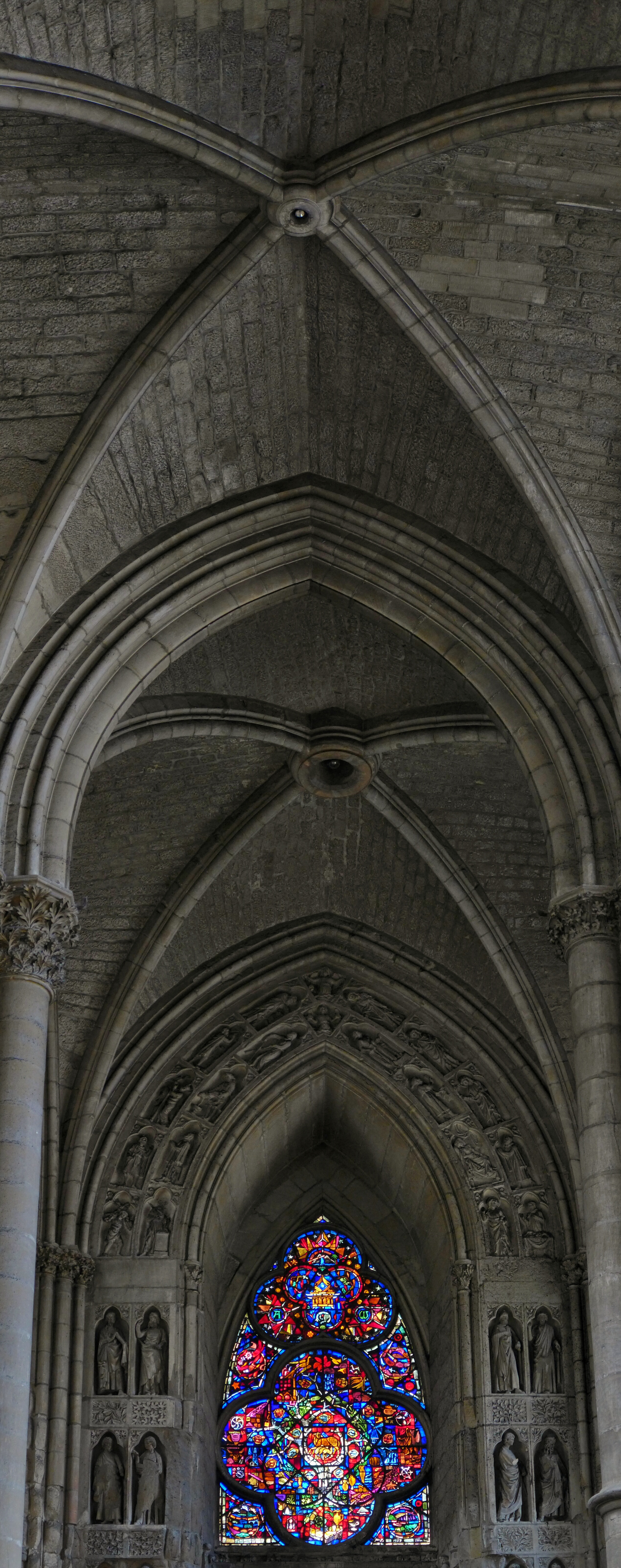
Vitrail ouest du collatéral nord.
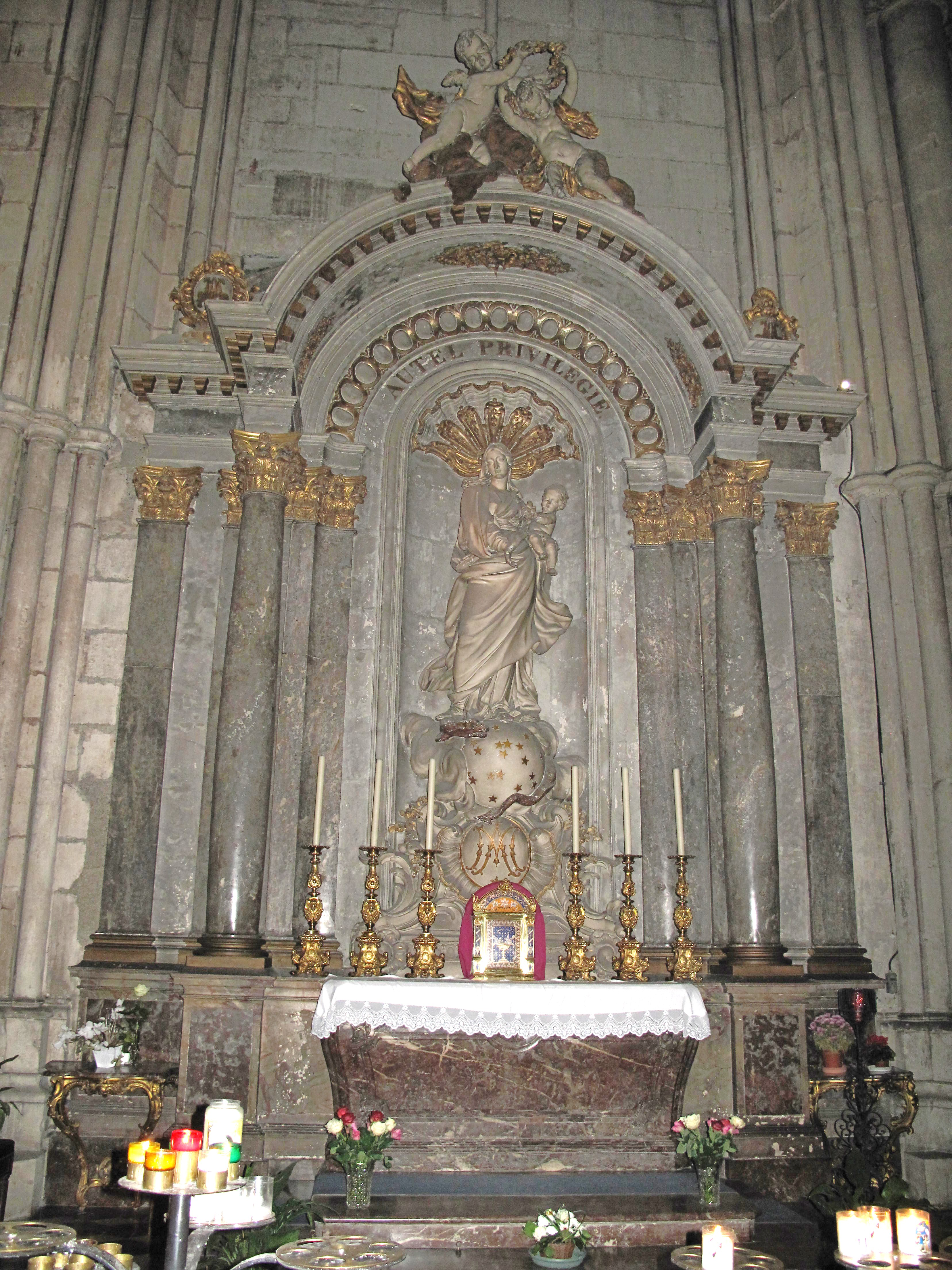
Chapelle du Saint-Sacrement.
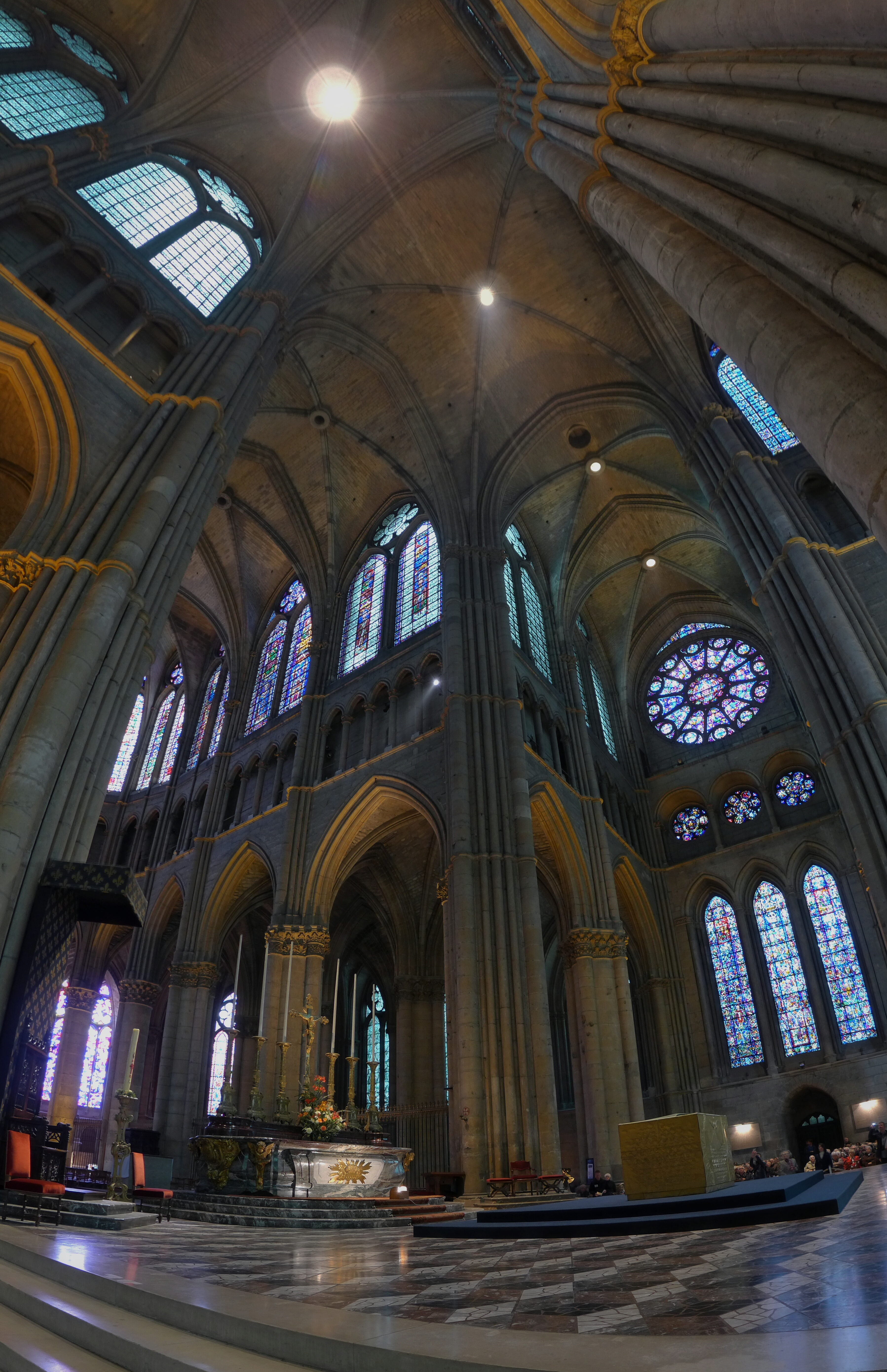
Autel central.
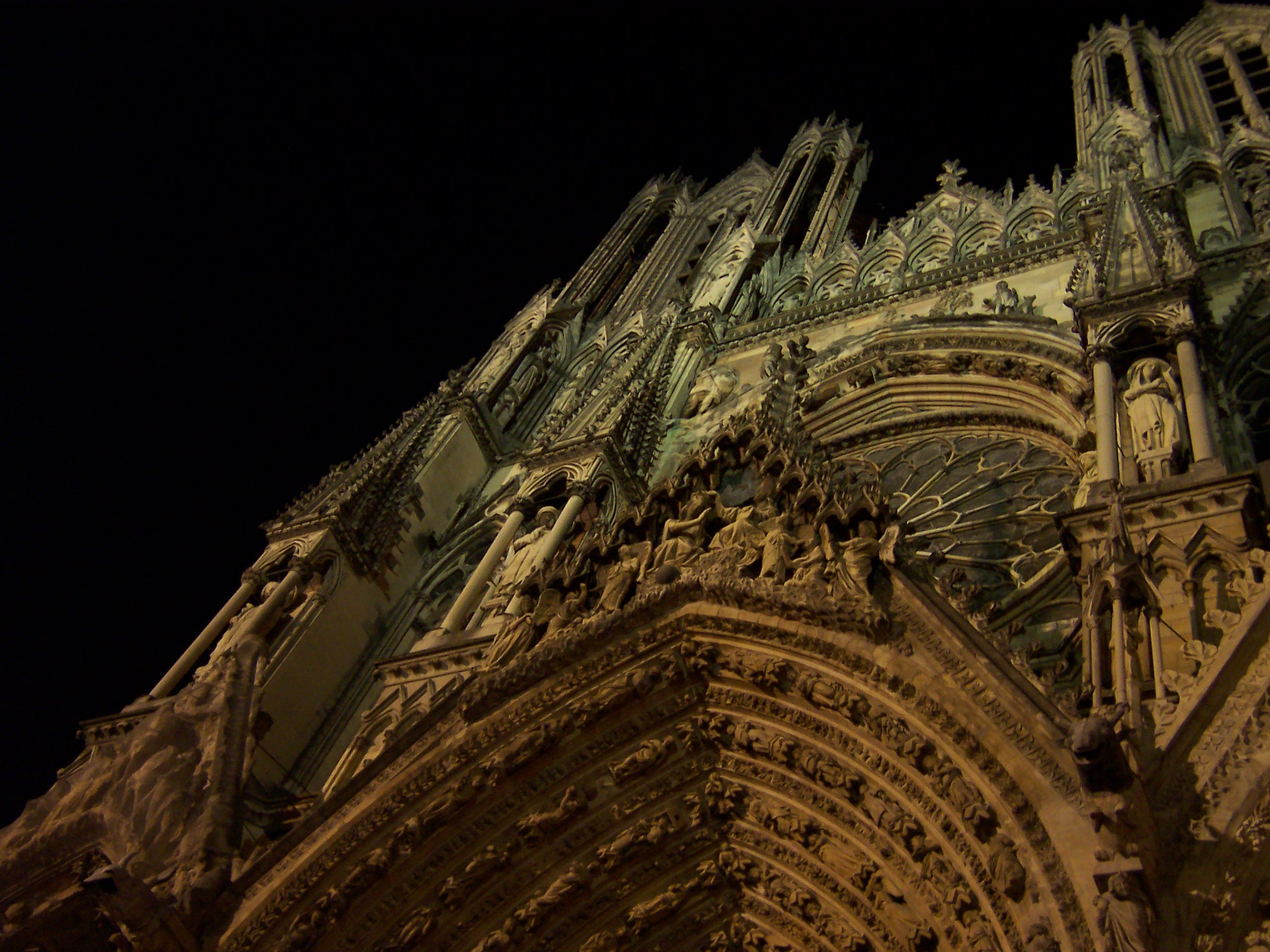
Façade occidentale de nuit.

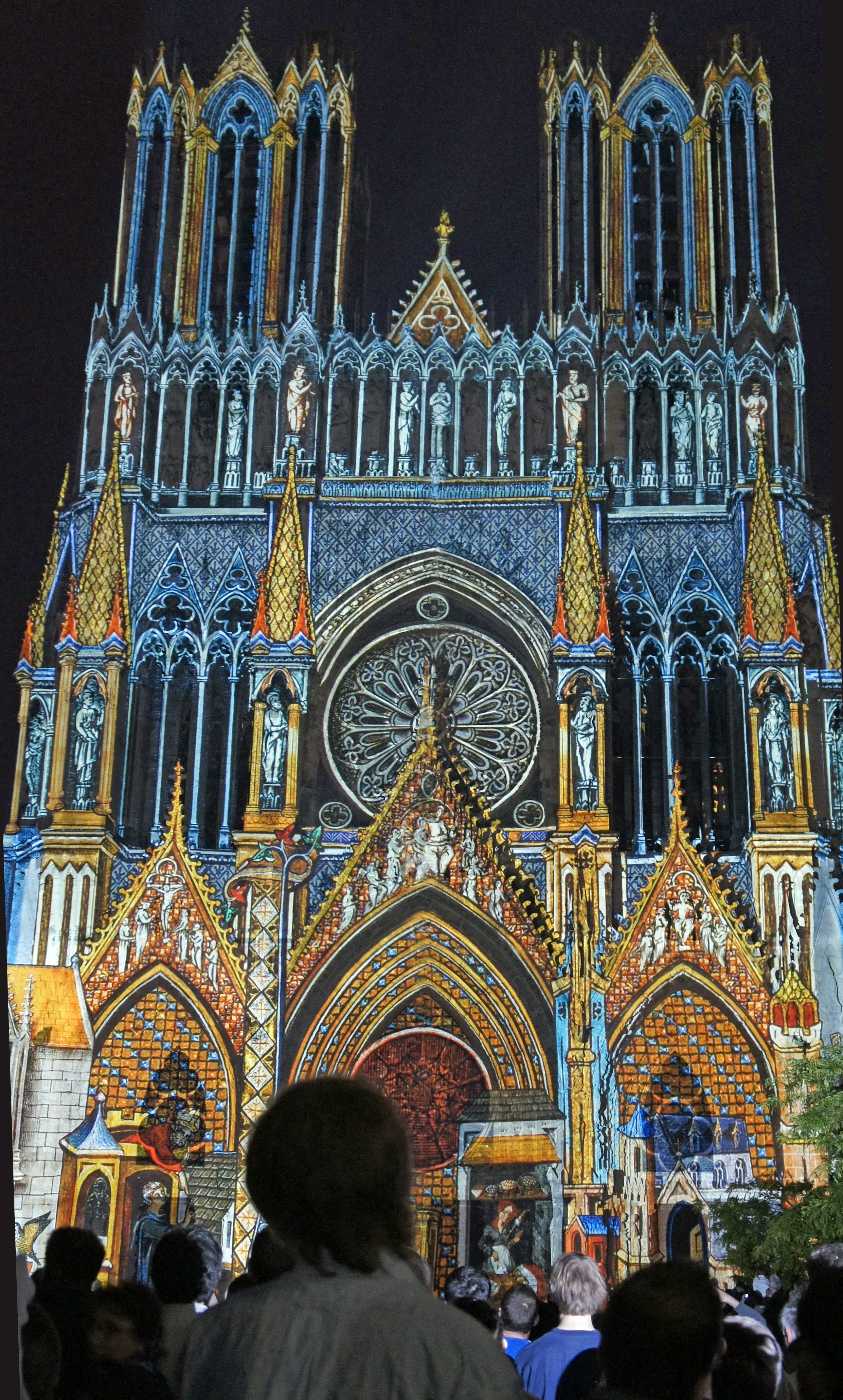
Spectacle de nuit.
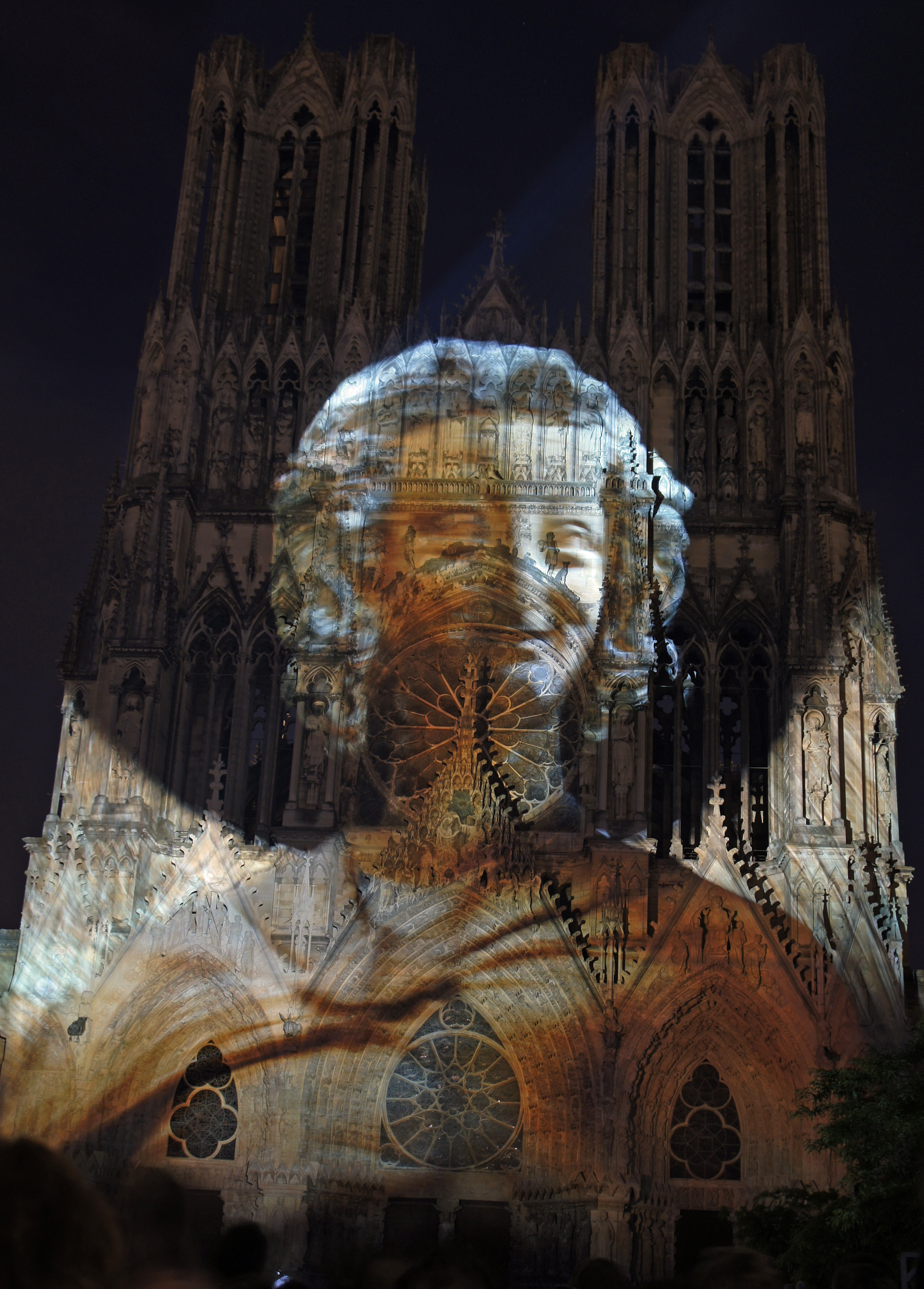
Spectacle de nuit.
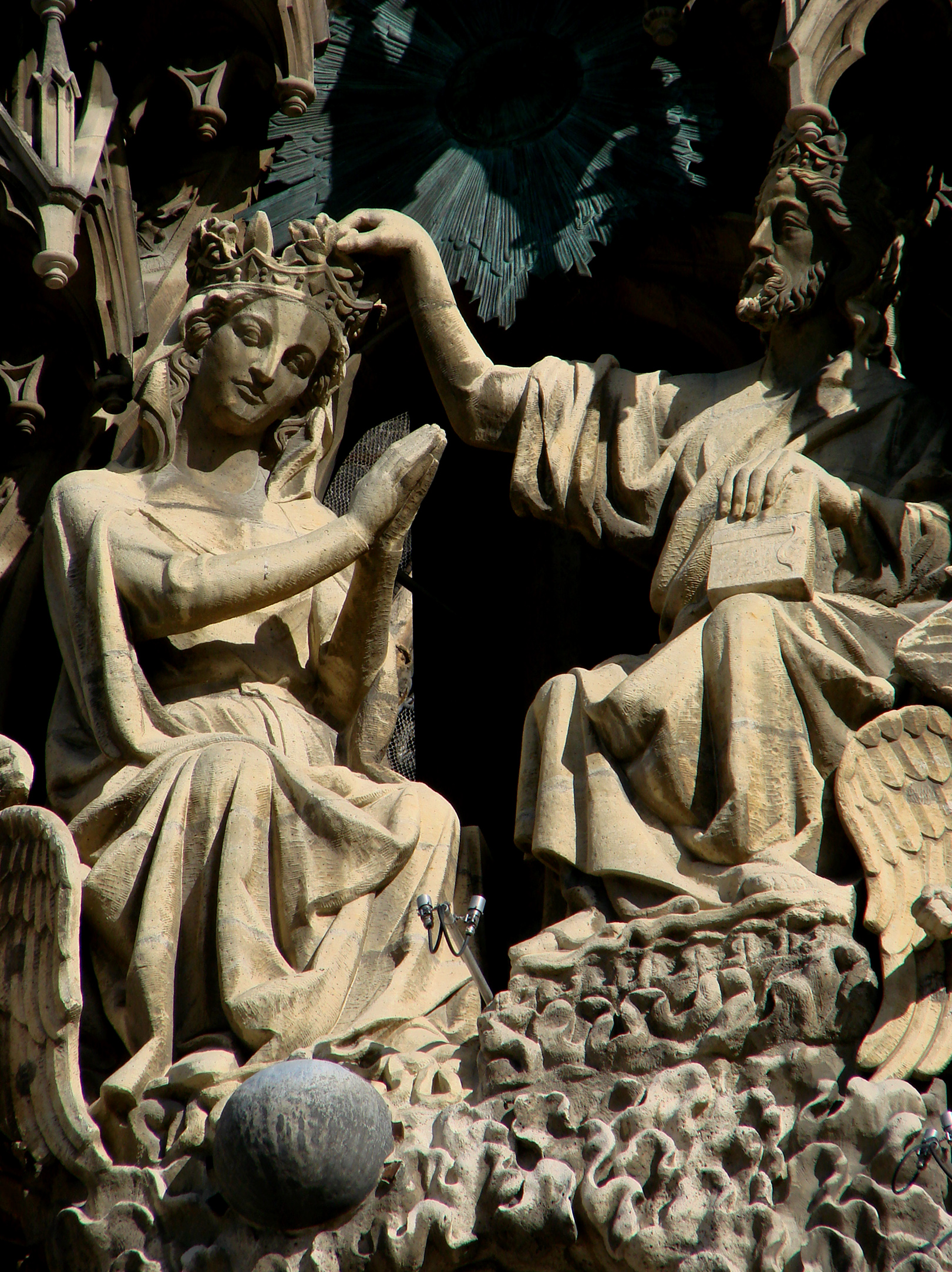
Façade occidentale : le couronnement de la Vierge.
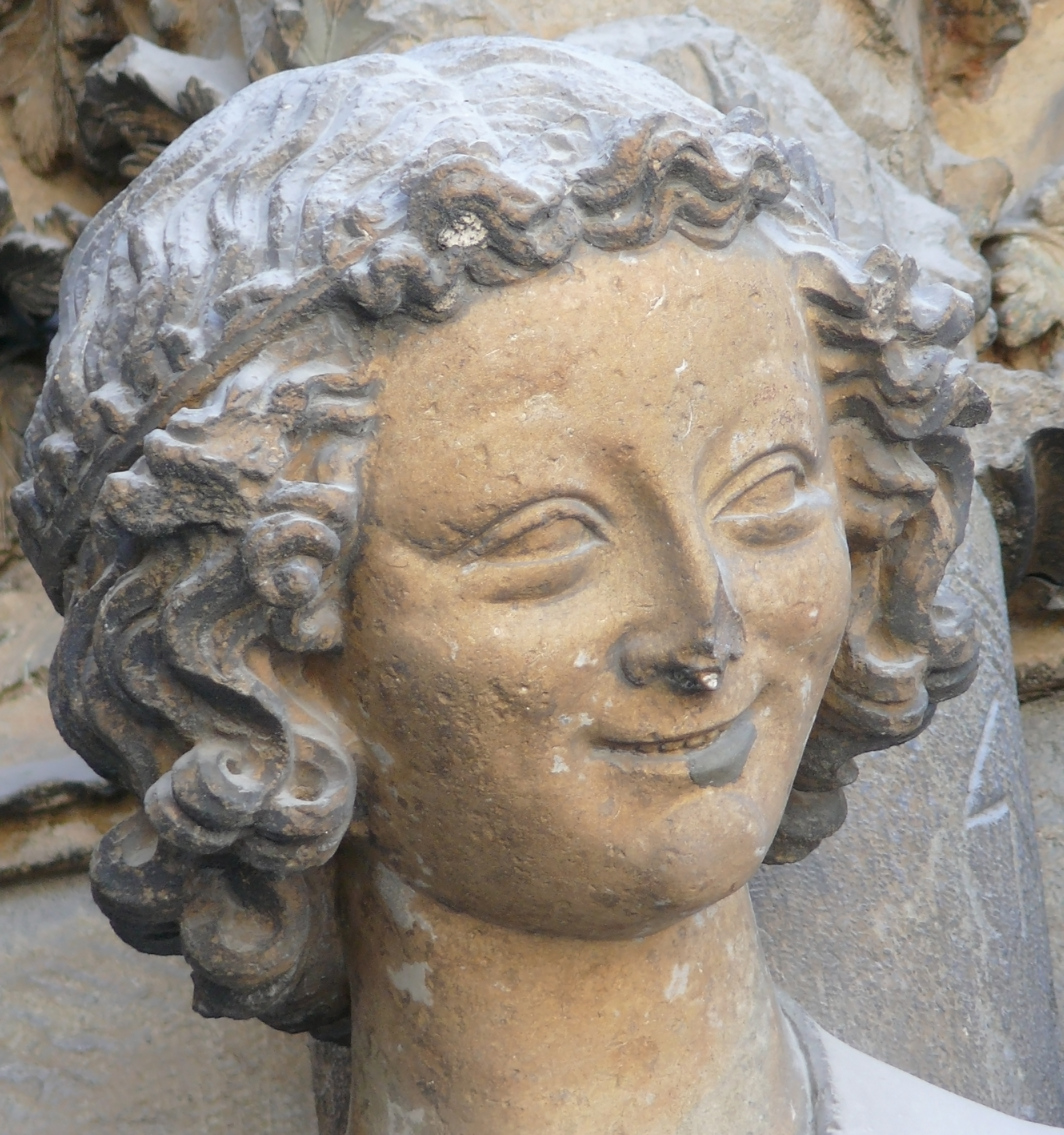
Le « jumeau » de l'Ange au Sourire : l'ange Gabriel.
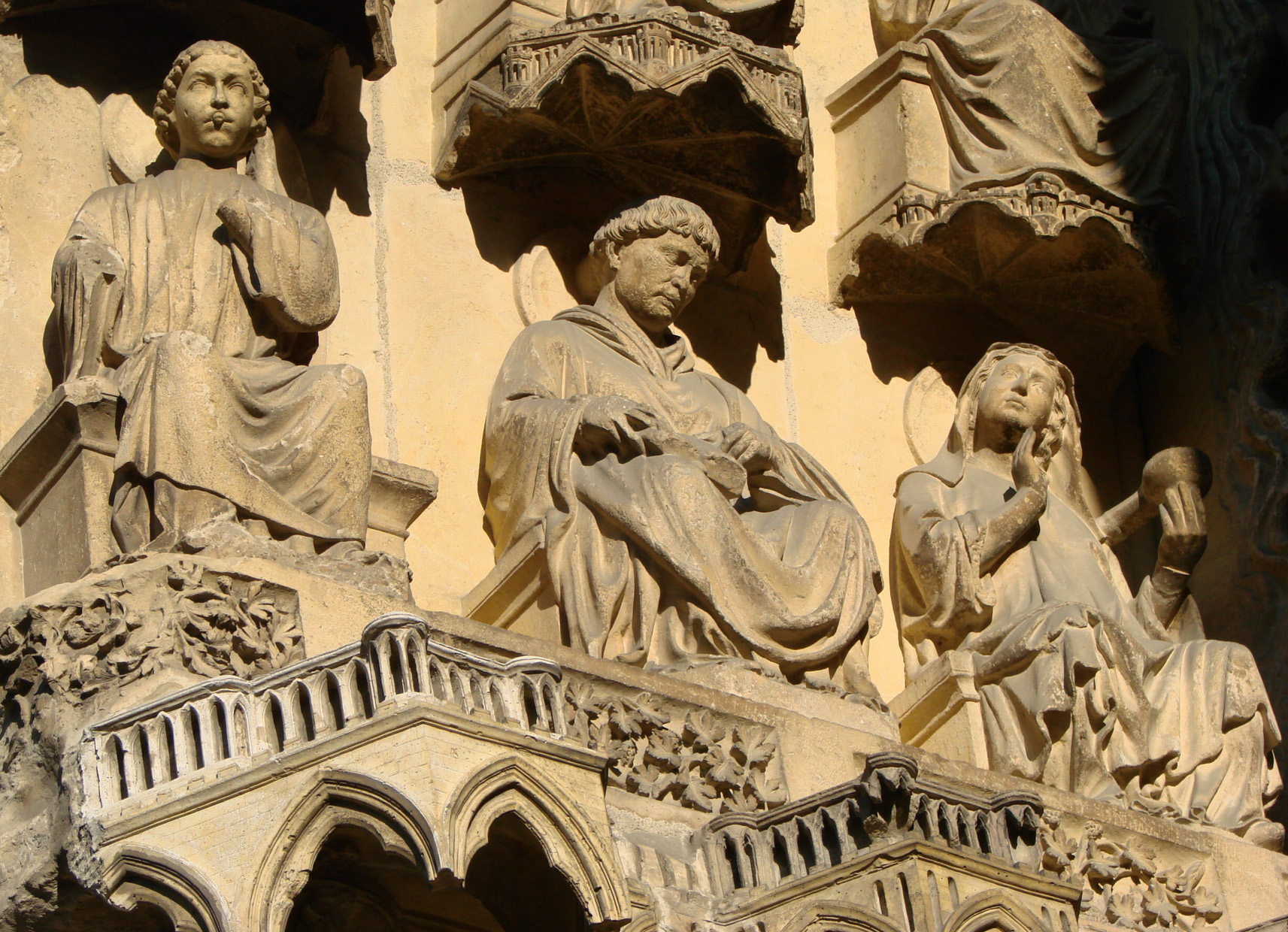
Détail des voussures du portail nord.
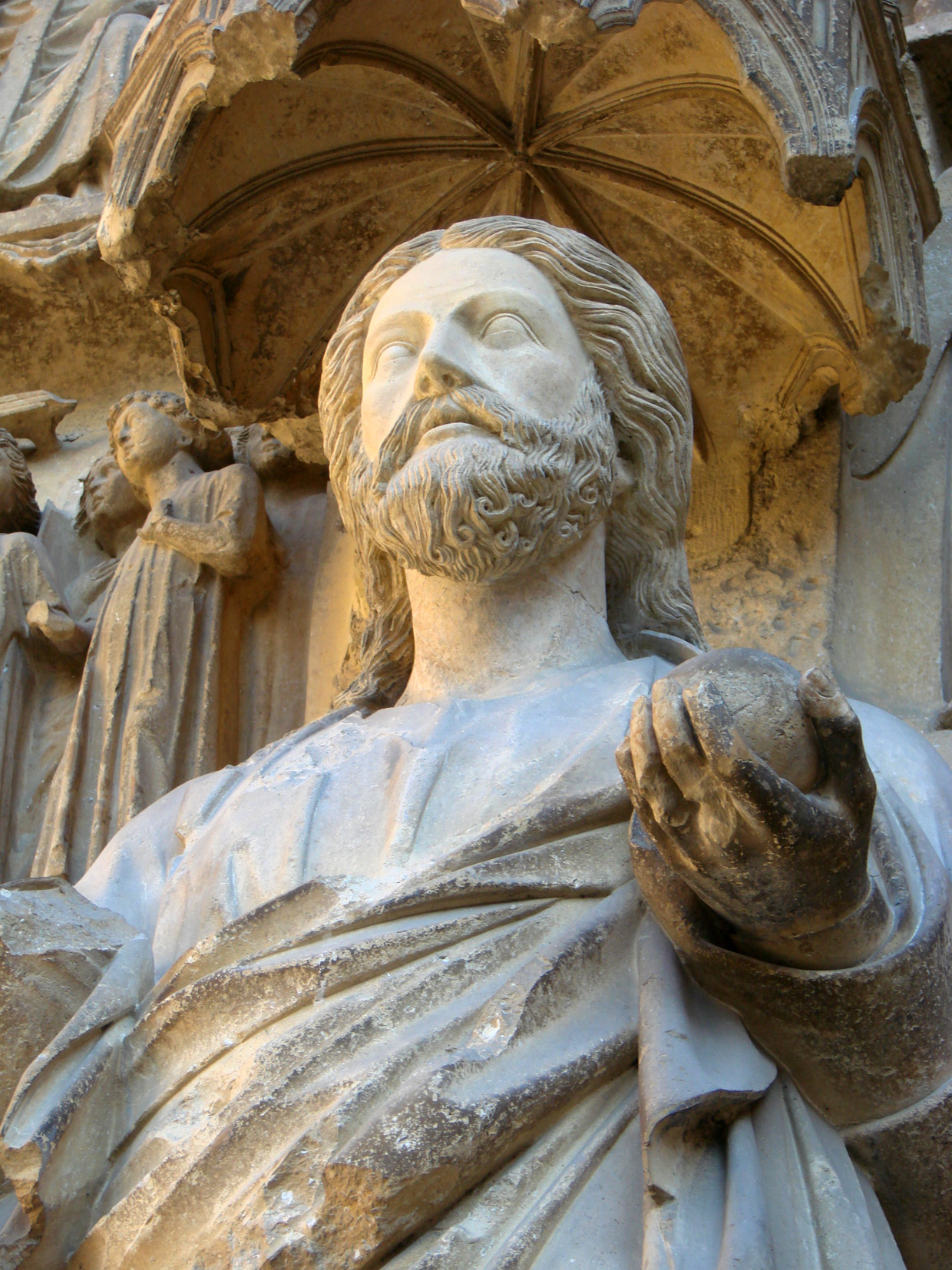
Le Beau Dieu, portail nord.
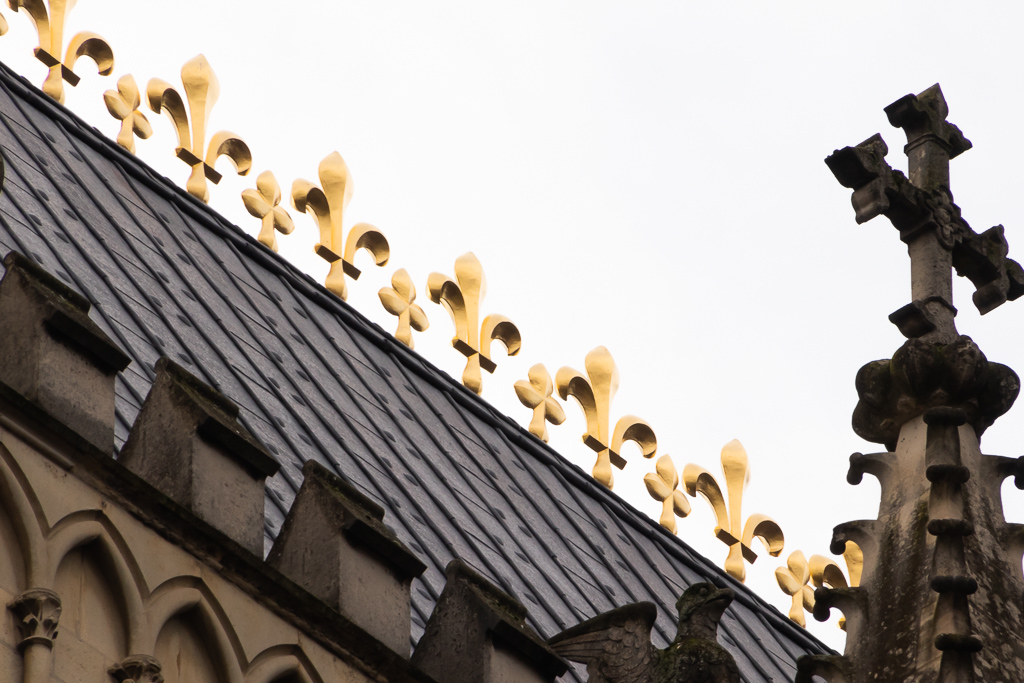
Fleur de Lys sur la toiture de la cathédrale.
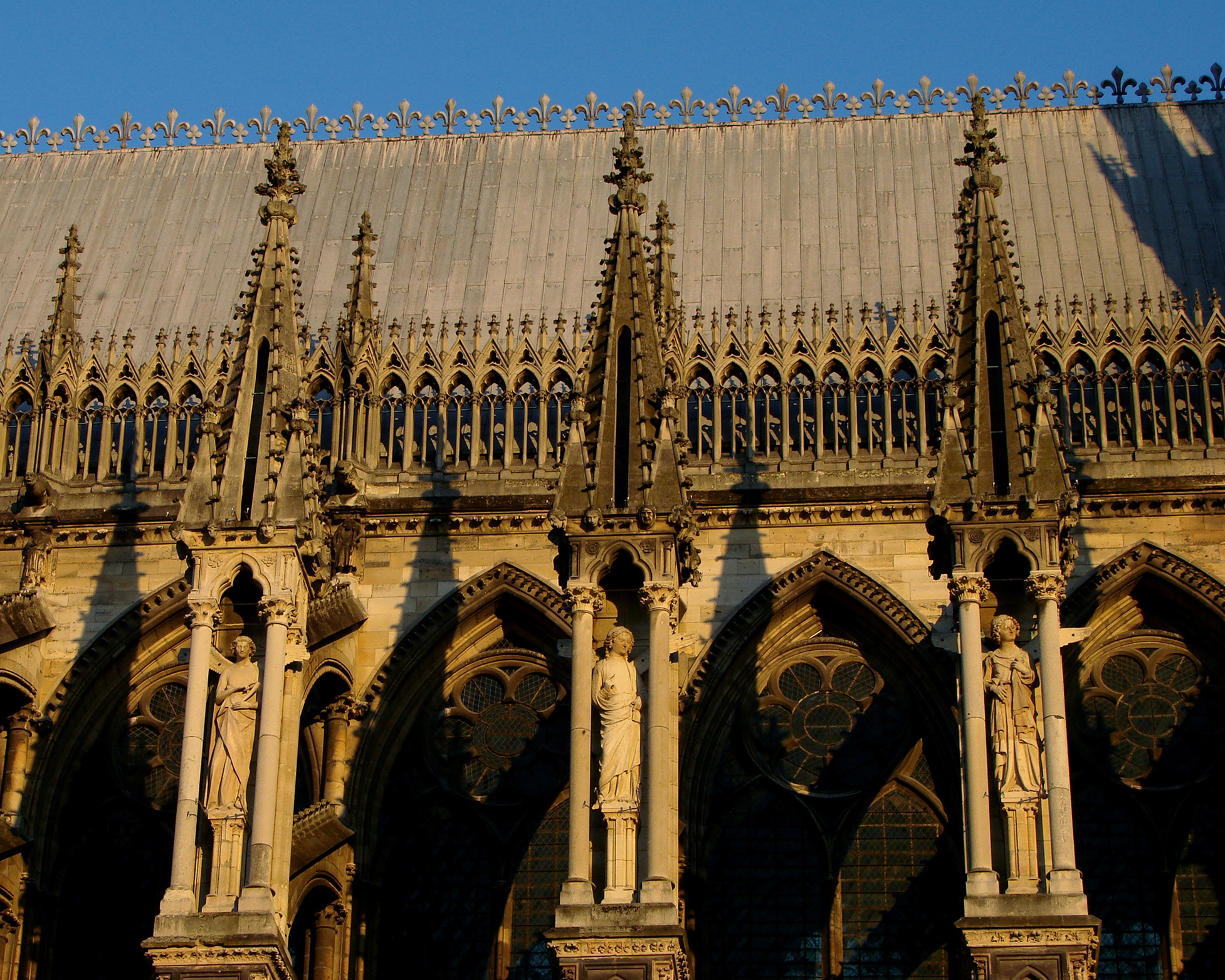
Flanc nord avec ses clochetons-tabernacles.
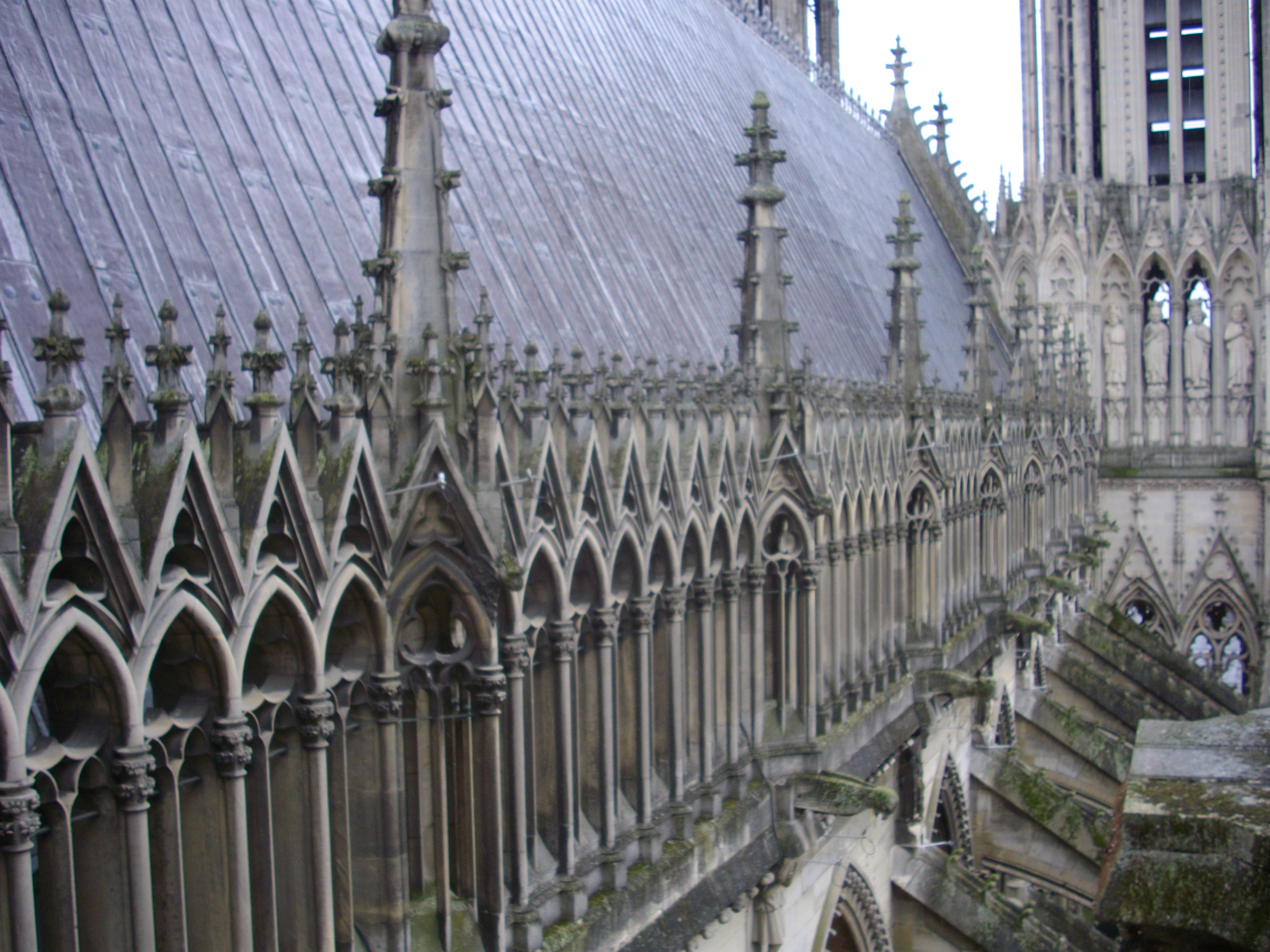
L'arcature ceinturant la base de la toiture est formée d'arcs ornés de trilobes et coiffés de gâbles[73].
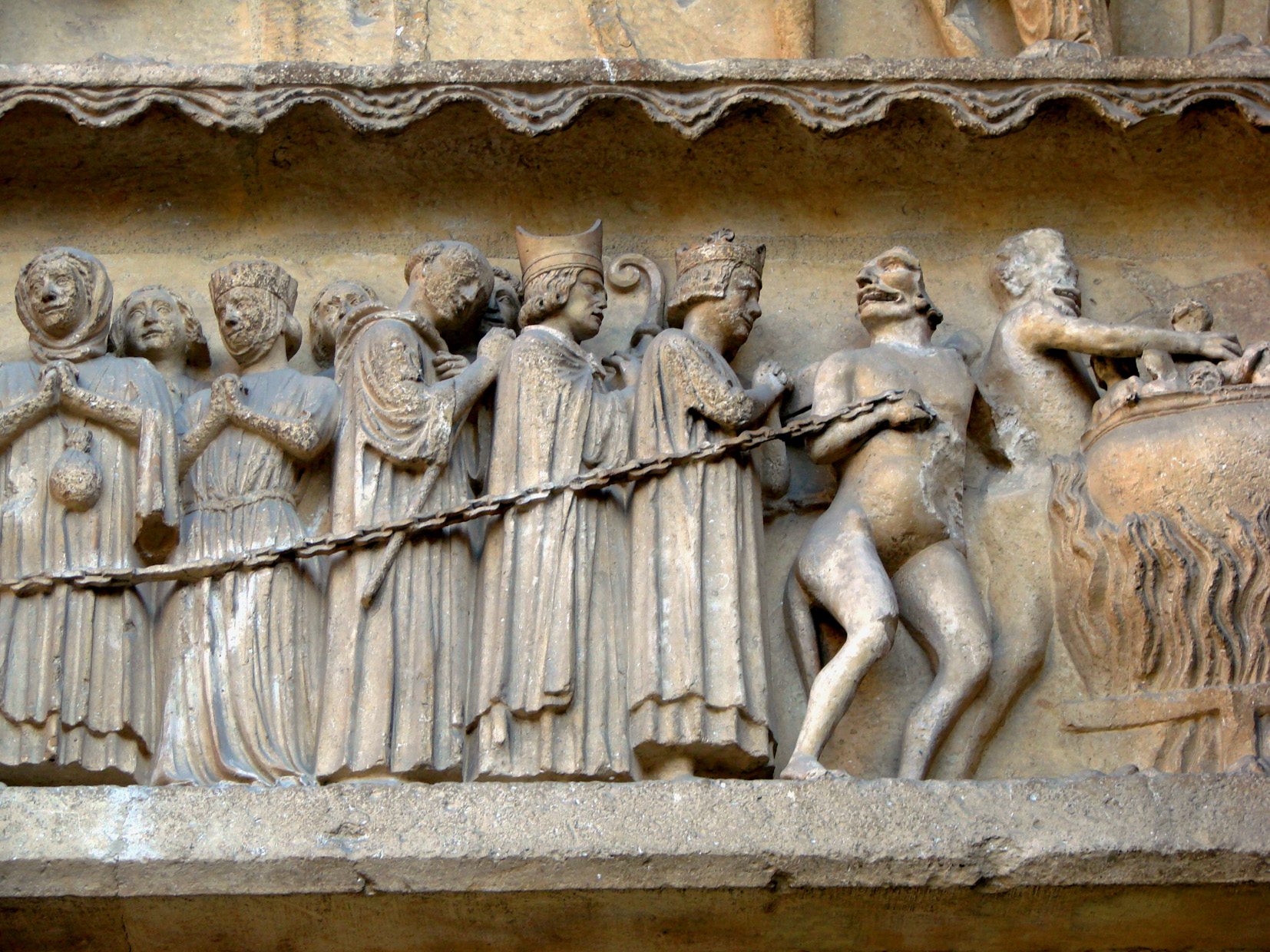
Détail du portail nord : le Jugement dernier.
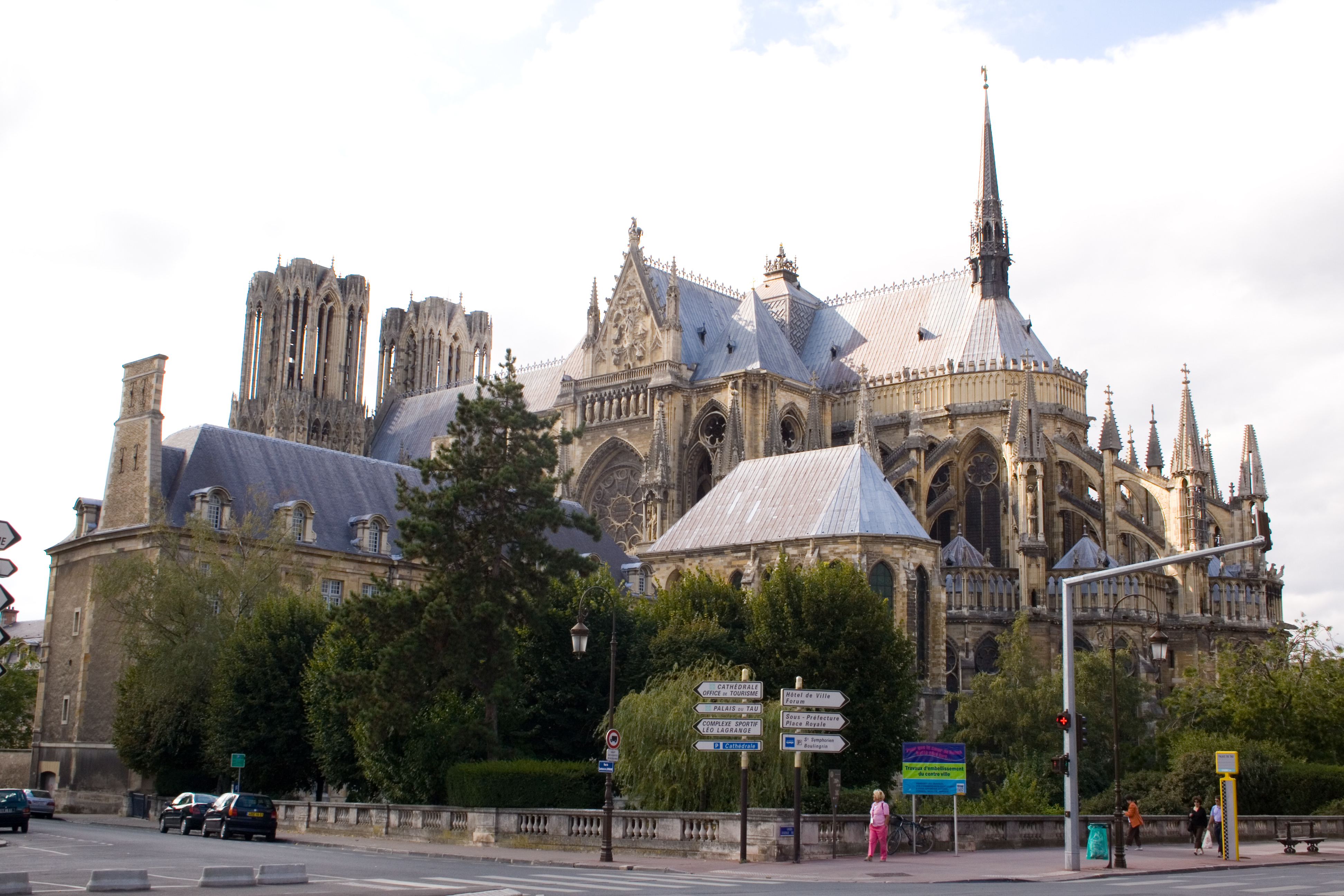
Vue du chevet, du palais du Tau et du jardin Deneux.
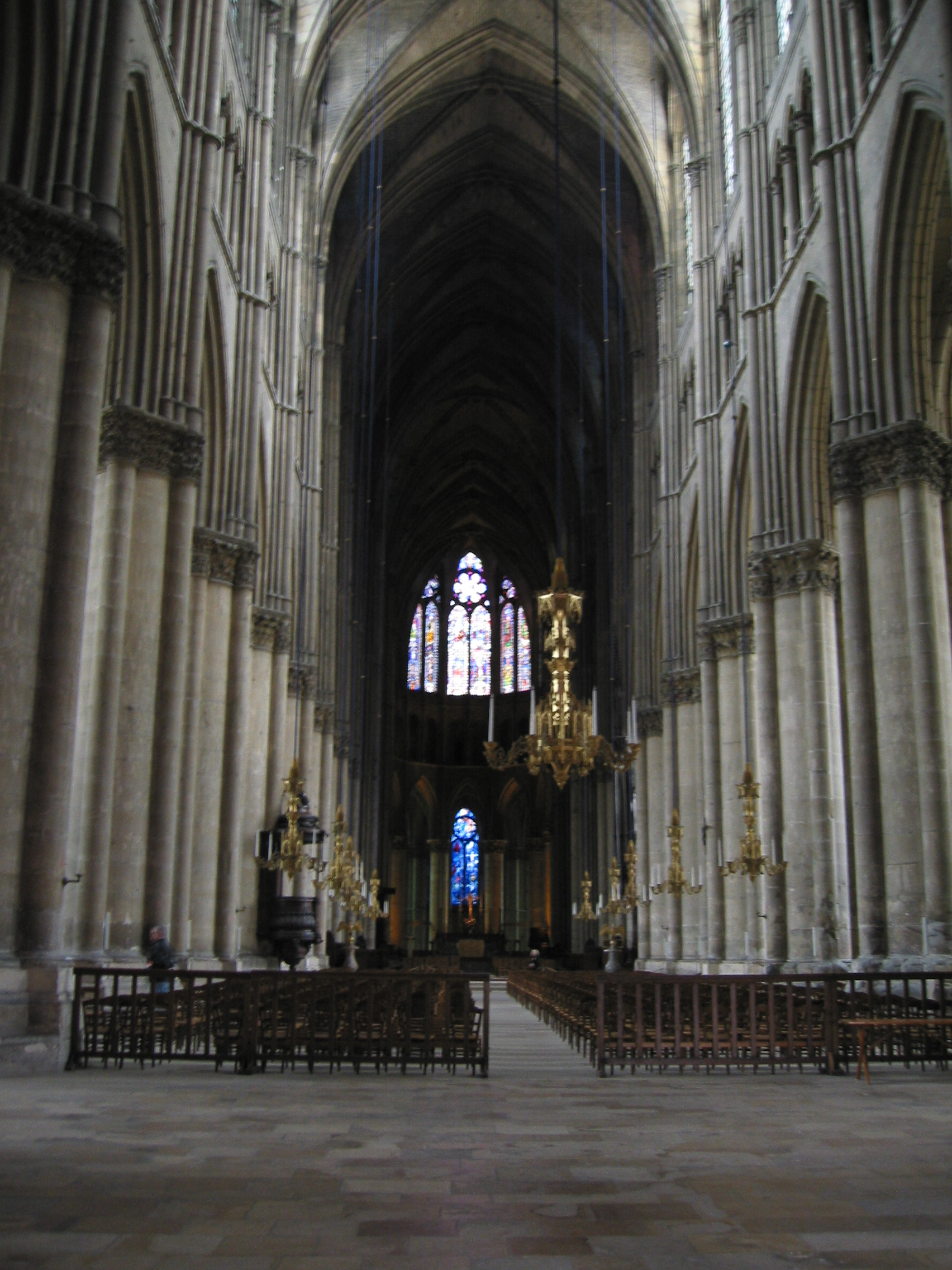
Nef.
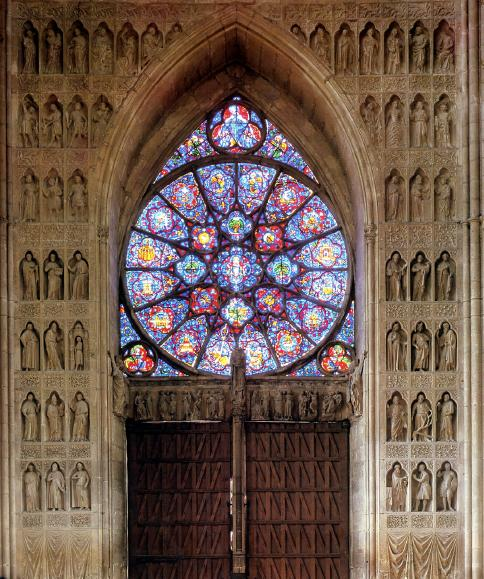
Revers du portail central de la façade ouest.
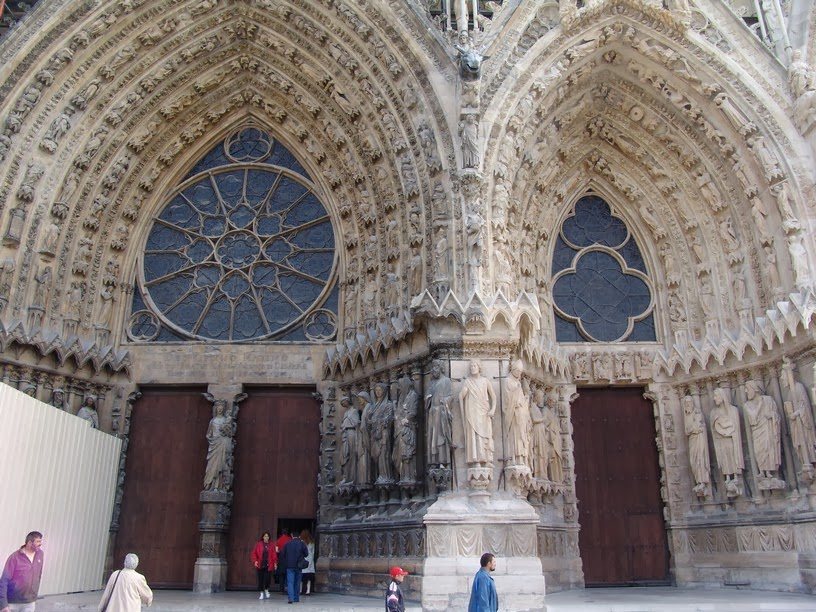
La porte principale.
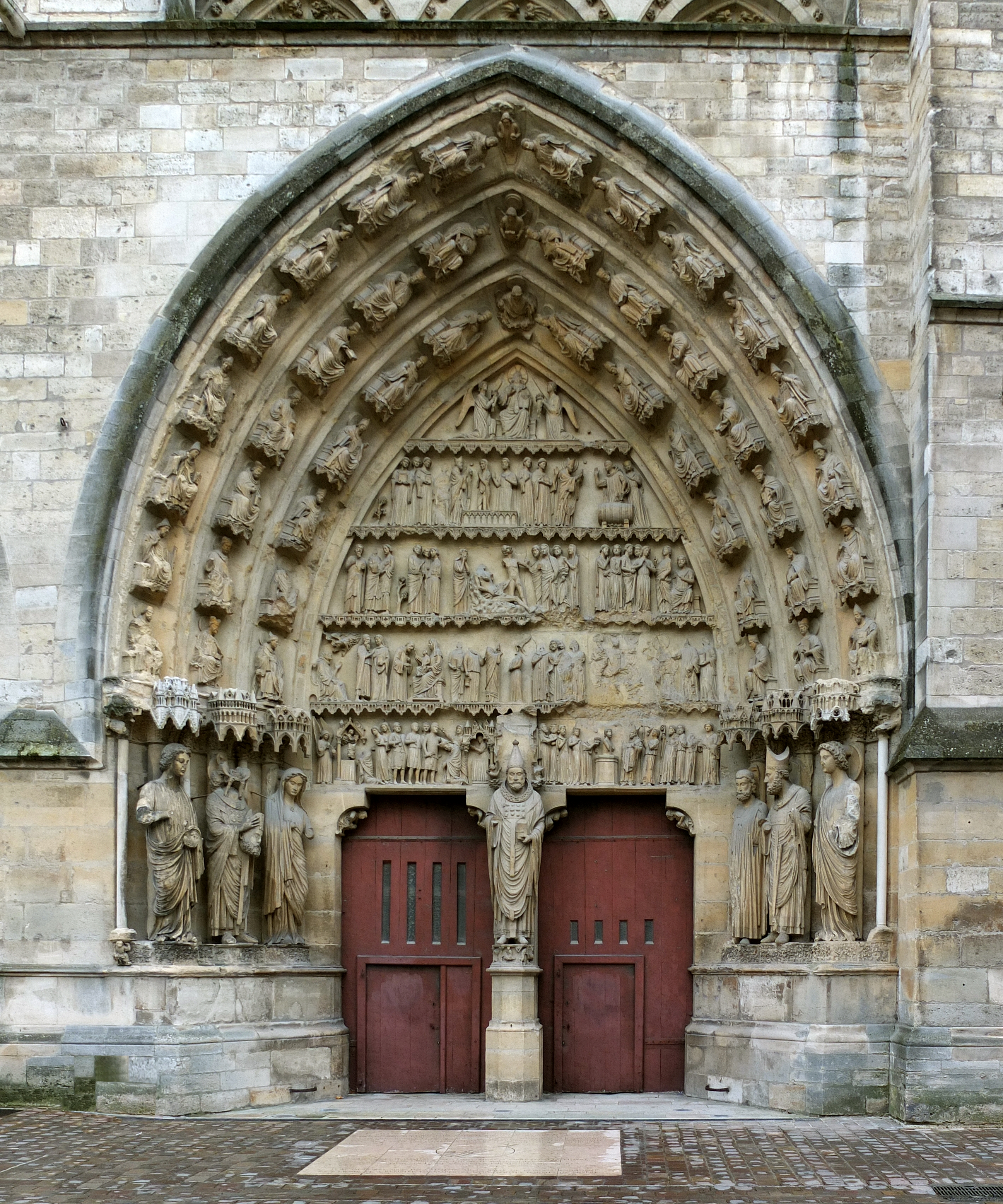
Portail nord.
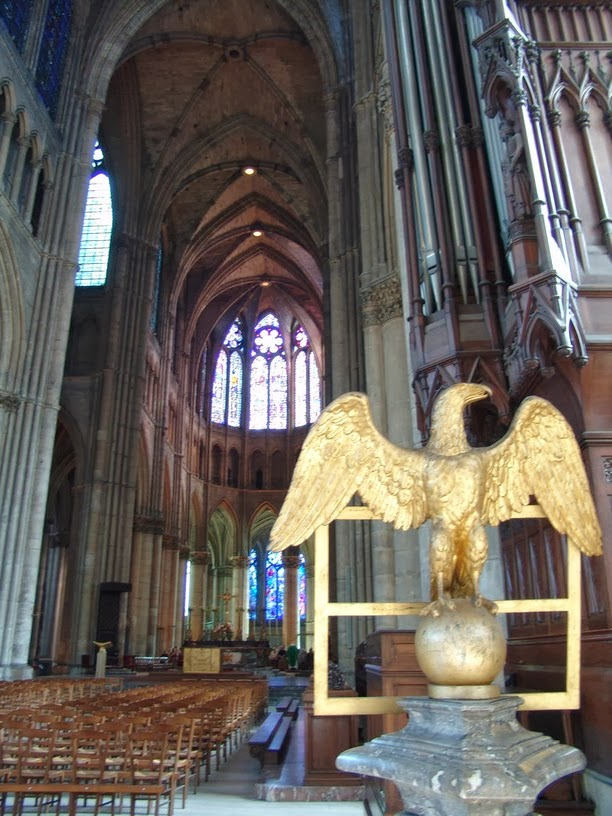
Aigle lutrin, vers le chœur.
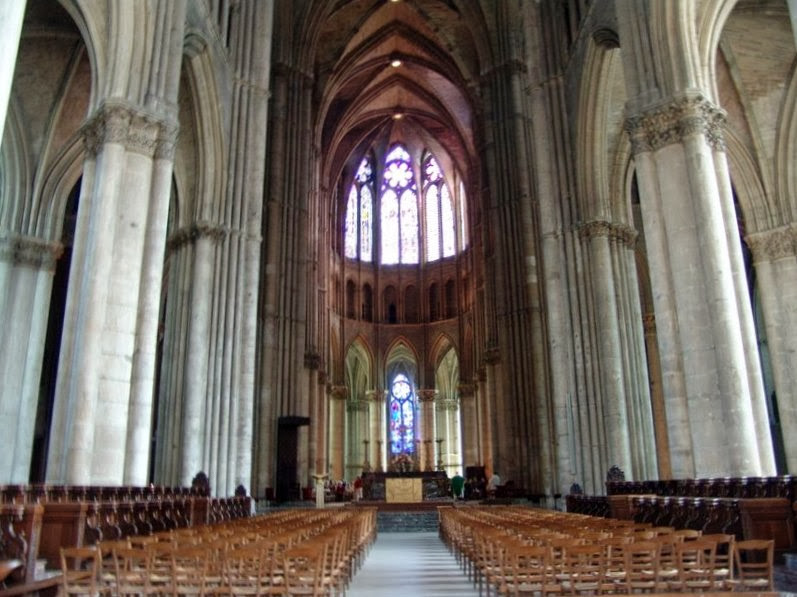
Intérieur de la cathédrale, vers le chœur. L'autel principal et à gauche la cathèdre.
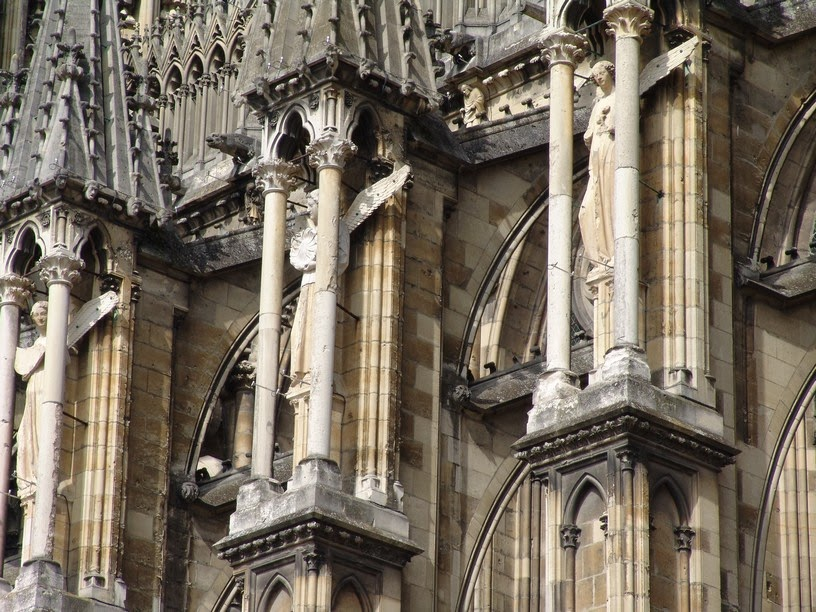
Anges blancs.
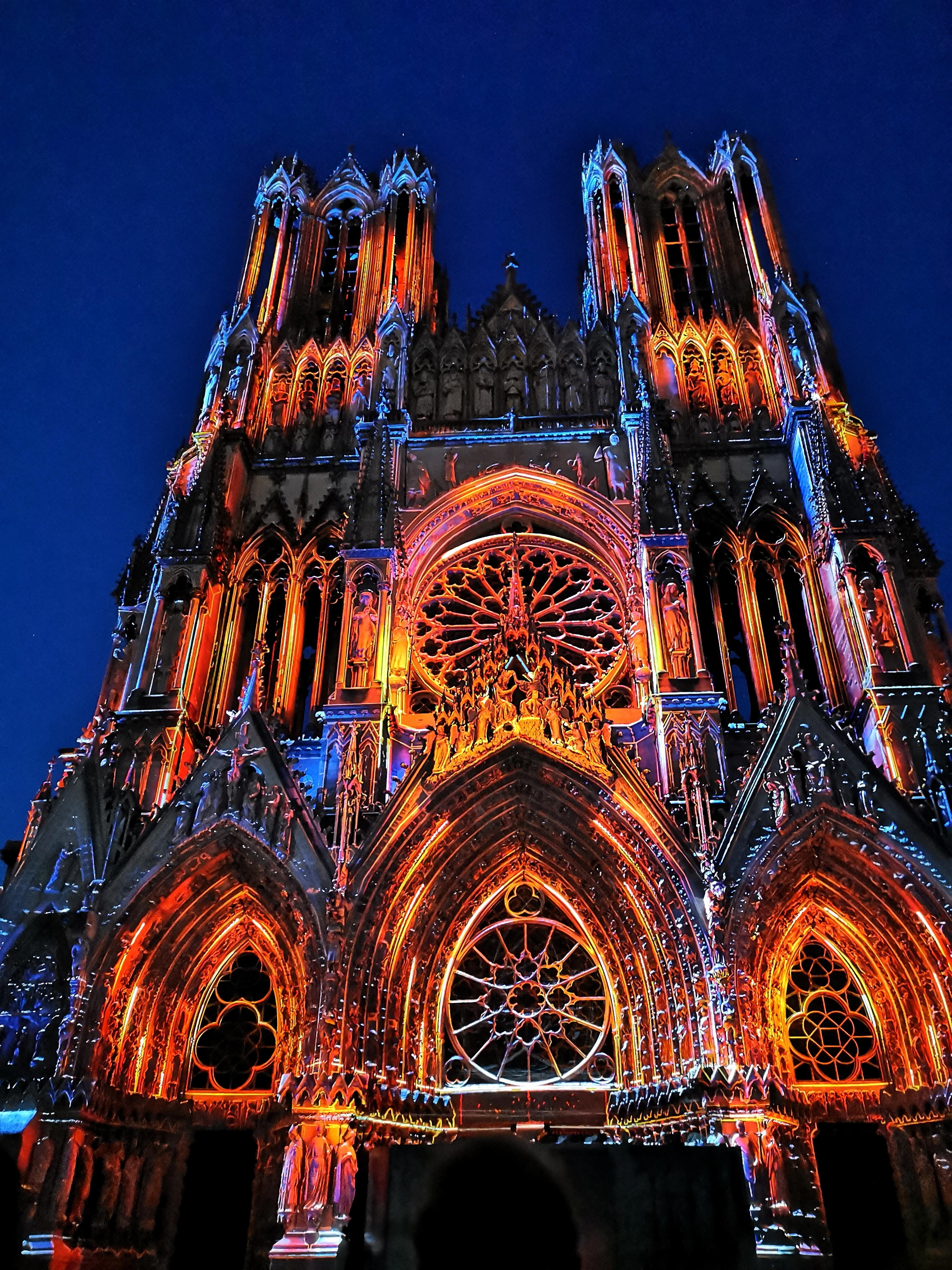
Spectacle nocturne Régalia projeté sur la façade.

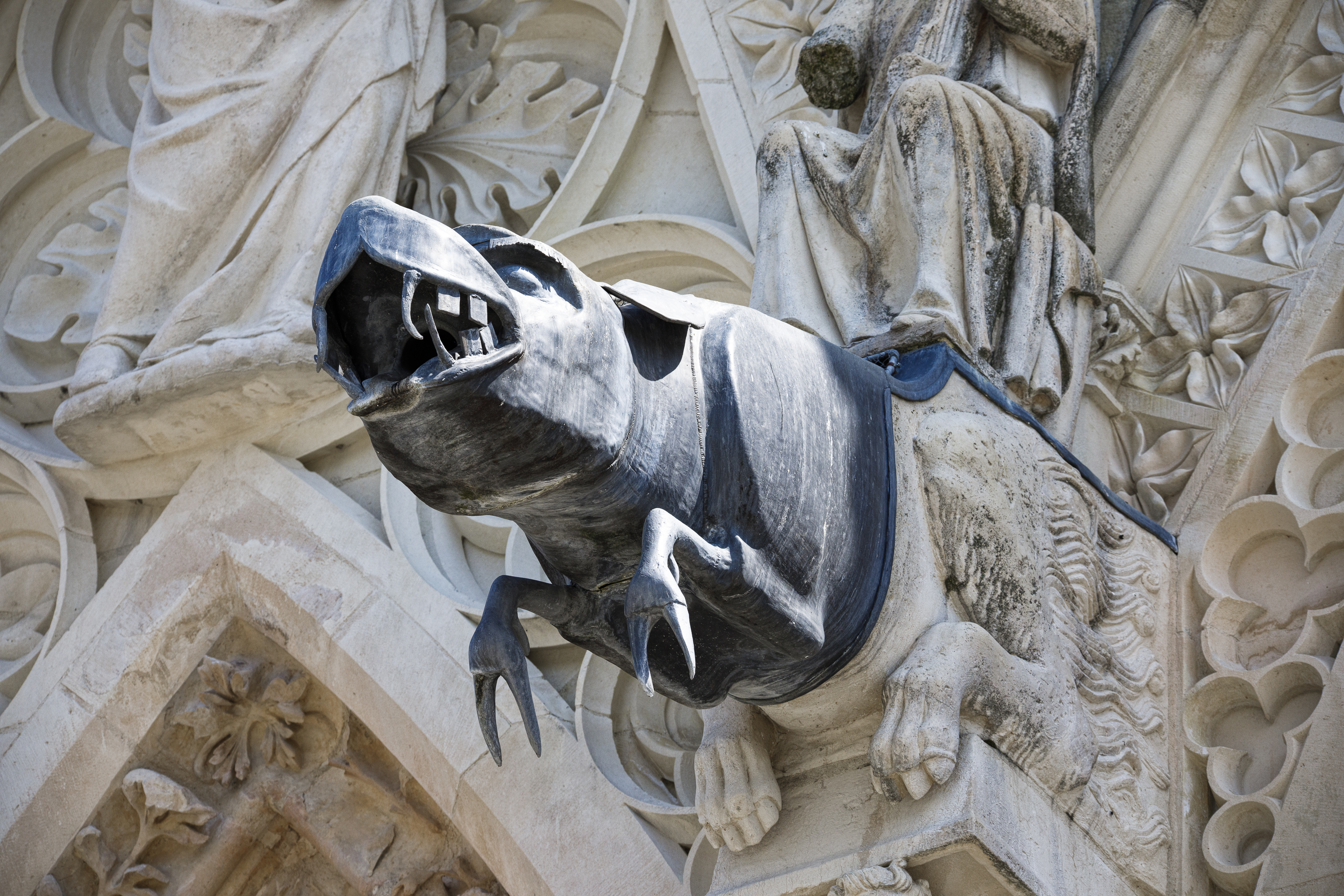
Gargouille sur la façade.
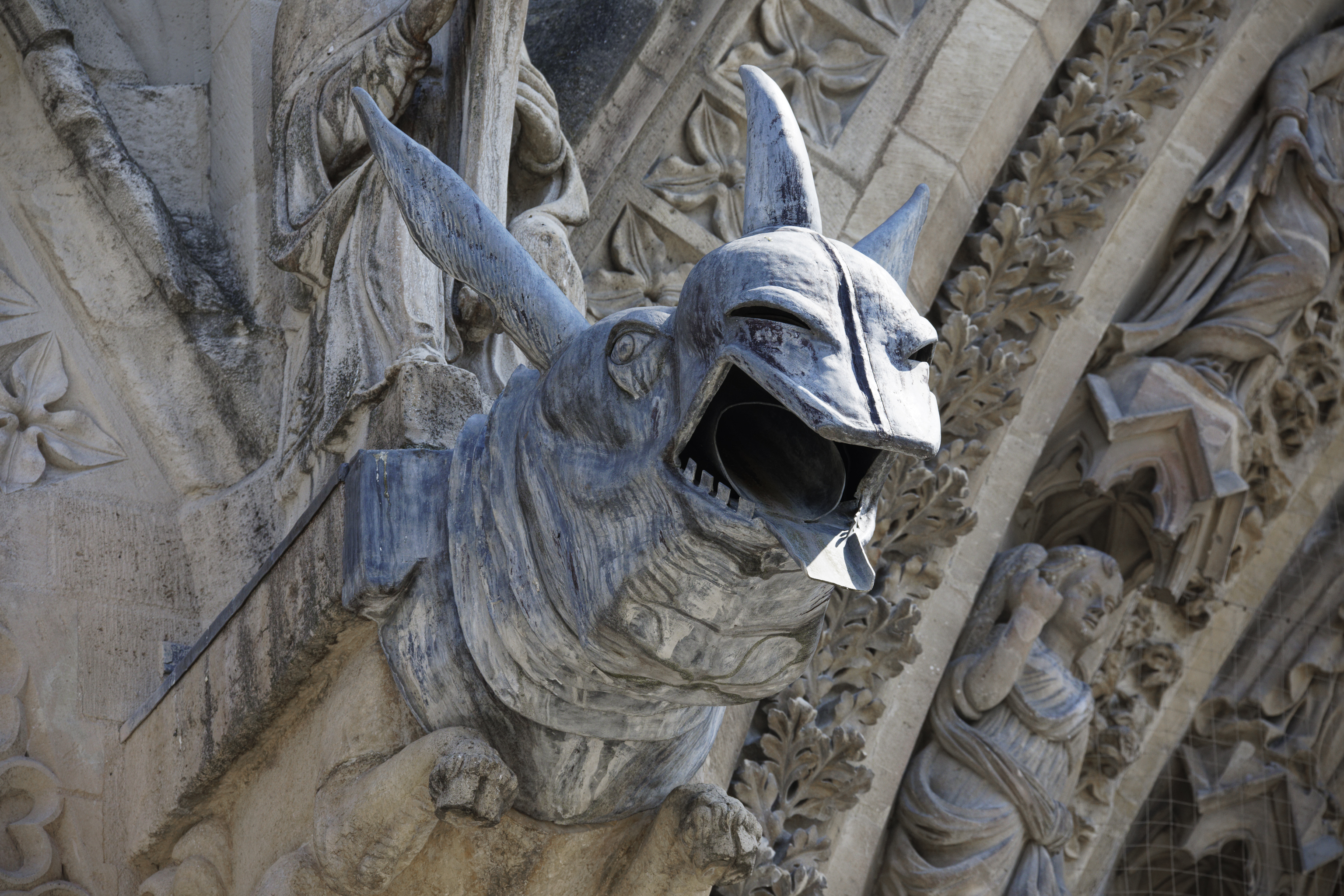
Gargouille sur la façade.
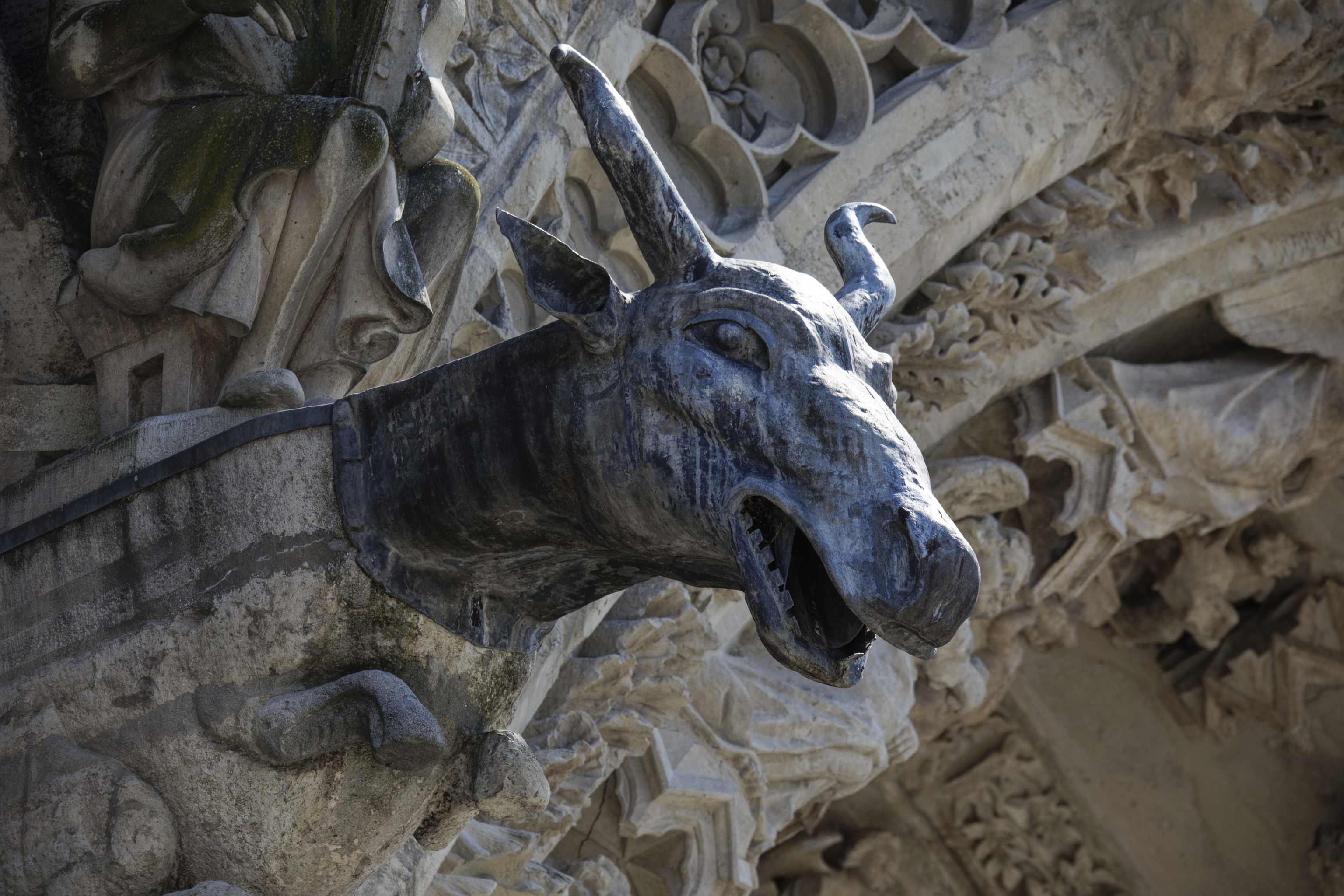
Gargouille sur la façade.

## Représentations picturales

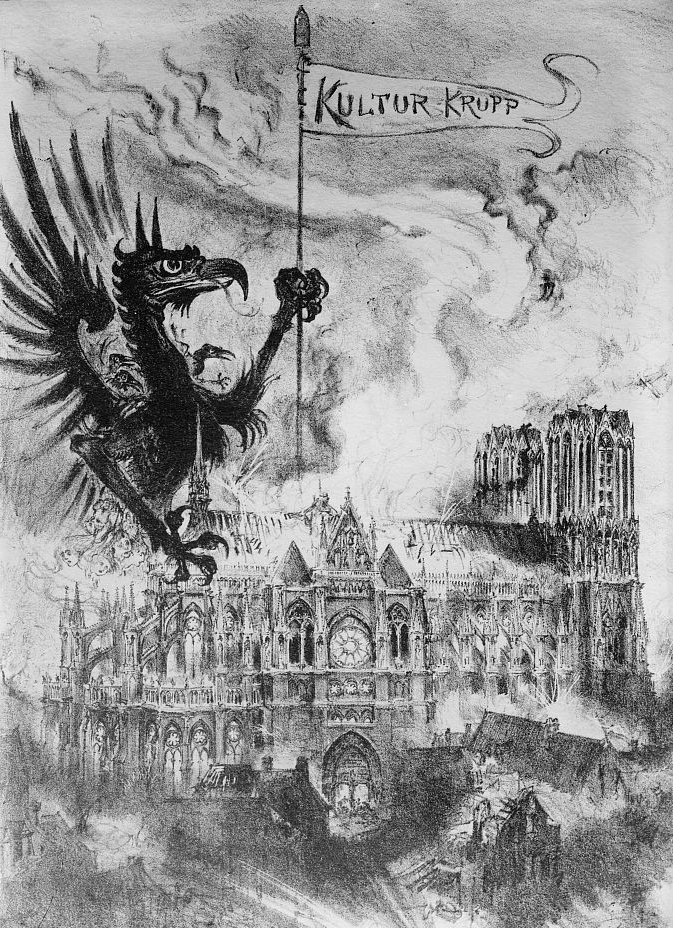
La cathédrale menacée par la Kultur Krupp.

La cathédrale a été le sujet de nombreuses œuvres, parmi lesquelles :
- Cavalcade de Louis XV après le Sacre, Pierre Denis Martin dit « le Jeune », 1724, Musée du château de Versailles[74] ;
- La Cathédrale de Reims vue du sud-ouest, Domenico Quaglio, 1833, Musée des Beaux-Arts de Leipzig[75] ;
- Cathédrale gothique à Reims, deux dessins à l'encre de Victor Hugo, 1838, Maison de Victor Hugo à Paris[76] et Bibliothèque Carnegie de Reims[77] ;
- La Cathédrale de Reims en flammes, Raymond Fournier-Sarlovèze, vers 1915, Musée de l'Armée, Paris[78] ;
- Vue de la cathédrale de Reims, Frank Myers Boggs, 1915, Musée d'Orsay, Paris[79] ;
- La Cathédrale de Reims, Septembre 1917, Joseph Félix Bouchor, 1917, Château de Blérancourt[80] ;
- La cathédrale de Reims, Louis Vivin, vers 1926, Centre Pompidou, Paris, en dépôt au Musée d'art et d'archéologie de Senlis[81] ;
- Cathédrale de Reims, Albert Brenet, 1940, Musée de l'Armée, Paris[82].

Son intérieur a été peint par Paul César Helleu.
Dans la médiatisation de « ville martyr », la cathédrale a été représentée sur de nombreuses affiches, cartes-postales, tableaux et articles tout au long de la Première Guerre mondiale.